# Lublin
Lublinⓘ (łac. Lublinum, jid. לובלין) – miasto na prawach powiatu we wschodniej Polsce, stolica województwa i powiatu lubelskiego, centralny ośrodek aglomeracji lubelskiej i Lubelskiego Obszaru Metropolitalnego. Ósme co do wielkości populacji miasto w Polsce, drugie w Małopolsce, o populacji wynoszącej 328 305 mieszkańców (stan na 31 grudnia 2024).
Położone na Wyżynie Lubelskiej nad Bystrzycą, na dwóch odmiennych obszarach. Część zachodnia ma urozmaiconą rzeźbę terenu. Występują tam liczne wąwozy, doliny i wzgórza. Część wschodnia jest płaska. Lublin jest ulokowany ok. 170 km od Warszawy, nieopodal granicy krain historycznych: Małopolski i Rusi Czerwonej i ok. 100 km od przejścia granicznego z Ukrainą.
Osada handlowa, położona na szlaku prowadzącym z okolic Morza Czarnego, istniała w tym miejscu od VI w. Od X do XV w. Lublin należał do jednostki administracyjnej, której centrum był Sandomierz. W I Rzeczypospolitej był ważnym ośrodkiem administracyjnym, handlowym i kulturalnym. Od połowy XVII w. i w XVIII w. miasto podupadło i zubożało. W wyniku III rozbioru znalazło się w zaborze austriackim, następnie kolejno: w Księstwie Warszawskim i Królestwie Polskim. W 3. ćwierci XIX w. Lublin, włączony Koleją Nadwiślańską do rosyjskiej sieci kolejowej, szybko rozrósł się i nabrał charakteru przemysłowego. Zmienił się także jego kształt urbanistyczny. W pierwszej i drugiej wojnie światowej padł ofiarą gospodarki rabunkowej i Holokaustu. W okresie PRL nastąpił gwałtowny rozwój Lublina. W tym czasie ludność wzrosła ponad trzykrotnie. Umocnił się akademicki charakter miasta. Zbudowano szereg zakładów przemysłowych, wzniesiono nowe dzielnice mieszkaniowe.
Od 2004 przeprowadzane są liczne inwestycje z funduszy Unii Europejskiej. Miasto rozwija się jako ośrodek nauki, kultury, turystyki, sportu i rekreacji, a także usług i przemysłu. Umacnia się jako węzeł transportowy: posiada ekspresową obwodnicę w ciągu Via Carpatia oraz port lotniczy. Lublin jest członkiem Unii Metropolii Polskich, siedzibą instytucji samorządowych i państwowych, konsulatów, brygady litewsko-polsko-ukraińskiej, archidiecezji i metropolii Kościoła katolickiego oraz diecezji Kościoła prawosławnego.

## Położenie i warunki naturalne

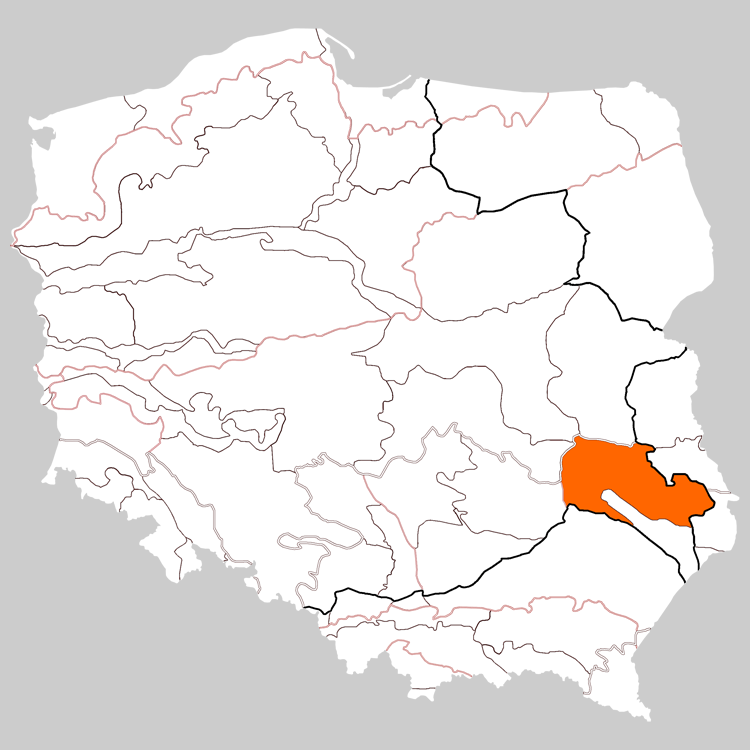
Położenie Wyżyny Lubelskiej na mapie Polski. Grubszą linią na wschód od Wyżyny zaznaczono granicę między Pozaalpejską Europą Środkową a Niziną Wschodnioeuropejską

Lublin jest położony na północnym skraju Wyżyny Lubelskiej. Nieopodal przebiega granica między Niziną Środkowoeuropejską i Wyżynami Polskimi. Obie te prowincje należą do Pozaalpejskiej Europy Środkowej, która blisko Lublina graniczy z Niziną Wschodnioeuropejską.
Miasto zajmuje powierzchnię 147 km². Według regionalizacji A. Chałubińskiej i T. Wilgata leży ono w czterech mezoregionach. Na zachód od doliny Bystrzycy znajdują się Płaskowyż Nałęczowski i Równina Bełżycka, zaś na wschód – Równina Łuszczowska i Wyniosłość Giełczewska. Według J. Kondrackiego Lublin leży na Płaskowyżu Nałęczowskim, Równinie Bełżyckiej, Płaskowyżu Świdnickim i Wyniosłości Giełczewskiej. Według podziału geomorfologicznego H. Maruszczaka miasto leży na styku trzech mezoregionów – na zachód od Bystrzycy są to: Płaskowyż Nałęczowski i Płaskowyż Bełżycki, a na wschód – Płaskowyż Łuszczowski.
Dolina Bystrzycy dzieli miasto na dwie odmienne krajobrazowo części. Część lewobrzeżną cechuje urozmaicona rzeźba terenu z licznymi głębokimi suchymi dolinami, którym towarzyszą nieliczne wąwozy lessowe. Część prawobrzeżna jest bardziej płaska i mniej urozmaicona. Na terenie miasta do Bystrzycy wpadają dwie cieki: Czerniejówka i Czechówka.

## Klimat
| \| I \| II \| III \| IV \| V \| VI \| VII \| VIII \| IX \| X \| XI \| XII \| \| 0.9 27 16 \| 1 30 18 \| 1.1 41 28 \| 1.5 57 39 \| 2.2 66 46 \| 2.9 72 52 \| 3 75 55 \| 2.6 73 54 \| 1.9 66 48 \| 1.4 55 41 \| 1.4 43 32 \| 1.3 32 23 \| \| Temperatury w °F Opad całkowity w calach \| \| \| \| \| \| \| \| \| \| \| \| |         |           |           |           |           |         |           |           |           |           |           |
| I | II      | III       | IV        | V         | VI        | VII     | VIII      | IX        | X         | XI        | XII       |
| 0.9 27 16 | 1 30 18 | 1.1 41 28 | 1.5 57 39 | 2.2 66 46 | 2.9 72 52 | 3 75 55 | 2.6 73 54 | 1.9 66 48 | 1.4 55 41 | 1.4 43 32 | 1.3 32 23 |
| Temperatury w °F Opad całkowity w calach |         |           |           |           |           |         |           |           |           |           |           |

| I                                        | II      | III       | IV        | V         | VI        | VII     | VIII      | IX        | X         | XI        | XII       |
| 0.9 27 16                                | 1 30 18 | 1.1 41 28 | 1.5 57 39 | 2.2 66 46 | 2.9 72 52 | 3 75 55 | 2.6 73 54 | 1.9 66 48 | 1.4 55 41 | 1.4 43 32 | 1.3 32 23 |
| Temperatury w °F Opad całkowity w calach |         |           |           |           |           |         |           |           |           |           |           |

Według klasyfikacji Köppena-Geigera Lublin leży w strefie Dfb – klimatu kontynentalnego wilgotnego. Średnia roczna temperatura powietrza wynosi od +7,0 do +8,0 °C. Najcieplejszymi miesiącami są lipiec i sierpień, ze średnią temperatur ok. +19 °C, najzimniejszym styczeń i luty, ze średnią ok. −5,0 °C. Okresy letni i wegetacyjny trwają dość długo (odpowiednio 100–110 i 210–220 dni). Średnia roczna suma opadów wynosi ok. 540 mm. Czas zalegania pokrywy śnieżnej wynosi od 70 do 90 dni.
| Miesiąc                             | Sty  | Lut  | Mar   | Kwi   | Maj   | Cze   | Lip   | Sie   | Wrz   | Paź   | Lis  | Gru  | Roczna |
| ----------------------------------- | ---- | ---- | ----- | ----- | ----- | ----- | ----- | ----- | ----- | ----- | ---- | ---- | ------ |
| Średnie temperatury w dzień [°C]    | -0.3 | 1.3  | 6.1   | 13.7  | 19.4  | 21.8  | 24.6  | 24.0  | 18.2  | 13.0  | 6.2  | 0.9  | 12,4   |
| Średnie dobowe temperatury [°C]     | -2.4 | -1.5 | 2.5   | 8.8   | 14.1  | 16.4  | 19.2  | 18.6  | 13.4  | 9.2   | 3.7  | -1.0 | 8,4    |
| Średnie temperatury w nocy [°C]     | -4.5 | -4.2 | -1.2  | 3.8   | 8.8   | 11.1  | 13.8  | 13.2  | 8.6   | 5.3   | 1.3  | -2.8 | 4,4    |
| Opady [mm]                          | 38.7 | 33.7 | 45.5  | 36.3  | 53.4  | 52.5  | 91.7  | 61.4  | 60.6  | 31.5  | 35.6 | 29.3 | 570,2  |
| Średnia liczba dni z opadami        | 16.9 | 16.4 | 15.6  | 12.3  | 12.7  | 12.8  | 14.1  | 10.2  | 11.3  | 10.7  | 14.5 | 14.9 | 162,4  |
| Średnie usłonecznienie [h]          | 39.8 | 71.2 | 122.6 | 192.9 | 263.2 | 267.9 | 250.9 | 242.2 | 168.6 | 114.8 | 44.7 | 23.4 | 1802,2 |
| Źródło: weatheronline.pl 2016-05-17 |      |      |       |       |       |       |       |       |       |       |      |      |        |

## Topografia
Na Płaskowyżu Nałęczowskim znajdują się tereny mieszkaniowe, usługowe i rekreacyjne. Zabudowa mieszkaniowa i usługowa jest zlokalizowana na lessowych wierzchowinach, a funkcja rekreacyjna jest skupiona w wąwozach i dolinach. Układ przestrzenny wynika z historycznych podziałów własnościowych. Dzielnicami zabudowy wielorodzinnej są Czechów, Czuby i LSM. Zabudowa jednorodzinna występuje na Konstantynowie, Ponikwodzie, Sławinie, Sławinku, Szerokim i Węglinie. Centrum usługowe znajduje się w Śródmieściu. Tereny usługowe tworzą kompleksy (Ogród Botaniczny UMCS wraz ze skansenem, Miasteczko akademickie). Znajdują się one także przy głównych arteriach (al. Kraśnicka, Spółdzielczości Pracy, ul. Zana).
Na Płaskowyżu Łuszczowskim znajdują się tereny przemysłowe i mieszkaniowe. Układ przestrzenny ukształtował się pod wpływem przebiegu linii kolejowej oraz dróg wylotowych, które przebiegają wzdłuż dolin. Dzielnicami głównie przemysłowymi są Tatary, Wrotków i Zadębie. Tereny głównie mieszkaniowe to dzielnice: Bronowice, Dziesiąta oraz Kośminek oraz osiedla: Majdan Tatarski i odosobnione Osiedle Jagiellońskie na Felinie. Na południu znaczną część powierzchni zajmuje las Dąbrowa.
Na Płaskowyżu Bełżyckim dominują tereny rolnicze. Znajduje się tam też podmiejska zabudowa mieszkaniowa oraz lasy: Stary Gaj i Las Krężnicki.
W dolinach znajdują się tereny zielone, wykorzystywane w funkcji rekreacyjnej. Centralnym punktem jest ujście Czechówki do Bystrzycy. W pobliżu dolin skoncentrowane są budynki sportowe i ogródki działkowe. Na południu utworzono zbiornik retencyjny – Jezioro Zemborzyckie – pełniące też funkcje rekreacyjne.

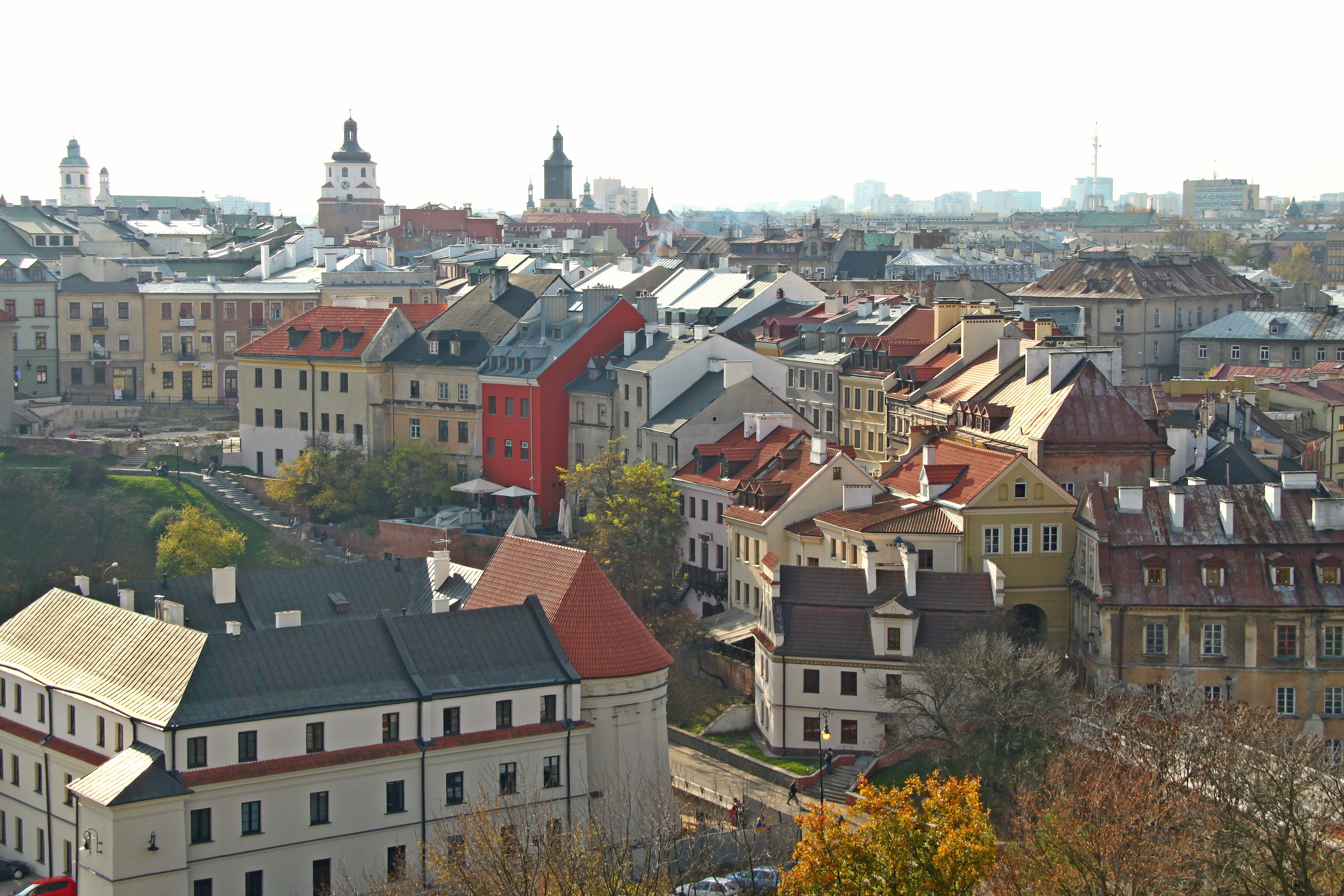
Stare Miasto
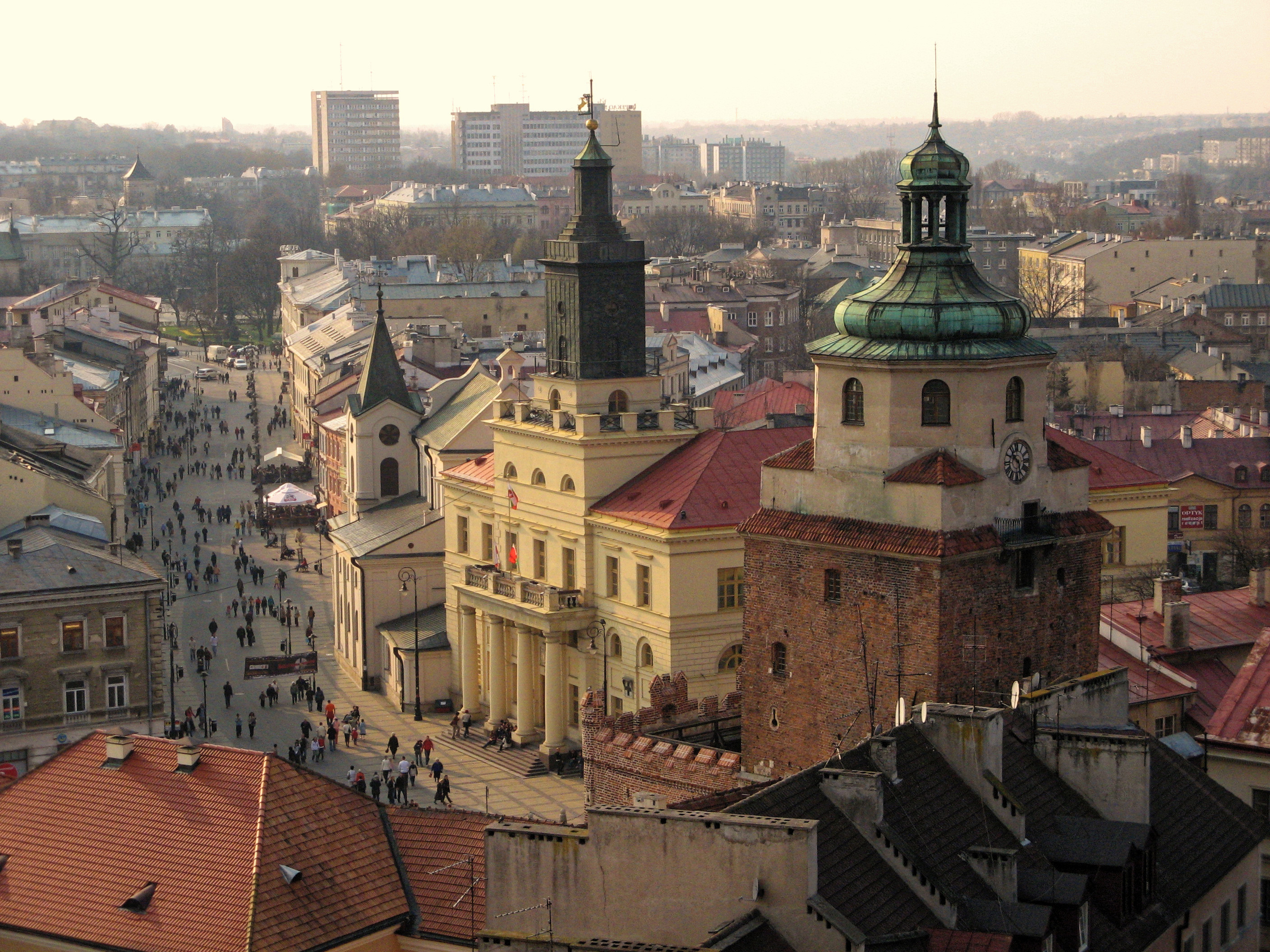
Śródmieście, ul. Krakowskie Przedmieście.
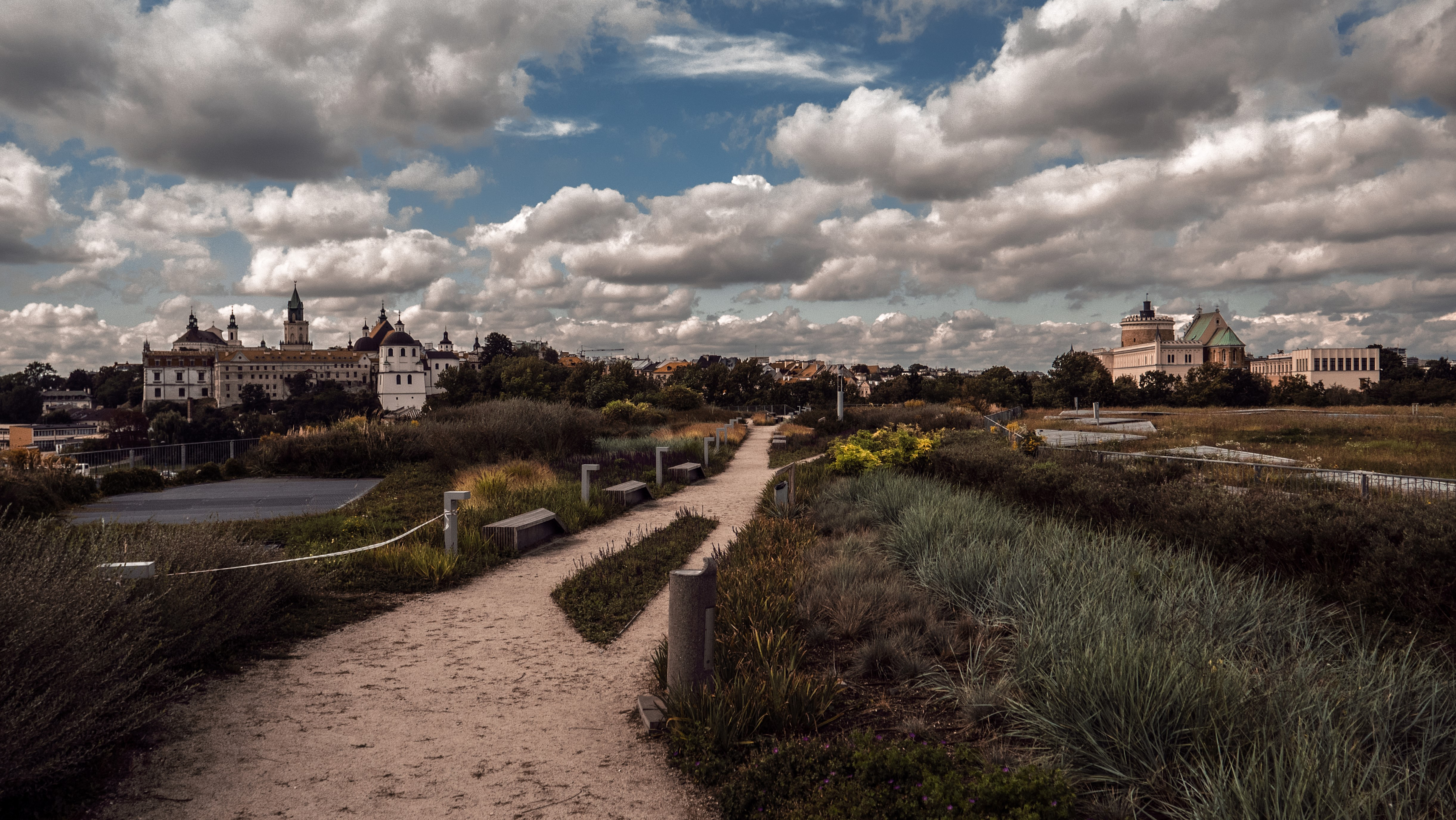
Panorama Starego Miasta oraz Wzgórze Zamkowe.
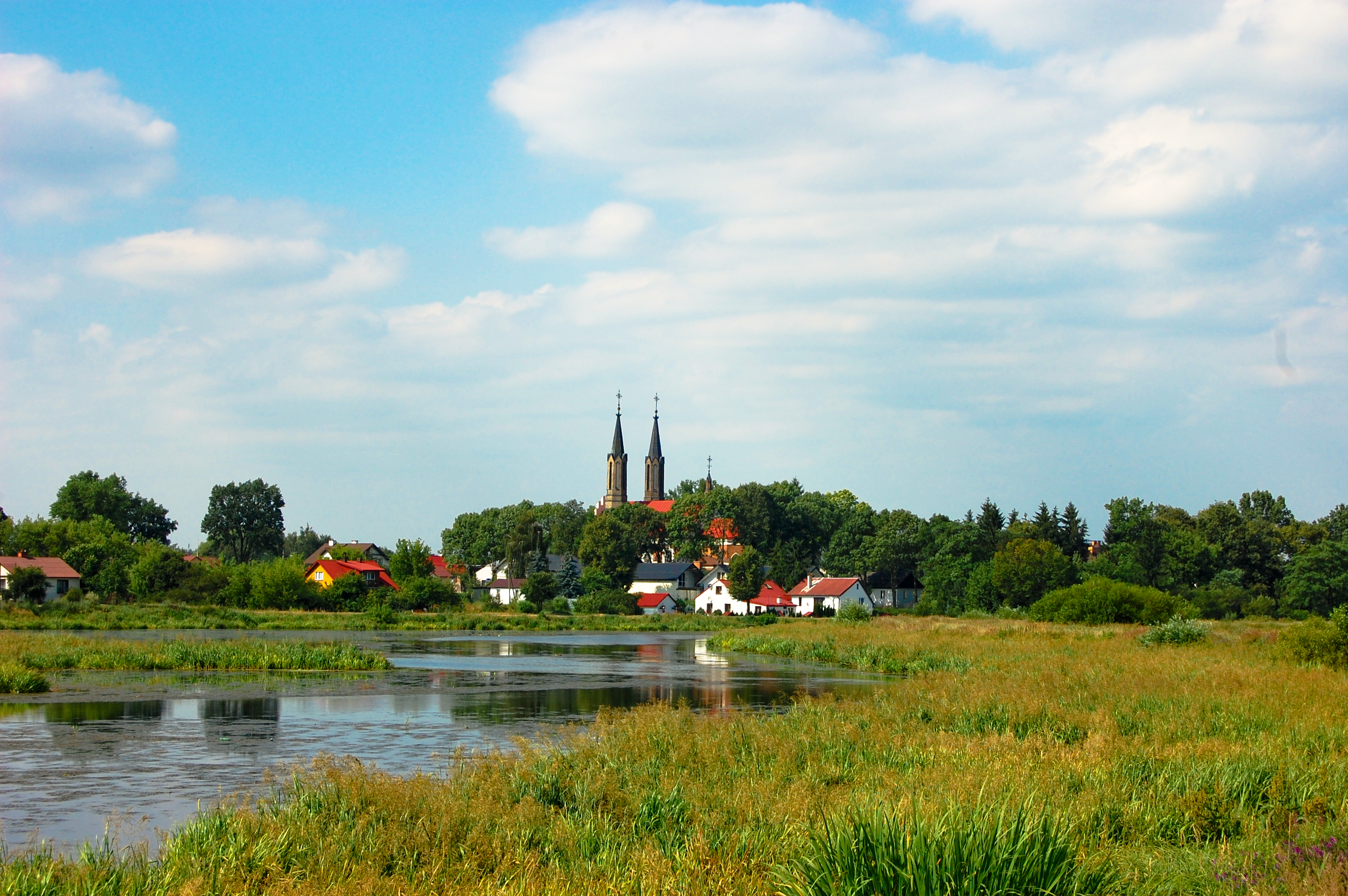
Zemborzyce, widok ze ścieżki rowerowej nad Bystrzycą.

## Historia

### Okres przedlokacyjny

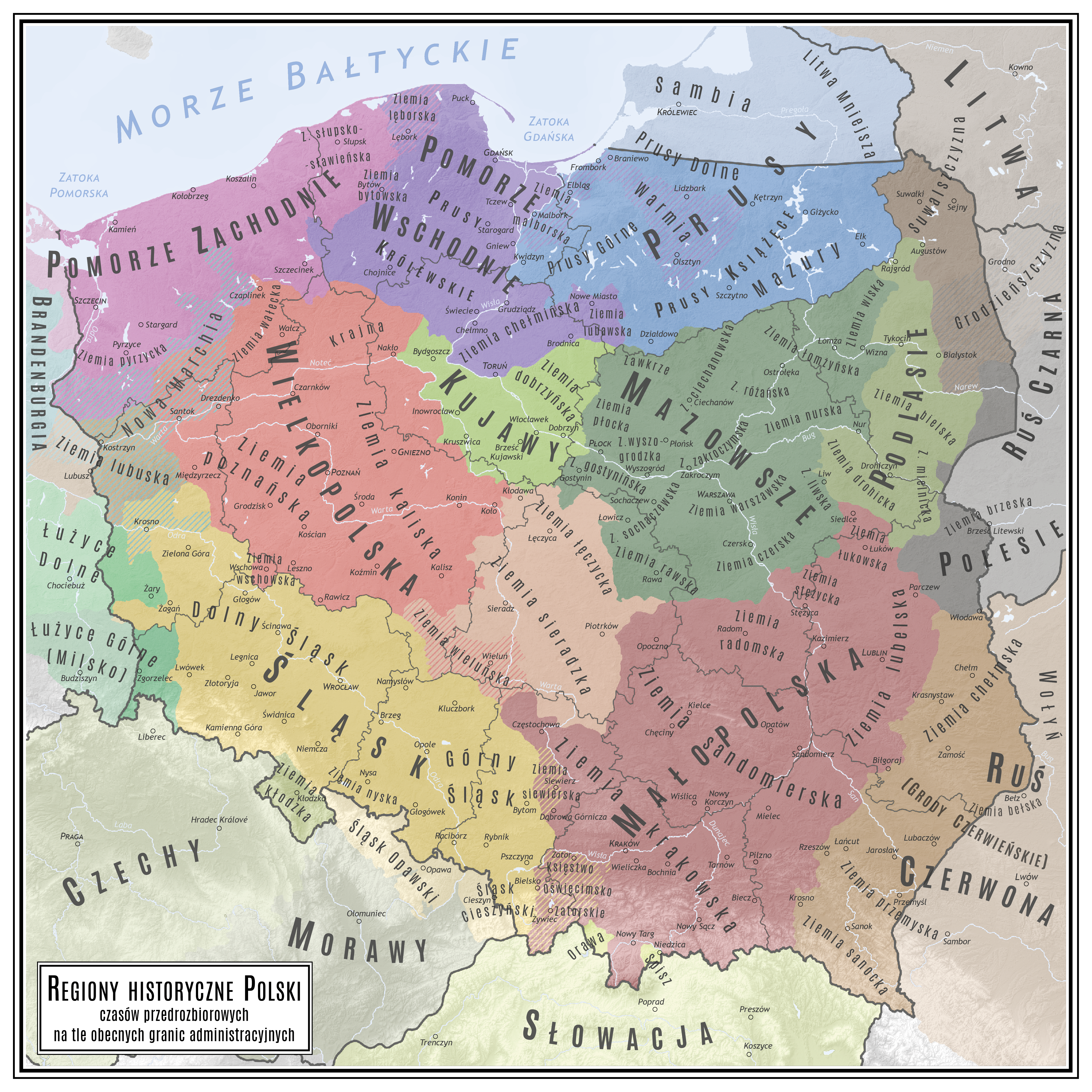
Lublin, ziemia lubelska i inne krainy historyczne Polski na tle współczesnych granic administracyjnych

Początki ośrodka osadniczego sięgają VI w. Istniała wtedy osada na Czwartku, która rozprzestrzeniła się na sąsiednie wzgórza. W okresie wczesnopiastowskim wzniesiono kościół św. Mikołaja oraz drewnianą budowlę obronną na Wzgórzu Zamkowym. Budowla ta w XII wieku stała się ośrodkiem kasztelanii. Lublin należał wtedy do ziemi sandomierskiej, a szerzej – do Małopolski. Pierwsze wzmianki o Lublinie pochodzą z 1198. Miasto lokowano na prawie magdeburskim prawdopodobnie za czasów Bolesława Wstydliwego około 1257, jednak nie zachował się akt lokacyjny. W XIII w. Lublin stał się głównym ośrodkiem rodzącej się ziemi lubelskiej, od XIV w. wchodzącej w skład województwa sandomierskiego.
Nazwa miasta pojawia się w źródłach z 1228, od razu we współczesnej formie. Może ona pochodzić od nazwy osobowej Lubla. Byłaby ona utworzona od staropolskiego imienia Lubomir z dodanym pieszczotliwym przyrostkiem -la. Możliwe także, że zdrobniałe imię Lubla złączyło się z przyrostkiem dzierżawczym -in. Zygmunt Sułowski przypuszcza, że nazwa miasta jest związana z imieniem Lubel (Lubelnia). Analogicznie istnieją nazwy Wróblin, Wróbel. Zdaniem językoznawcy Macieja Malinowskiego Lublin dawniej nosił nazwę Lubelin. Współczesna nazwa miałaby powstać w wyniku redukcji samogłoski e. Pierwotny rdzeń zachował za to przymiotnik lubelski. Forma Lubelin została zanotowana w 1231. Założycielem czy właścicielem Lublina w zamierzchłych czasach mógł być człowiek o imieniu Lubel bądź Lubla. Według Kroniki Wincentego Kadłubka nazwa pochodzi od imienia założycielki, Julii, siostry Juliusza Cezara.

### Rozkwit, ruina i odbudowa

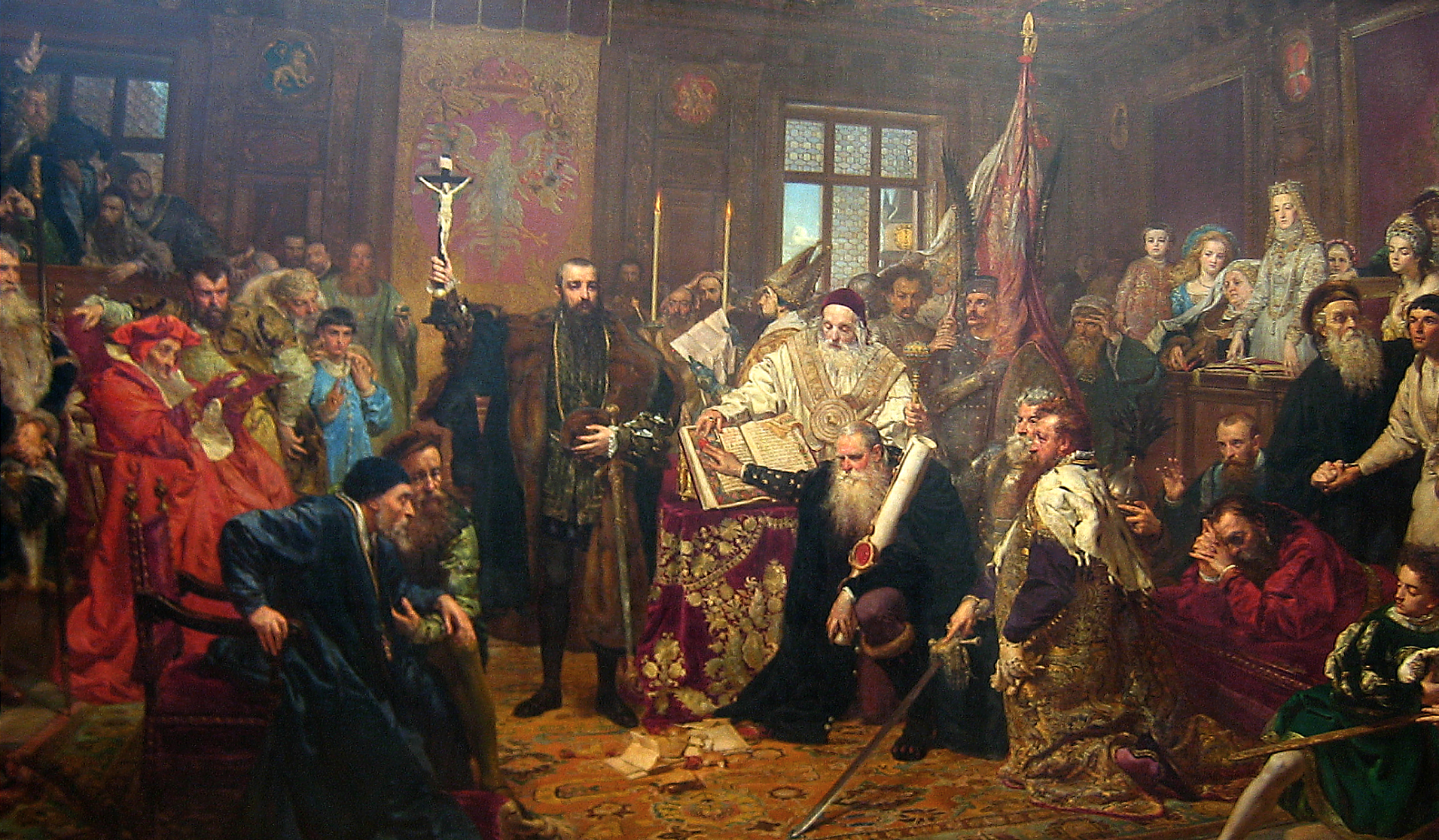
Unia lubelska, 1569

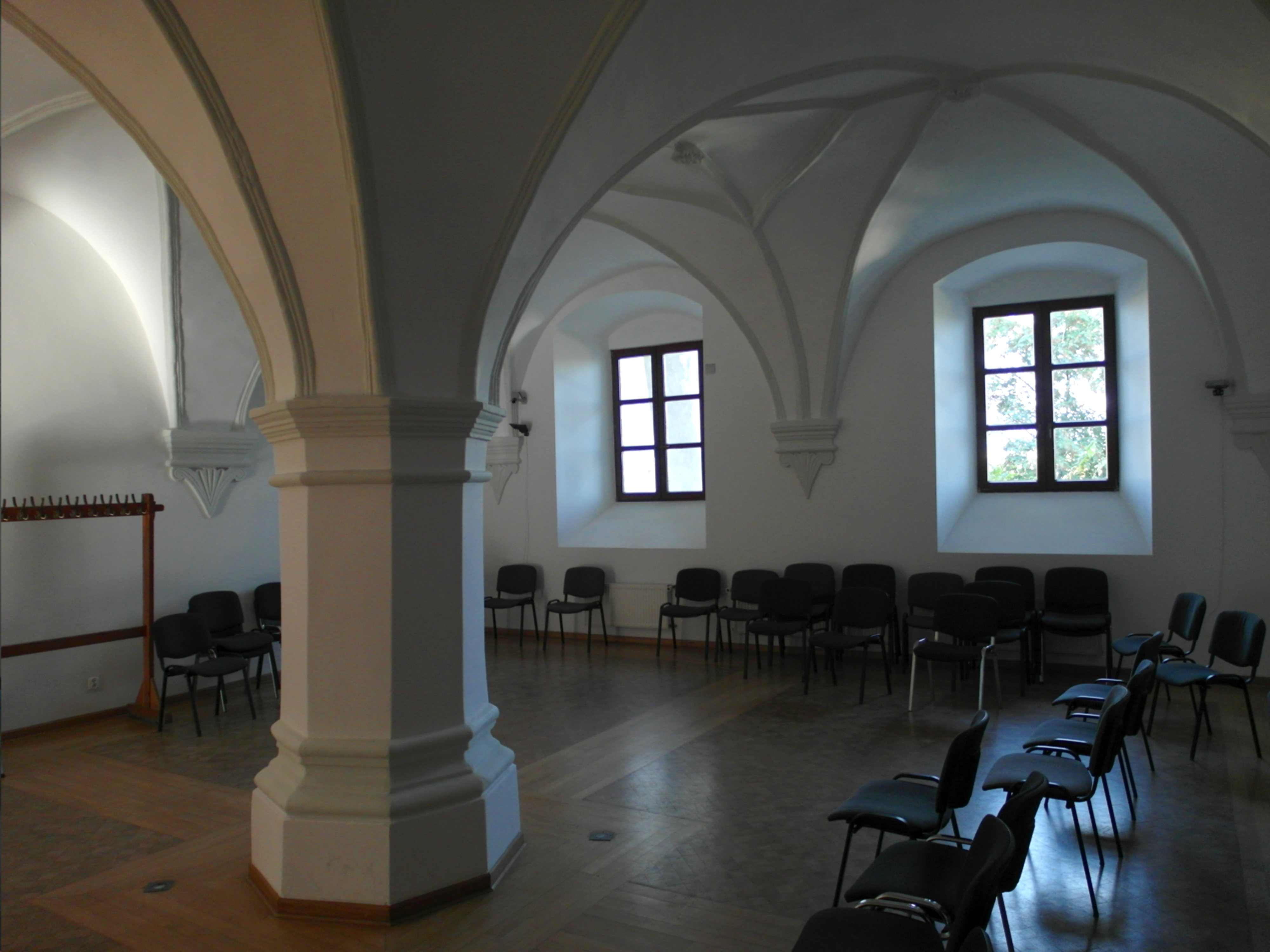
Refektarz klasztoru dominikanów w Lublinie, według tradycji miejsce zawarcia aktu unii lubelskiej w 1569 roku

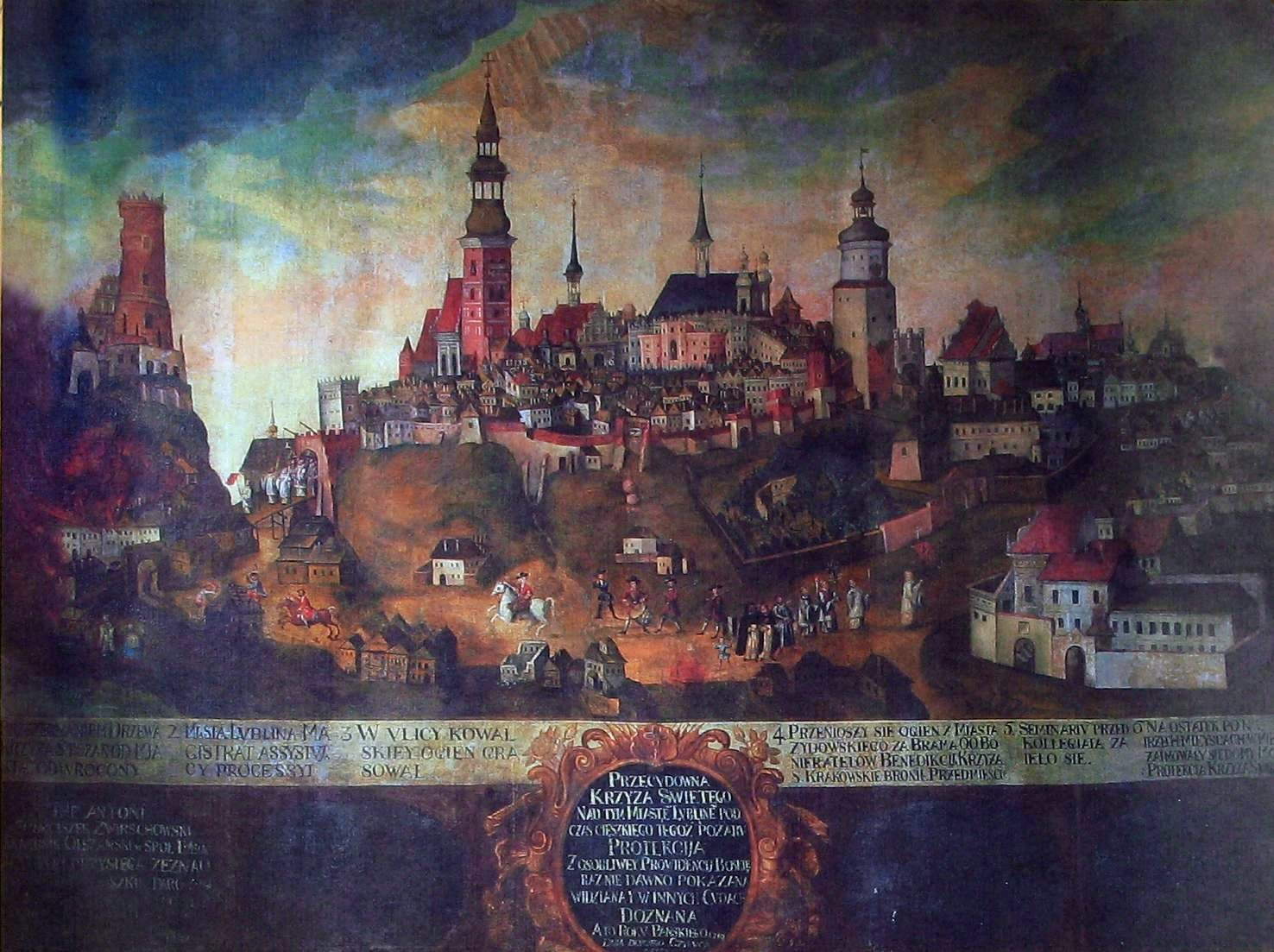
Pożar Lublina, 1719

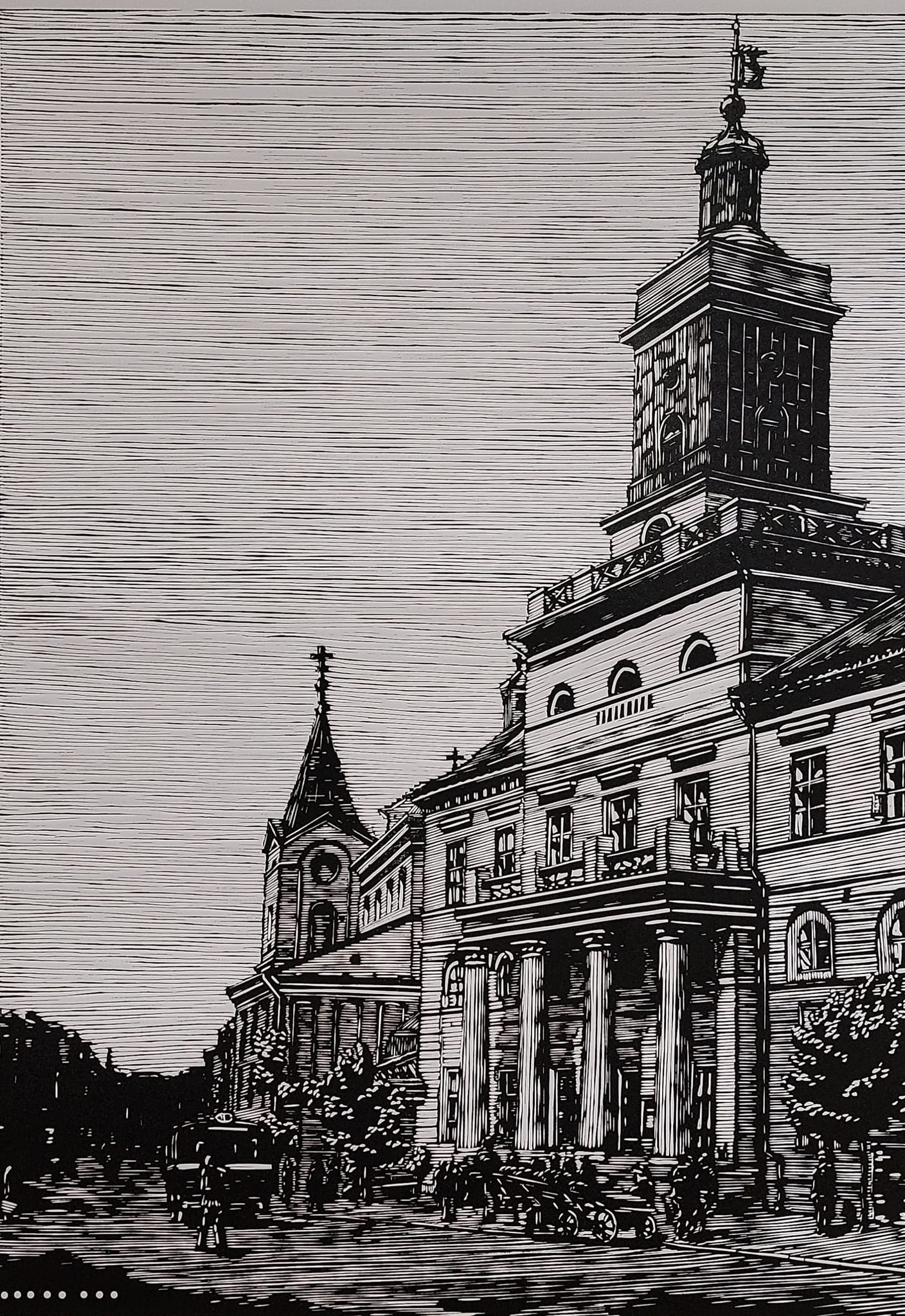
Lubelski Ratusz, linoryt, 2022 r., autor: Paweł Brodzisz

Udokumentowanej lokacji 15 sierpnia 1317 dokonał Władysław Łokietek. W 1341 Kazimierz III Wielki odniósł w bitwie pod Lublinem zwycięstwo nad Tatarami. Rok później nadał miastu przywilej regulacyjny, na mocy którego otoczono je murami. 2 lutego 1386 na jednym z pierwszych sejmów walnych w Lublinie Jagiełło został wybrany królem Polski. W 1392 Władysław Jagiełło nadał Lublinowi prawo składu, w związku z czym z biegiem lat miasto stało się ważnym ośrodkiem handlowym, istotnym dla wymiany towarów między Koroną Królestwa Polskiego a Wielkim Księstwem Litewskim. W 1420 Biskup kijowski Andrzej przywiózł do Lublina relikwie Krzyża Świętego do kościoła dominikanów. W 1474 Kazimierz Jagiellończyk ustanowił tu stolicę nowo powstałego województwa lubelskiego.
Od XV do XVIII w. w mieście zbierały się sądy szlacheckie: ziemski i grodzki. Miały tam też miejsce sejmiki i popisy szlachty województwa lubelskiego. W wiekach XV–XVI miasto przeżywało rozkwit dzięki szlakowi handlowemu znad Morza Czarnego na zachód Europy. W 1569 w Lublinie zawarto unię lubelską. 19 lipca 1569 na sejmie w Lublinie książę pruski Albrecht Fryderyk Hohenzollern złożył hołd lenny Zygmuntowi II Augustowi. Obecny wówczas Jan Kochanowski opisał w utworze Proporzec albo hołd pruski. W 1578 miasto wybrano na siedzibę Trybunału Głównego Koronnego. W 1588 biskup łucki Bernard Maciejowski ufundował kolegium jezuitów w Lublinie. W I Rzeczypospolitej Lublin był miastem królewskim Korony Królestwa Polskiego w starostwie lubelskim województwa lubelskiego. Zaliczany był do ważniejszych miast, z prawem nabywania majątków ziemskich i czynnego uczestnictwa w akcie wyboru króla.
W XVI i XVII wieku był głównym ośrodkiem reformacji. Działała tam jedna z ważniejszych gmin braci polskich oraz zbór kalwiński. W połowie XVII wieku Lublin uległ zniszczeniu w wyniku wojen oraz epidemii. Na fali ogólnopolskich konfliktów narodowościowych i gospodarczego zastoju upadły jarmarki lubelskie. W 1630 dżuma pochłonęła 5 tys. ofiar. Po 1650 z miasta wyemigrowała większość europejskich kupców. W 1655 Lublin splądrowały wojska rosyjsko-kozackie, a w 1656 miasto złupili Szwedzi. Dopełnili oni aktu zniszczeń lubelskiej zabudowy i zdziesiątkowali populację. 12 kwietnia 1656 miasto wyzwoliły wojska pod dowództwem hetmana Pawła Jana Sapiehy. Kolejne lata przyczyniły się do dalszego upadku Lublina, głównie za sprawą wojny północnej. W 1703 August II nadał miastu przywilej zrównujący je w prawach do Krakowa.
Po wojnach północnych nastąpił okres rozbudowy miasta, głównie siedzib magnackich i dóbr kościelnych. Ukształtował się dzisiejszy układ Krakowskiego Przedmieścia i pl. Litewskiego. Jednak nadal zabudowa miasta prezentowała się ubogo. W okresie oświecenia (1780) powstała Lubelska Komisja Boni Ordinis. Doprowadziła ona do restauracji kamienic, wybrukowania ulic i odnowy ratusza. Po ogłoszeniu Konstytucji 3 Maja pierwszym prezydentem miasta został Teodor Gruell-Gretz. W 1792 miasto zajęły wojska rosyjskie, kończąc okres krótkotrwałego dobrobytu.
Rozbiór Rzeczypospolitej w 1795 spowodował, że Lubelszczyzna znalazła się pod zaborem austriackim, jako część Galicji Zachodniej. Lublin stanowił największe po Krakowie miasto w zaborze austriackim. U schyłku XVIII w. liczył on ok. 9 tys. mieszkańców. Szlachta przeniosła się na wieś, pojawili się obcy urzędnicy. W 1809 do miasta wkroczyły oddziały Księstwa Warszawskiego. Zorganizowano tymczasowe władze polskie. Centralny Rząd Galicyjski przeprowadził reorganizację władz miejskich. Prezydentem został mianowany Beniamin Finke de Finkenthal, a wiceprezydentem Teodor Gruell-Gretz. Po pokoju w Schönbrunnie Lubelszczyzna znalazła się w granicach Księstwa Warszawskiego. Na początku 1810 Lublin został stolicą nowo utworzonego departamentu lubelskiego.

### Okres rozwoju

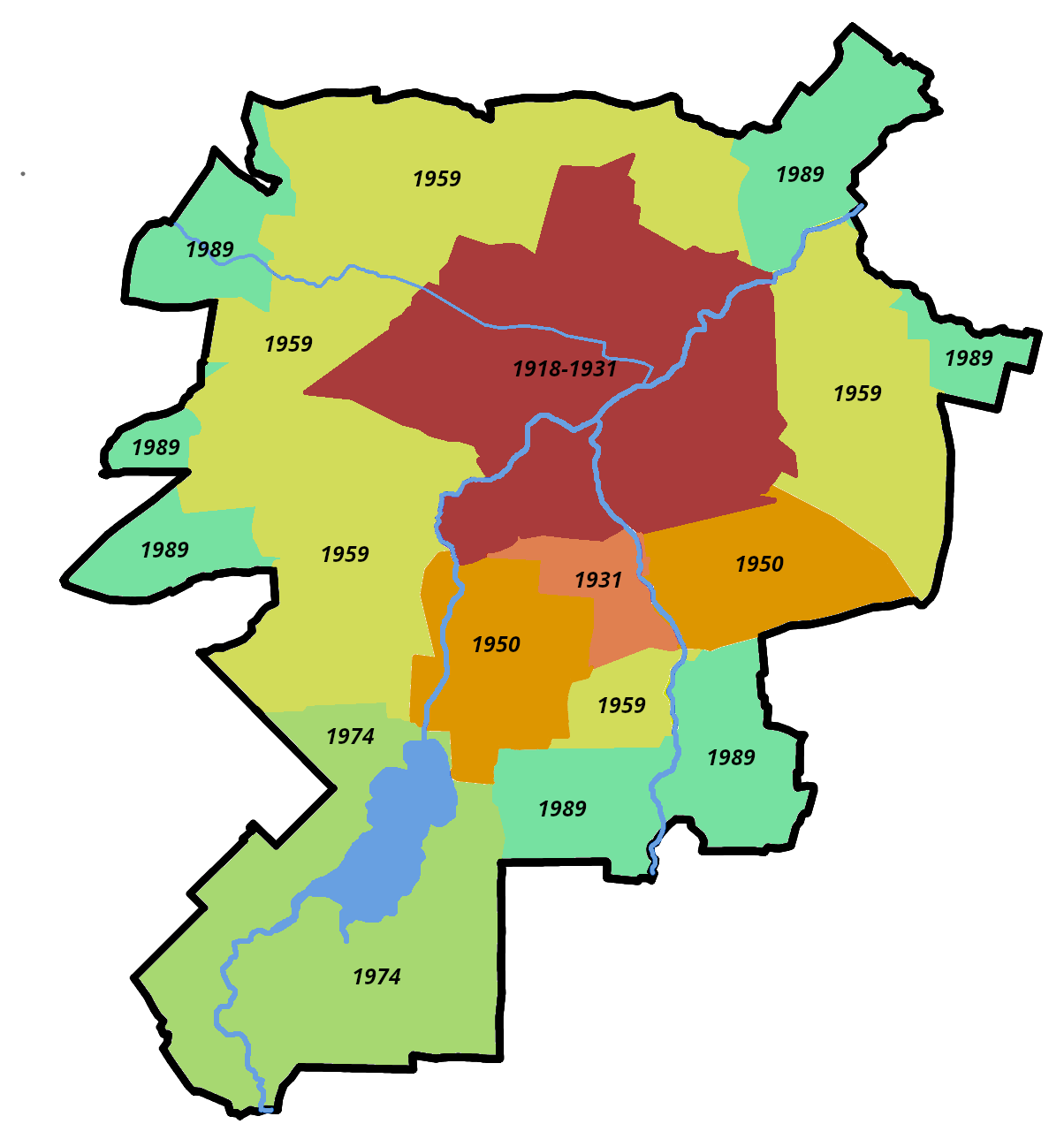
Zmiany terytorialne Lublina w XX wieku

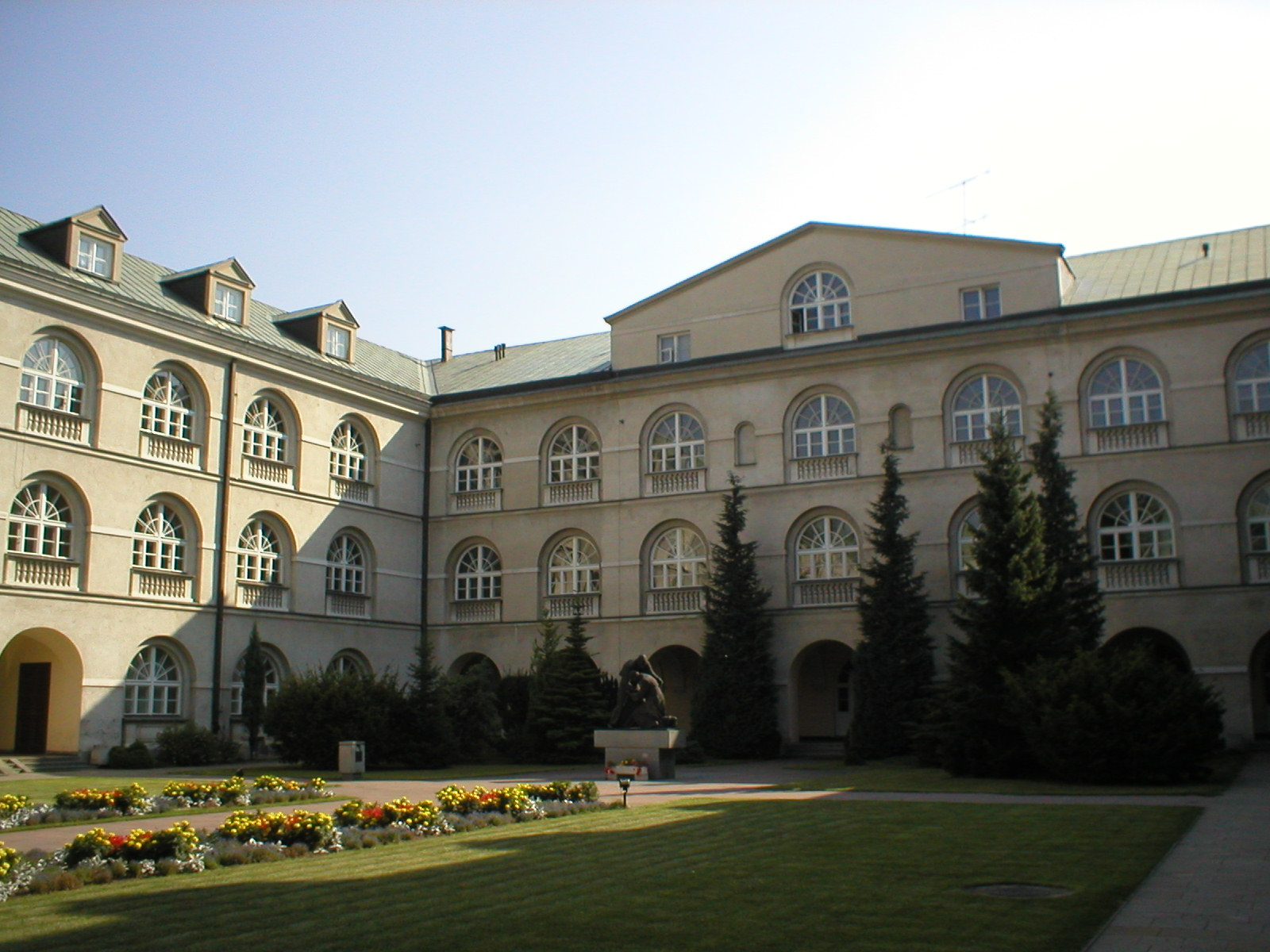
Gmach Główny Katolickiego Uniwersytetu Lubelskiego, zał. 1918

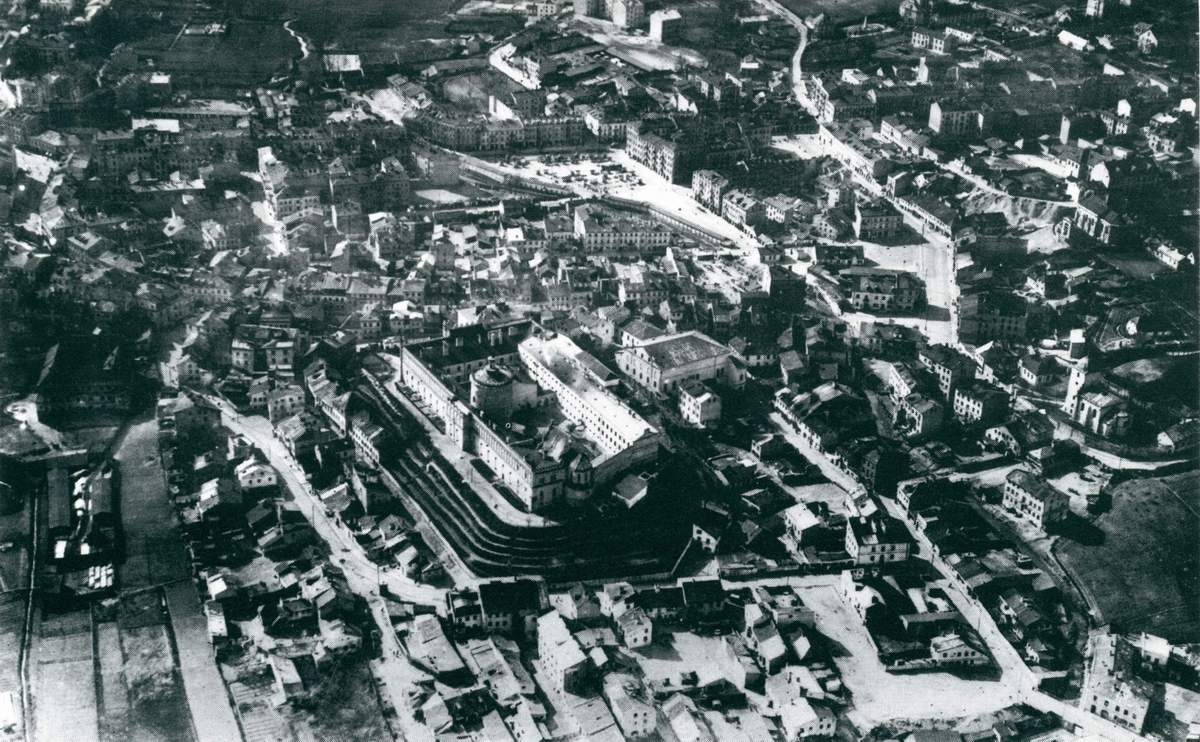
Lublin z lotu ptaka, lata 30.

W 1815 Lublin znalazł się w Królestwie Kongresowym w zaborze rosyjskim. W 1837 został stolicą guberni. W 1873 liczba ludności miasta wynosiła 28,9 tys. W niecałe ćwierć wieku (do 1897) wzrosła do 50,2 tys. W 1877 zbudowano pierwsze połączenie kolejowe. Nastąpiły także widoczne przeobrażenia w stosunkach społecznych – powstała warstwa zamożnej burżuazji. Formował się kształt urbanistyczny miasta – rosły dysproporcje między bogatym śródmieściem a dzielnicami położonymi na peryferiach. W czasie I wojny światowej w lecie 1915 zajęcie Lublina przez wojska armii niemieckie i austro-węgierskie zakończyło rosyjskie rządy w mieście rozpoczynając okupację austriacką.
W nocy z 6 na 7 listopada 1918 utworzono rząd Ludowy Republiki Polskiej pod przewodnictwem Ignacego Daszyńskiego. W dniach 24 i 25 kwietnia 1919 roku w mieście doszło do pogromu antyżydowskiego. Zajścia rozpoczęli rekruci. Grabiono sklepy na rynku, rozbijano okna, bito Żydów na ulicach. Policja nie interweniowała.
Po odzyskaniu przez Polskę niepodległości Lublin się rozbudowywał. Powstawały fabryki i gmachy użyteczności publicznej, kwitła także lubelska kultura. 27 lipca 1918 założono Uniwersytet Lubelski (od 1928 roku Katolicki Uniwersytet Lubelski). W 1926 powstała druga wyższa uczelnia teologiczna – jezuickie „Bobolanum”. W 1927 reaktywowano Lubelskie Towarzystwo Przyjaciół Nauk (działające wcześniej w latach 1818–1828). W 1930 rabin Majer Szapira założył Jeszywas Chachmej Lublin. Szczególnie prężnie rozwijał się przemysł lotniczy. Zakłady Plage i Laśkiewicz produkowały samoloty marki Lublin. Później produkcja przeniosła się do znacjonalizowanej Lubelskiej Wytwórni Samolotów. Miasto podjęło także próby kreowania swego wizerunku. W 1934 wydany został afisz propagandowy o Lublinie, a dwa lata później zatwierdzono herb Lublina. 11 czerwca 1939 odbyły się pierwsze Dni Lublina.

### II wojna światowa

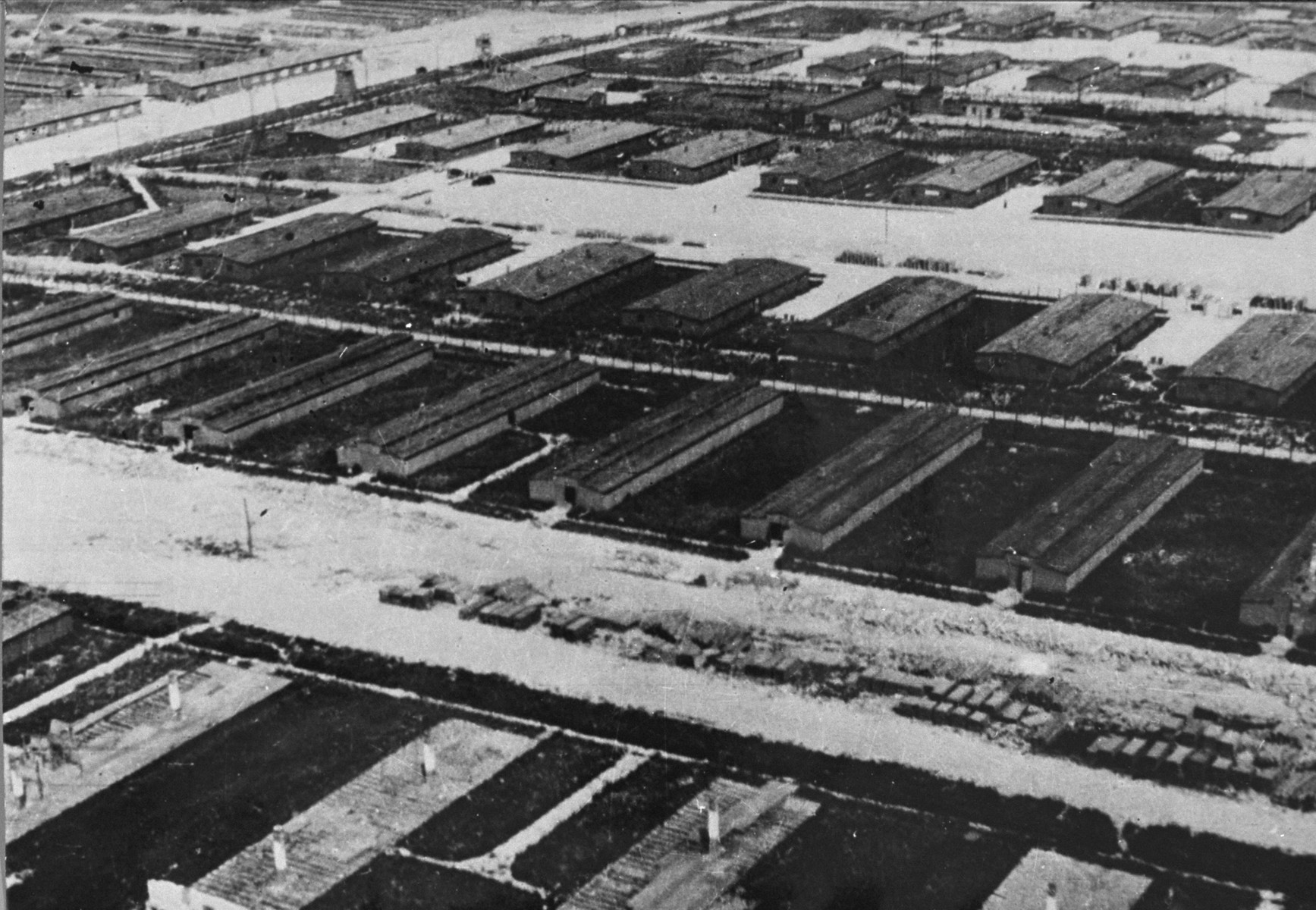
Obóz koncentracyjny na Majdanku

W lipcu 1939 postanowiono, że w razie wybuchu wojny Lublin stanie się tymczasową siedzibą Prezydenta RP. Pierwszy atak lotniczy przeprowadzony przez lotnictwo niemieckie na miasto nastąpił 2 września rano. 5 września przeniesiono do miasta ministerstwa oraz skarb państwa. Tego samego dnia utworzona została Armia „Lublin”. 9 września Niemcy kolejny raz zbombardowali miasto. Zginęło około 1000 osób. Prezydent Lublina Bolesław Liszkowski opuścił miasto 9 września 1939 i wyjechał do Rumunii. 18 września wojska niemieckie wkroczyły do Lublina. Do lipca 1944 miasto znalazło się pod okupacją niemiecką jako część Generalnego Gubernatorstwa.
W listopadzie 1939 rozpoczęły się masowe represje wobec polskiej inteligencji, nazwane później Sonderaktion Lublin. Aresztowano kilkuset prawników, inżynierów, profesorów KUL, nauczycieli i duchownych, między innymi biskupów Mariana Fulmana i bł. Władysława Gorala. Niemcy zamknęli KUL, szkoły i teatry, a także wstrzymali wydawanie polskiej prasy. Między czerwcem a sierpniem 1940 w ramach Akcji AB aresztowano kilkuset przedstawicieli inteligencji. Około 500 z nich rozstrzelano w pobliskich Rurach Jezuickich. Hitlerowcy utworzyli więzienie gestapo na Zamku w Lublinie oraz katownię „Pod Zegarem”. Represje wymierzone wobec polskich Żydów miały miejsce od końca 1939. Utworzono obóz koncentracyjny na Majdanku oraz getto dla ludności żydowskiej. Podczas Zagłady w ramach Akcji Reinhard zginęło około 40 tys. lubelskich Żydów, którzy przed 1939 stanowili ponad 1/3 ludności miasta. Zniknęło całe tzw. miasto żydowskie i niemal cała Wieniawa, zamieszkana głównie przez Żydów. Zlikwidowano cmentarze żydowskie.
W lipcu 1944 niżsi dowódcy Armii Krajowej podjęli decyzję rozpoczęcia walk w mieście. Radzieckie walki o Lublin rozpoczęły się 23 lipca 1944, a zakończyło 25 lipca 1944. 2 sierpnia Lublin stał się siedzibą Polskiego Komitetu Wyzwolenia Narodowego.

### Polska Ludowa

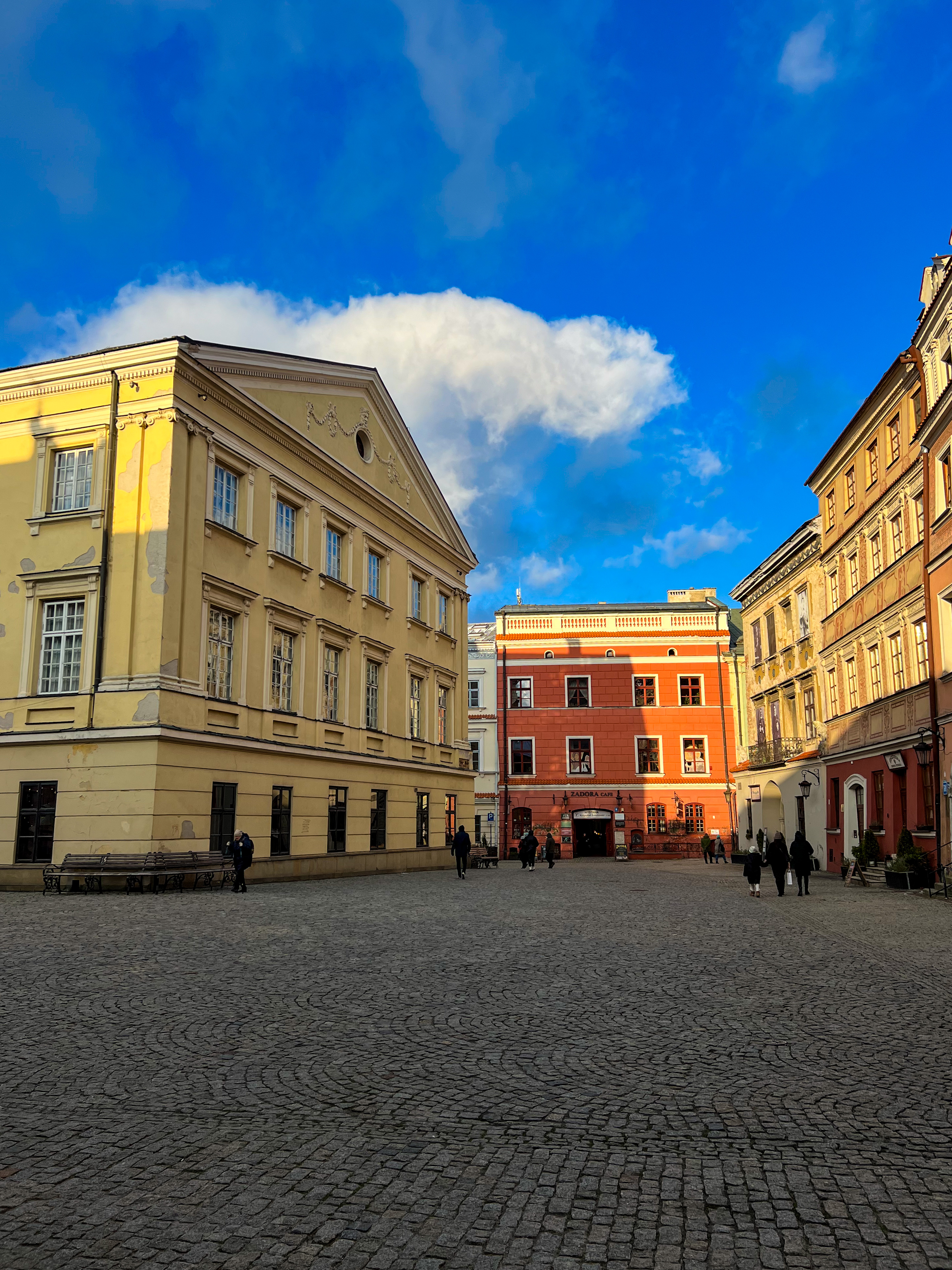
Trybunał Koronny na lubelskim rynku

W dobie Polski Ludowej nastąpił gwałtowny rozwój miasta. Do 1989 ludność miasta wzrosła ponad trzykrotnie w stosunku do 1939.
W 1944 wznowił działalność Katolicki Uniwersytet Lubelski oraz utworzono Uniwersytet Marii Curie-Skłodowskiej w Lublinie (UMCS). W 1953 powstała Politechnika Lubelska. Następnie z UMCS wyłoniły się: Uniwersytet Medyczny w Lublinie (1949) i Uniwersytet Przyrodniczy w Lublinie (1955). W 1944 w Lublinie została założona Spółdzielnia Wydawnicza „Czytelnik”.
19 sierpnia 1946 r. Lublin został odznaczony Orderem Krzyża Grunwaldu III klasy.
22 lipca 1954 roku w mieście odbyły się centralne obchody 10-lecia Polski Ludowej. Z tej okazji Lublin został odznaczony Krzyżem Grunwaldu I Klasy.
W 1957 powstała Lubelska Spółdzielnia Mieszkaniowa. W tym samym roku założono Lubelskie Towarzystwo Naukowe. W 1961 otwarto Kino „Kosmos”. W okresie Polski Ludowej wzniesiono również szereg wielkich zakładów przemysłowych, m.in. Fabrykę Samochodów Ciężarowych (FSC).

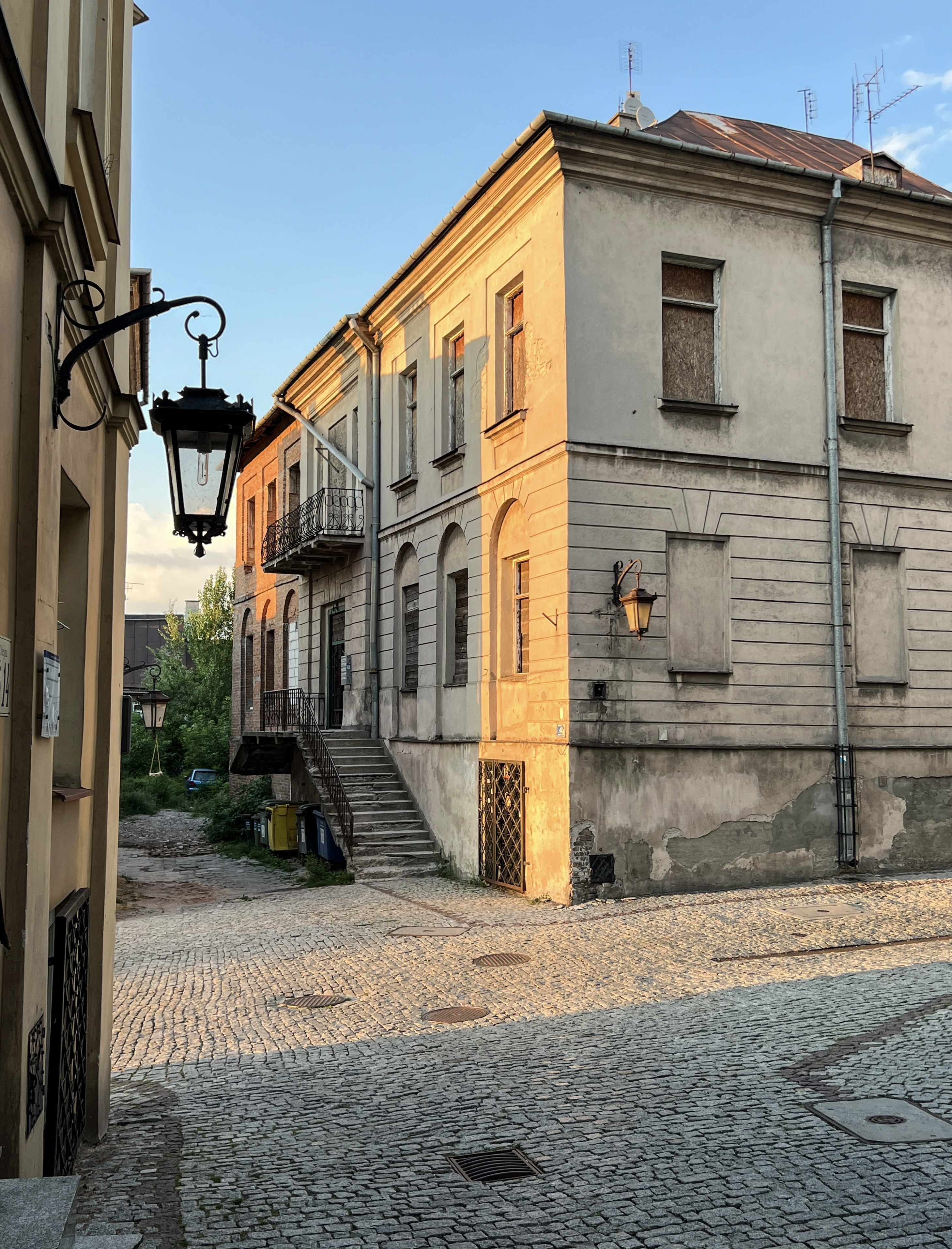
Stare miasto w Lublinie, skrzyżowanie ulic Olejnej i Noworybnej

7 listopada 1968 roku odbyły się w Lublinie główne obchody 50-tej rocznicy odzyskania niepodległości w 1918 roku. Na uroczystej akademii przemówienie okolicznościowe wygłosił premier J. Cyrankiewicz.
Od 8 do 24 lipca 1980 fala strajków i protestów pracowniczych objęła ponad 150 zakładów pracy na Lubelszczyźnie, z czego 91 w Lublinie. Strajki te są określane mianem Lubelskiego Lipca 1980. Ich uczestnicy domagali się: cofnięcia podwyżek cen żywności, podwyżek płac, poprawy warunków pracy oraz (w kilku przypadkach) niezależności działania związków zawodowych. Protesty zostały zakończone pisemnymi porozumieniami strajkujących z władzami. Otworzyły one drogę do lepiej przygotowanych i przeprowadzonych strajków sierpniowych na Wybrzeżu.

### Po 1989
Dzisiejszy Lublin zajmuje obszar 147 km². Jest przeszło sześć razy większy niż w chwili uzyskania prawa miejskiego w 1317. Przydzielono mu wtedy „100 łanów ziemi uprawnej i nieuprawnej według miary magdeburskiej” (czyli około 24 km²). Lublin jest wiodącym ośrodkiem po prawej stronie Wisły, największym ośrodkiem akademickim po prawej stronie Wisły oraz jednym z największych w Polsce. Dzięki środkom Unii Europejskiej ma miejsce szereg inwestycji. Miasto jest członkiem Unii Metropolii Polskich.
W 2007 historyczny zespół architektoniczno-urbanistyczny Lublina został uznany za pomnik historii. W 2015 Lublin uzyskał Znak dziedzictwa europejskiego. Przebiega tędy wiele szlaków turystycznych, m.in. Via Regia, Szlak Jagielloński, czy Szlak Chasydzki. W 2017 roku Lublin otrzymał Nagrodę Europy, najwyższe wyróżnienie Zgromadzenia Parlamentarnego Rady Europy. W 2019 obchodzona była 450. rocznica podpisania unii lubelskiej. W 2023 roku miasto było Europejską Stolicą Młodzieży.

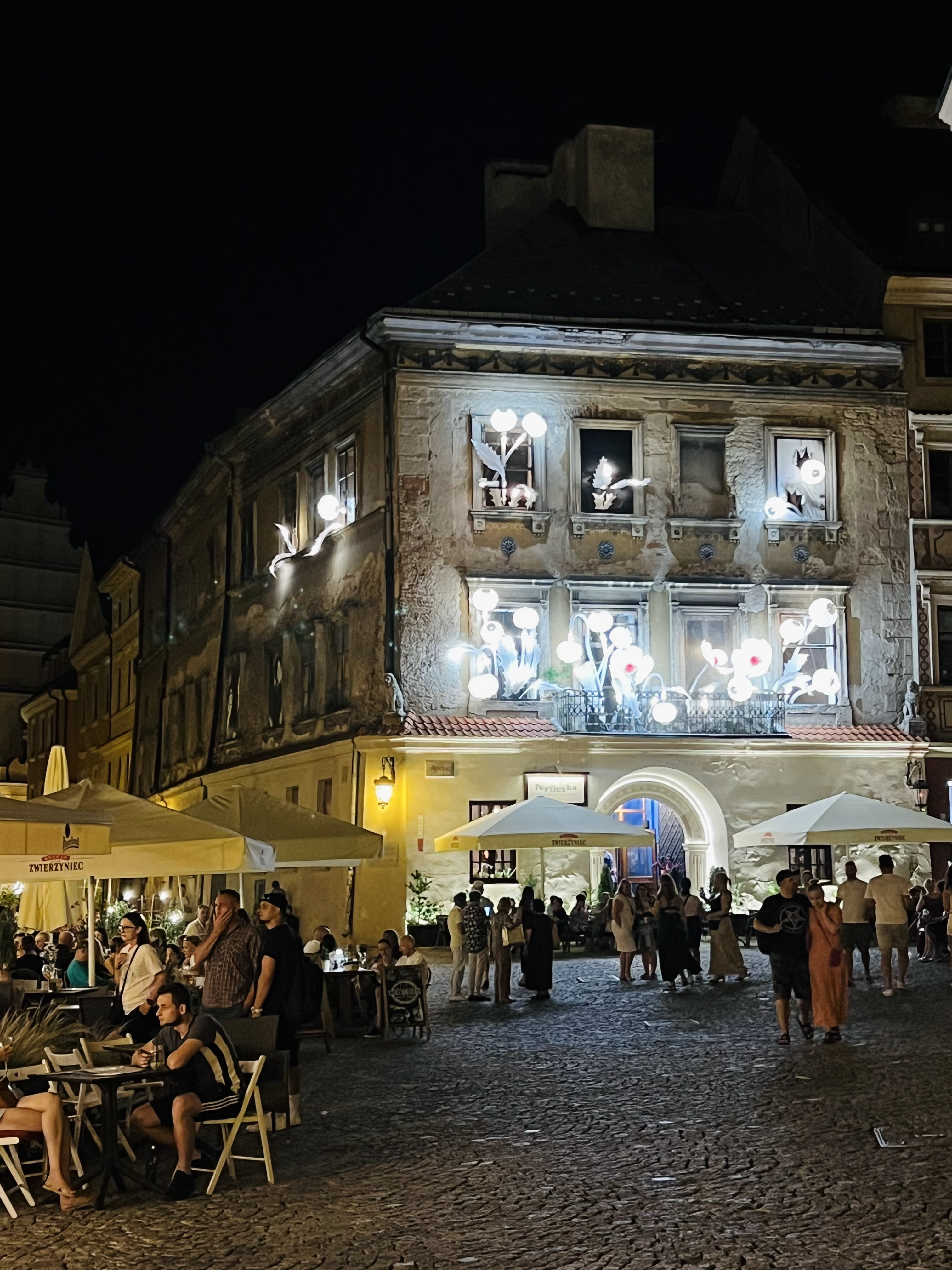
Rynek nocą

## Demografia
Według spisu powszechnego 30 czerwca 2021 w Lublinie mieszkało 334 681 osób, co dawało mu 9. miejsce w Polsce. 1 stycznia 2023 Lublin liczył 331 243 mieszkańców i był ósmym co do liczby ludności miastem w Polsce, wyprzedzając nieznacznie Bydgoszcz (330 038 osób). 31 grudnia 2018 osób zameldowanych na stałe było 321 619, a 31 grudnia 2020 zameldowanych ogółem było 338 586 osób. Oprócz tego dużą grupę stanowią niezameldowani studenci. Według szacunków z 2016 liczba studentów wynosiła ok. 70 tys. Sam Uniwersytet Marii Curie-Skłodowskiej kształcił ponad 20 tysięcy studentów wszystkich lat. Na koniec 2020 stopa bezrobocia w Lublinie wynosiła 5,8%. Lublin ma duży odsetek osób stosujących dietę roślinną. W 2021 18,5% ankietowanych dorosłych lublinian zadeklarowało się jako weganie lub wegetarianie.
Największą liczbę ludności Lublin odnotował w 1999- według danych GUS 359 154 mieszkańców. Od 1999 liczba osób zameldowanych w Lublinie na stałe spada. Główną przyczyną jest suburbanizacja. Jednocześnie wzrosła ludność obszaru obejmującego 15 gmin wokół Lublina oraz sam Lublin. Do aglomeracji lubelskiej przeprowadzają się głównie mieszkańcy Lubelszczyzny i Polski południowo-wschodniej. Trend spadkowy, dotyczący liczby stałych mieszkańców miasta, wyhamował w drugiej dekadzie XXI w.
Piramida wieku mieszkańców Lublina w 2014:

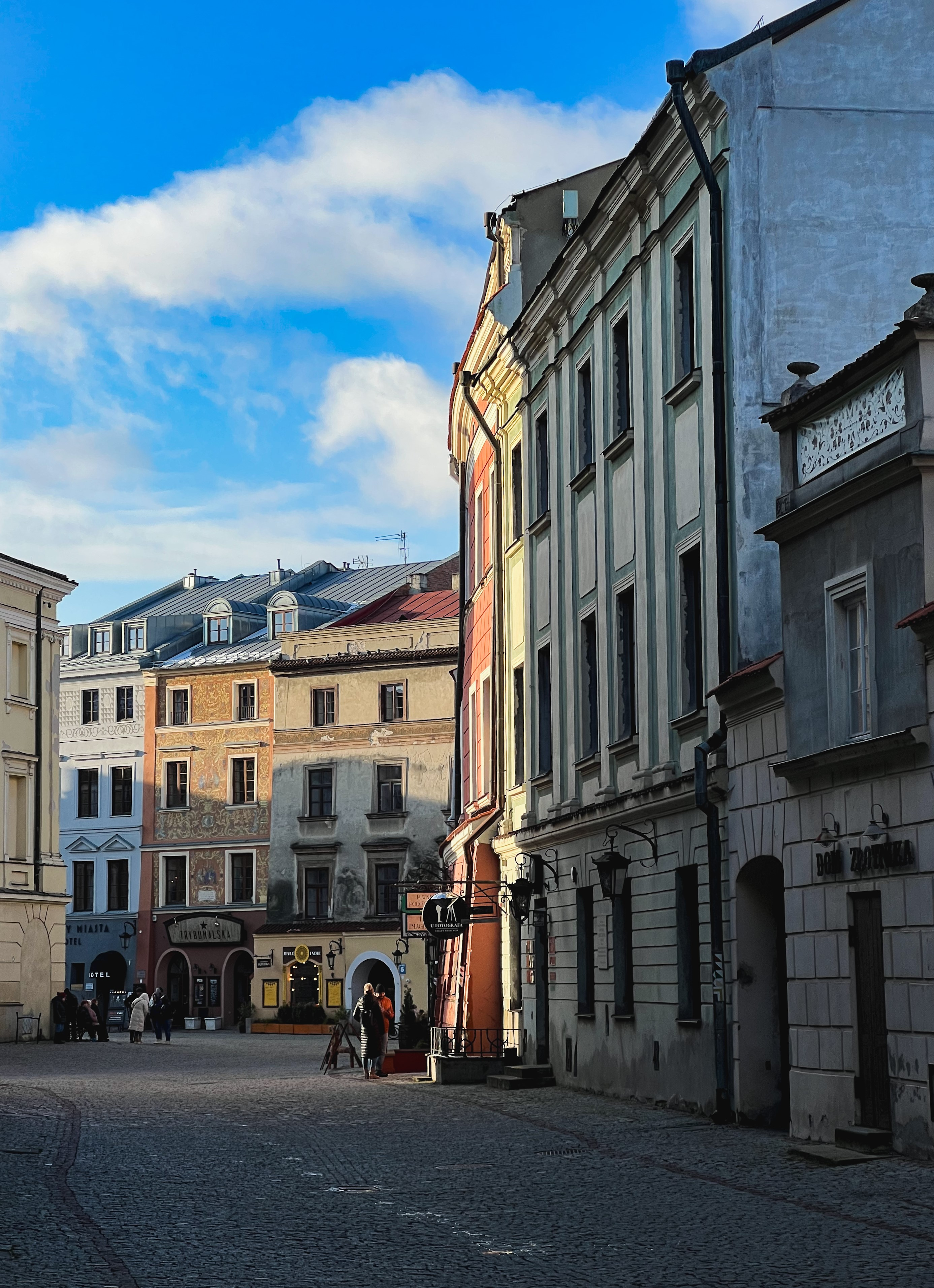
Rynek

## Gospodarka

### Sytuacja od lat 90. XX w.

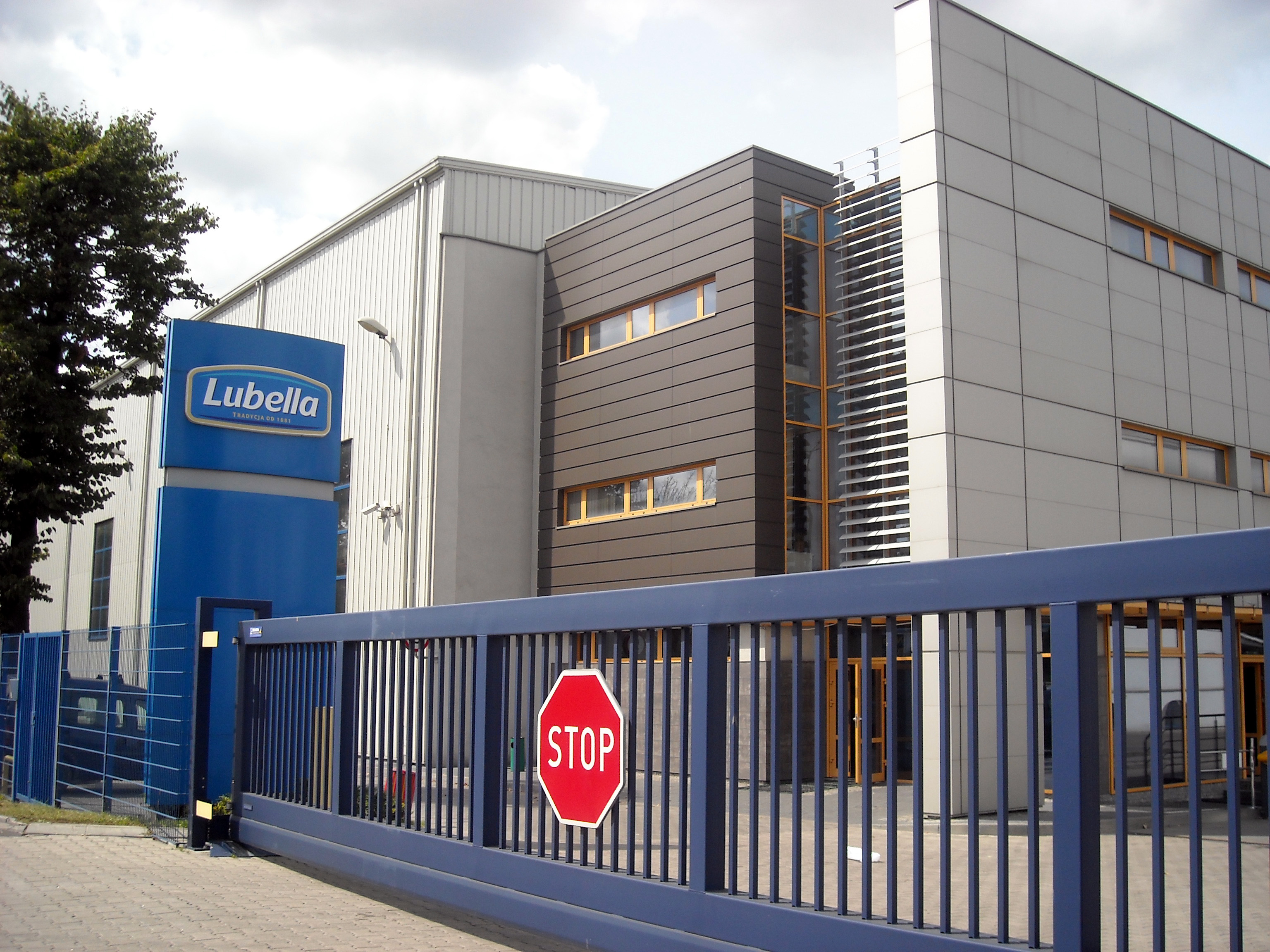
Siedziba przedsiębiorstwa Lubella

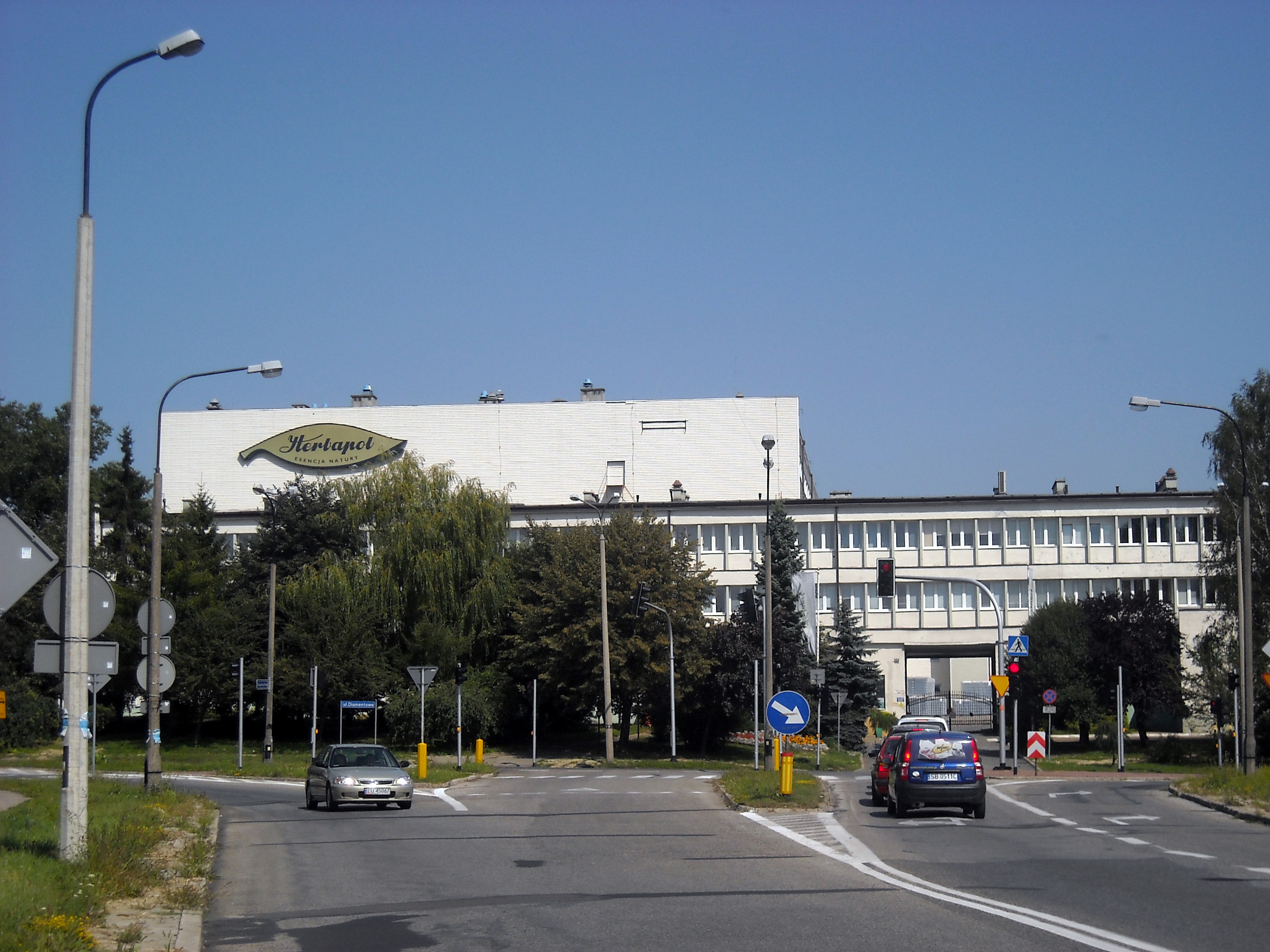
Zakłady Herbapol Lublin

Pierwszy okres polskiej transformacji ustrojowej minął w Lublinie bez większych problemów. Najtrudniejszy był koniec lat 90. Osłabł lubelski przemysł, wzrosło bezrobocie. Zmiany specjalizacji gospodarczych rozpoczęły się dopiero w 2011. W kolejnych latach zmieniono zarządzanie miastem. W konsekwencji do 2018 zaczęło działać 80 nowych inwestorów, a zatrudnienie wzrosło do prawie 130 tysięcy. Był to rekordowy wynik. Przy tym przemysł miał niewielki udział w strukturze zatrudnienia (18 tys.).

### Przemysł

#### Motoryzacja
W okresie PRL Fabryka Samochodów Ciężarowych (FSC) produkowała samochody marki FSC Żuk oraz FSC Lublin. W latach 90. fabrykę kupił południowokoreański koncern Daewoo. W ten sposób powstało Daewoo Motor Polska (DMP). Zła koniunktura na azjatyckich rynkach spowodowała problemy finansowe koncernu. Doprowadziło to do upadku zakładów w Lublinie. Większość pracowników została zwolniona. Fabrykę kupiła spółka Intrall, jednak w 2007 sąd ogłosił jej upadłość. W 2009 spółka DZT Tymińscy zakupiła prawa do produkcji samochodów Honker i Lublin oraz oddziały dawnych zakładów DMP. Produkcja nowocześniejszego następcy dostawczego Lublina, Pasagona, rozpoczęła się w 2010, po przejęciu linii produkcyjnych dawnej FSC. W 2011 producent planował rozwinąć produkcję do 10 tysięcy samochodów rocznie. Planowano eksportować część samochodów. Zatrudnienie w fabryce miało wynieść 350 osób.
W 2011 na terenie dawnej FSC przedsiębiorstwo Ursus S.A. wyprodukowało ciągniki marki Ursus. Od 2011 spółka montuje w Lublinie chińskie pick-upy marki ZX Grand Tiger. Jest to pierwsza w Polsce i jedna z pierwszych w Europie homologacji na samochód pochodzący z Chin. Uznaje się to za sukces inżynierów Ursusa, którzy w ciągu dziewięciu miesięcy dostosowali samochód do wymogów Unii Europejskiej.

#### Nowe technologie
Pod koniec lat 70. XX wieku został zaprojektowany i stworzony (przez pracowników UMCS) pierwszy w Polsce kabel światłowodowy. Lubelską fabrykę światłowodów (także pierwszą w Polsce) utworzono w 1983.
W Lublinie działa Lubelski Park Naukowo-Technologiczny, centrum naukowo-badawcze, będące miejscem spotkań dla instytucji naukowych z przedsiębiorstwami. W projekt ten włączyły się wszystkie lubelskie uczelnie, samorząd miasta i województwa. Celem są wspólne inwestycje w innowacyjne technologie. Budowa ruszyła w 2003 i została zakończona w 2012 roku.
Przy wsparciu środków unijnych powstał projekt Lubelskiej Wyżyny IT, współrealizowany przez urząd miasta, ośrodki akademickie i przedsiębiorców. Ma on na celu wsparcie rozwoju branży high-tech w Lublinie.

#### Energetyka

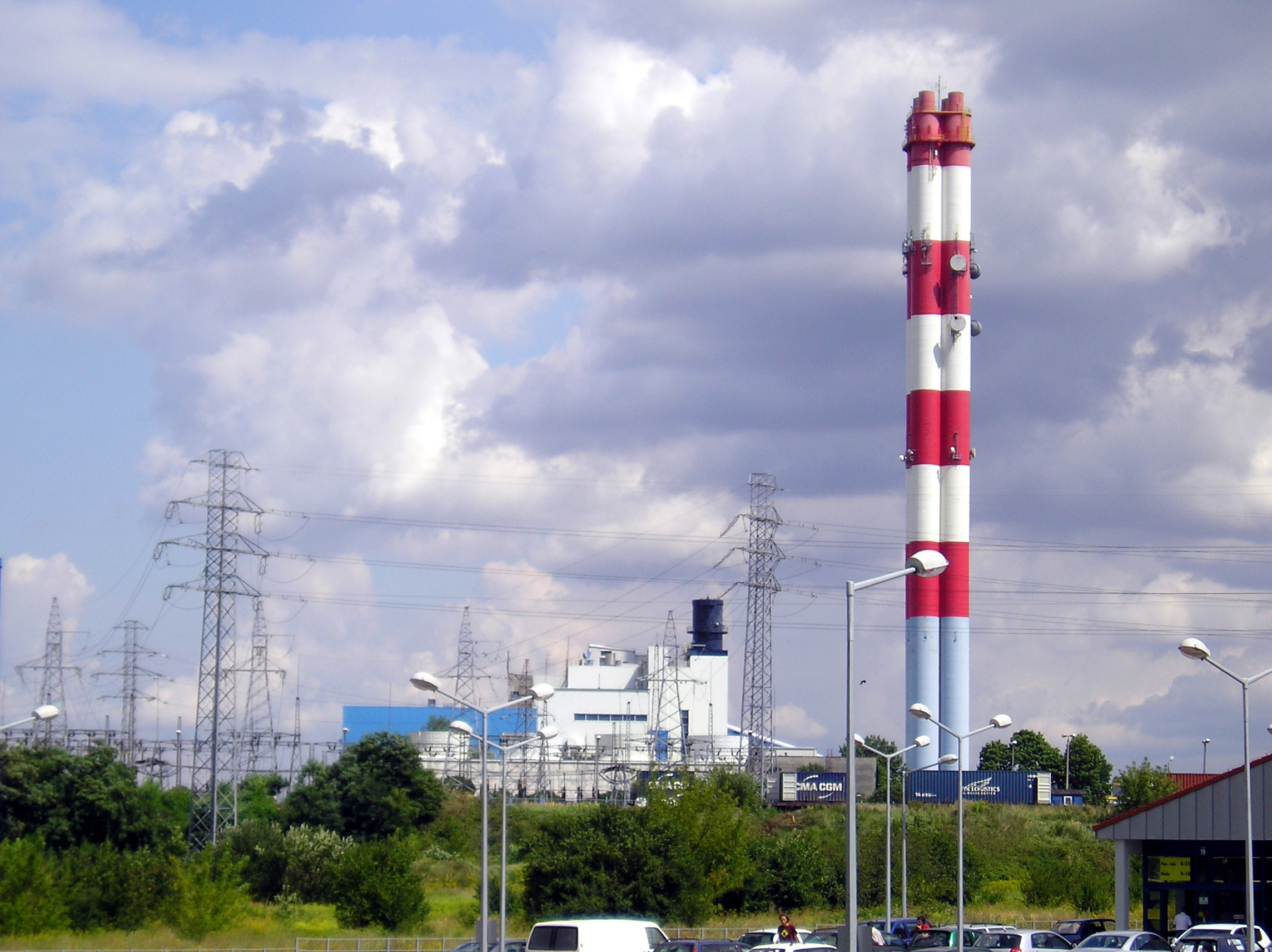
Elektrociepłownia Lublin-Wrotków

Największym dostawcą energii w Lublinie jest elektrociepłownia znajdująca się na Wrotkowie, wchodząca w skład grupy kapitałowej PGE (Polskiej Grupy Energetycznej S.A.). Stanowi ona największe źródło energii elektrycznej i cieplnej na Lubelszczyźnie i posiada największy blok gazowo-parowy w Polsce. Podstawowym paliwem produkcyjnym dla BGP jest gaz ziemny wysokometanowy. Lublin jest także siedzibą główną przedsiębiorstwa PGE-Energia.
W mieście, zwłaszcza na obrzeżach wiele budynków należących do zabudowy jednorodzinnej jest wyposażonych w panele fotowoltaiczne i inne niezależne instalacje odnawialnych źródeł energii.

#### Inne branże
W Lublinie swoją siedzibę ma także fabryka maszyn rolniczych Sipma i producent drzwi, Pol-Skone. Działają tu ponadto przedsiębiorstwa farmaceutyczne (wytwórnia surowic i szczepionek BIOMED oraz Polfa Lublin), chemiczne i spożywcze. Wśród tych ostatnich są m.in. dwie spółki giełdowe: Emperia Holding S.A. i Polmos Lublin S.A. (Stock Polska). Prężnie działa również wytwórnia makaronów i płatków śniadaniowych Lubella oraz producent słodyczy, Solidarność. W Lublinie działa też producent preparatów ziołowych, Herbapol, jeden z największych browarów w Polsce, Perła, filia Indykpolu (były Lubdrob SA), oddział POCh Polskie Odczynniki Chemiczne, a także Zakłady Tytoniowe w Lublinie.

### Handel

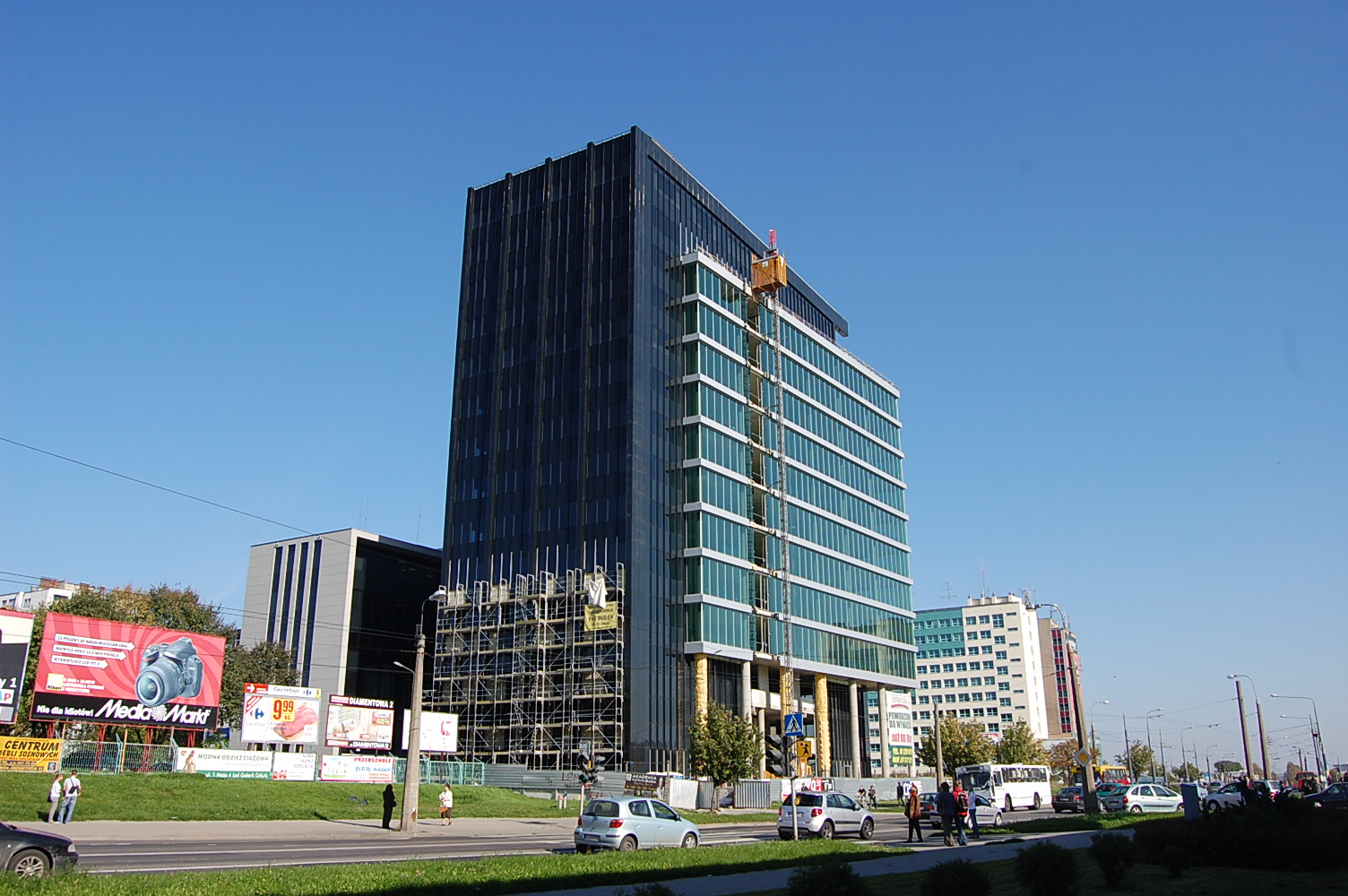
Gray Office Park i biurowce przy ul. Zana

Główną ulicą handlową Lublina jest Krakowskie Przedmieście. W latach 90. XX wieku powstało tam wiele butików i ekskluzywnych sklepów. Śródmieście i Stare Miasto to miejsca spotkań lublinian w kawiarniach, barach kawowych, restauracjach i pubach. W centrum miasta znajduje się centrum handlowo-rozrywkowe z kinem i centrum rozrywki.
W Lublinie działają sklepy największych sieci polskich i zagranicznych. Znajdują się tam ok. 20 centrów handlowych, kilkadziesiąt hipermarketów czy supermarketów i podobna liczba sklepów elektronicznych, perfumerii i drogerii. Ważnym punktem w mieście jest ulica Zana, jedna z arterii komunikacyjnych Lublina, w dzielnicy Rury. Znajdują się tam siedziby przedsiębiorstw i instytucji, między innymi ZUS, banki, przedsiębiorstwa ubezpieczeniowe, hipermarkety. Dynamiczny rozwój tej części miasta rozpoczął się w latach 90. XX wieku. Przy tej ulicy stoi biurowiec Gray Office Park. W bliskiej odległości od ul. Zana znajduje się także najwyższy budynek w Lublinie Metropolitan Park.
Na terenie Międzynarodowych Targów Lubelskich organizowane są imprezy targowe, popularne ze względu na bliskie sąsiedztwo wschodniej granicy. Odbywają się tam m.in. targi samochodowe, turystyczne, edukacyjne, ślubne i budowlane. W 2012 tereny wystawiennicze zostały kilkakrotnie rozbudowane.

### Usługi
Lublin staje się regionalnym centrum biurowym. W drugiej dekadzie XXI w. powstały tam duże obiekty biurowe, między innymi: Biurowiec Orion, park biurowo-mieszkaniowy Centrum Zana Office Park na terenie dawnej zajezdni Helenów. Lublin w 2017 r. przesunął się na 8. pozycję rynku biurowego w Polsce. Według miejskich planów głównymi centrami powierzchni biurowych są: okolice dworca metropolitalnego (potencjał 150 tys. mkw powierzchni biurowych) i okolice ulic Kraśnickiej i Nałęczowskiej (park biurowy o powierzchni 80 tys. mkw). Postuluje się utworzenie dzielnicy biurowej w przy wjeździe od strony Warszawy, z dopuszczoną wysoką zabudową (do 200–250 metrów).
W Lublinie funkcjonuje jeden hotel 5-gwiazdkowy, trzynaście hoteli 4- i 3-gwiazdkowych, dwa 2-gwiazdkowe, a także kilka dworów i zajazdów. Noclegi oferują także akademiki i osoby prywatne.

### Podstrefa ekonomiczna
Na gruntach przy al. Witosa, w sąsiedztwie Lubelskiego Węzła Kolejowego, obwodnicy Lublina i portu lotniczego w Świdniku znajduje się Podstrefa Ekonomiczna w Lublinie, należąca do Specjalnej Strefy Ekonomicznej Euro-Park Mielec. W 2016 roku obszar podstrefy ekonomicznej wynosił 128 ha. Planowano rozszerzyć Podstrefę Lublin do 200 ha. Podstrefa przyciągnęła wiele firm, między innymi: Aliplast, Stokrotka, Pol-Skone, Ball, MLP, Panattoni Europe i Modern-Expo Group.

## Transport

### Komunikacja piesza

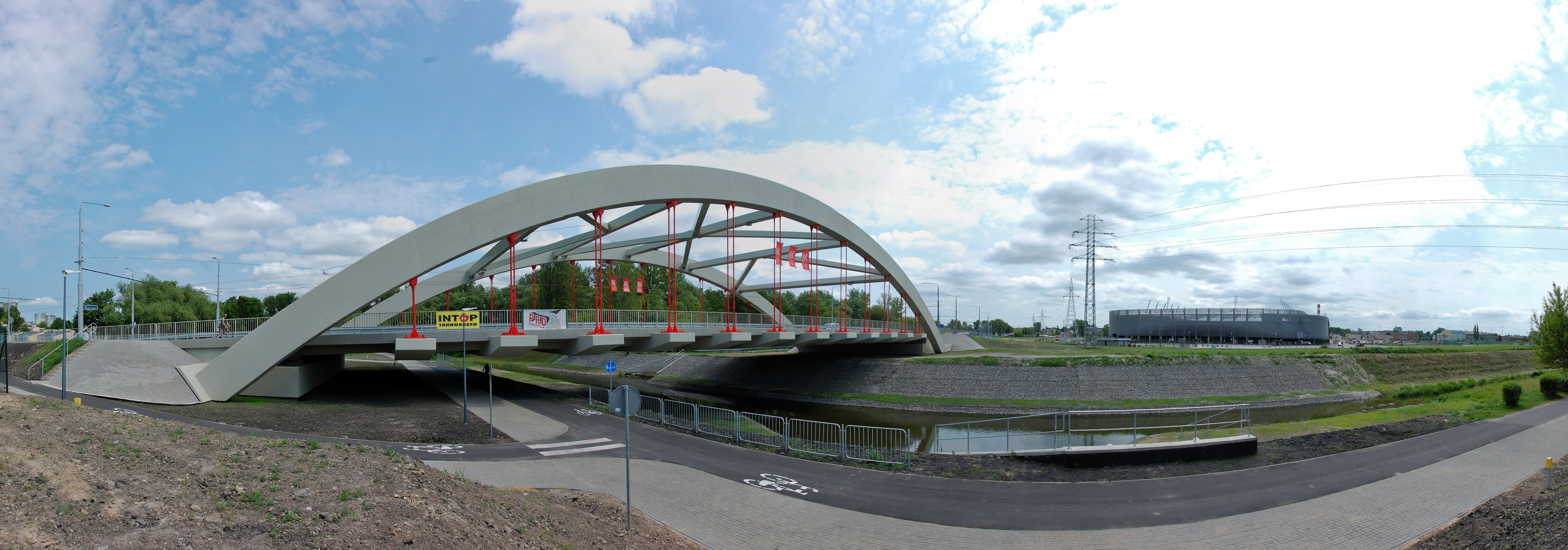
Infrastruktura komunikacyjna nad Bystrzycą w okolicy mostu 700-lecia Lublina. Po prawej Arena Lublin

Do lat 60. XX w. z powodu małej liczby samochodów nie istniał konflikt między ruchem pieszym i motoryzacyjnym. W 1964 spodziewano się liczby 50–100 samochodów na 1000 mieszkańców oraz projektowano do 70 miejsc parkingowych na 1000 mieszkańców. Do lat 80. przeważała koncepcja segregacji ruchu pieszego i samochodowego w osiedlach mieszkaniowych, przy czym nie uwzględniano potrzeb osób z ograniczonymi możliwościami ruchowymi i w ciągach pieszych projektowano liczne utrudnienia (schody, wysokie krawężniki). W następnych dziesięcioleciach nie budowano odpowiedniej liczby miejsc parkingowych. W tej sytuacji na początku XXI wieku obserwowano zajmowanie chodników przez zaparkowane samochody i korzystanie przez pieszych z dróg zaprojektowanych dla samochodów.
W 2015 w lubelskim ratuszu powołano zespół odpowiedzialny za politykę pieszą. Rok później opracowano projekt Lubelskich Standardów Pieszych, który zakłada priorytetowe traktowanie ruchu pieszego i planowanie infrastruktury z perspektywy pieszych. Postuluje on m.in. planowanie tzw. miasta krótkich dróg, uprzywilejowanie pieszych w centrum miasta oraz rozwój stref o małym natężeniu ruchu, w których ruch pieszych byłby dopuszczony na całej szerokości ulic.

### Transport rowerowy

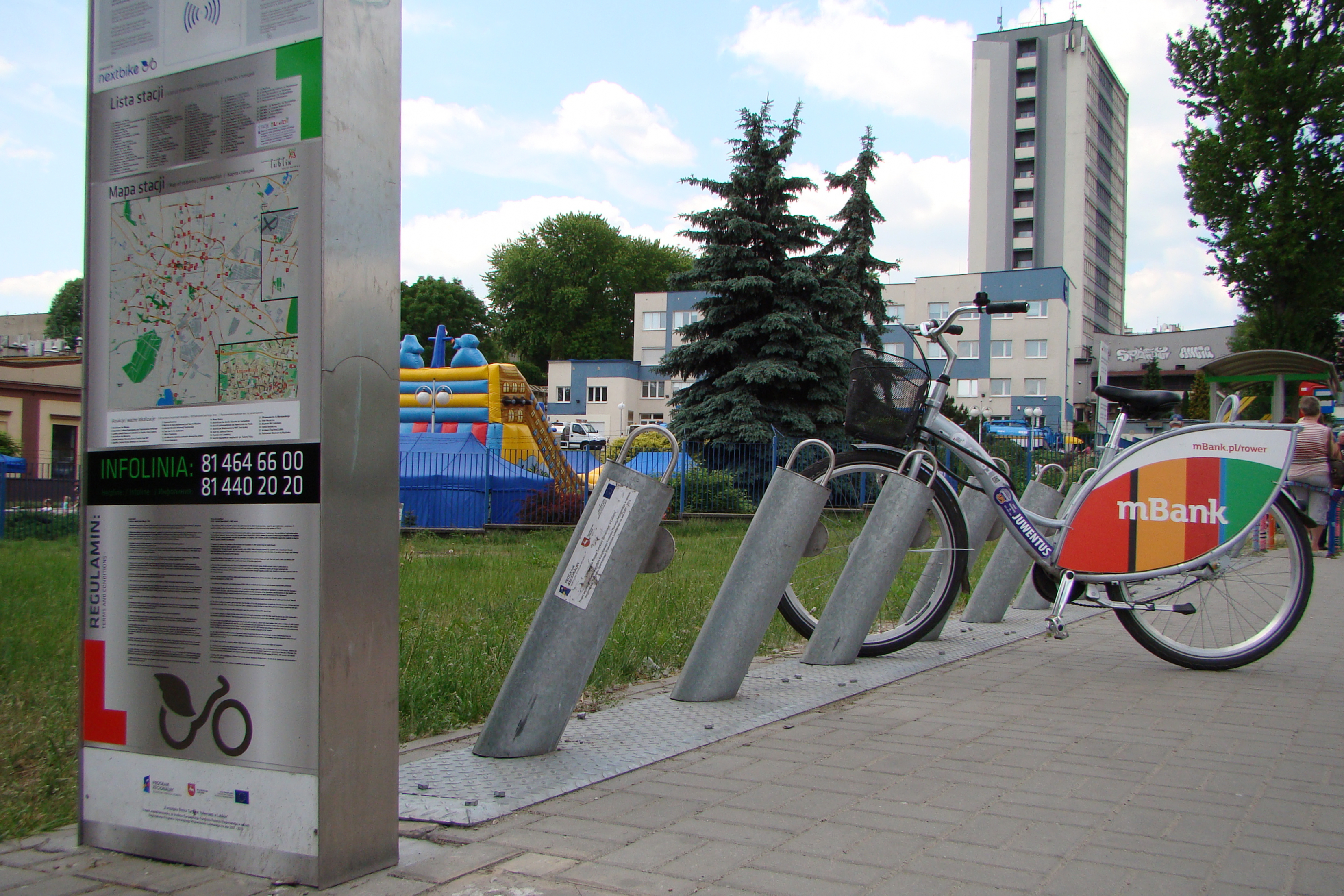
Stacja Lubelskiego Roweru Miejskiego przy ul. Piłsudskiego

Pierwsze drogi rowerowe w Lublinie powstawały w latach 90. XX wieku. W 1997 rada miasta wydała uchwałę ws. określenia zasad polityki komunikacyjnej, a w 2000 – „Studium uwarunkowań i kierunków zagospodarowania przestrzennego”, które także uwzględniało transport rowerowy. Jednak według SUiKZP program budowy sieci dróg rowerowych miał służyć głównie celom turystycznym i rekreacyjnym.
W latach 2010–2015 ukazało się pięć dokumentów strategicznych dotyczących polityki rowerowej (wydanych przez władze miasta albo sporządzonych na ich zlecenie), w tym uchwały rady miasta: „Polityka Rowerowa Miasta Lublin” i „Koncepcja rozwoju komunikacji rowerowej w mieście Lublin”. W 2014 otwarto Lubelski Rower Miejski, na który składało się 40 stacji rowerowych i 400 rowerów. Dwa lata później system ten został ponad dwukrotnie powiększony. Na wiosnę 2015 w Lublinie było ok. 130 km dróg rowerowych, ponad 25 km pasów rowerowych i 1,5 km ulic z kontrapasami lub kontraruchem. Latem 2021 roku w Aglomeracji Lubelskiej znajdowało się co najmniej 127 stacji rowerowych Lubelskiego Roweru Miejskiego i ponad 180 km dróg rowerowych. Zaś planowane jest jeszcze ponad kilkanaście kolejnych kilometrów.
Polityka rowerowa Lublina ma służyć rozwojowi zrównoważonego transportu; jej celem jest osiągnięcie do 2025 przynajmniej 15% udziału ruchu rowerowego w ogólnej liczbie podróży. W 2015 opublikowano „Społeczny audyt polityki rowerowej dla Lublina”, którego autorzy wskazali, że władze samorządowe nie wywiązują się z wykonywania istniejących, określonych szczegółowo zadań, a część działań związanych z polityką rowerową wykonuje strona społeczna.

### Transport drogowy

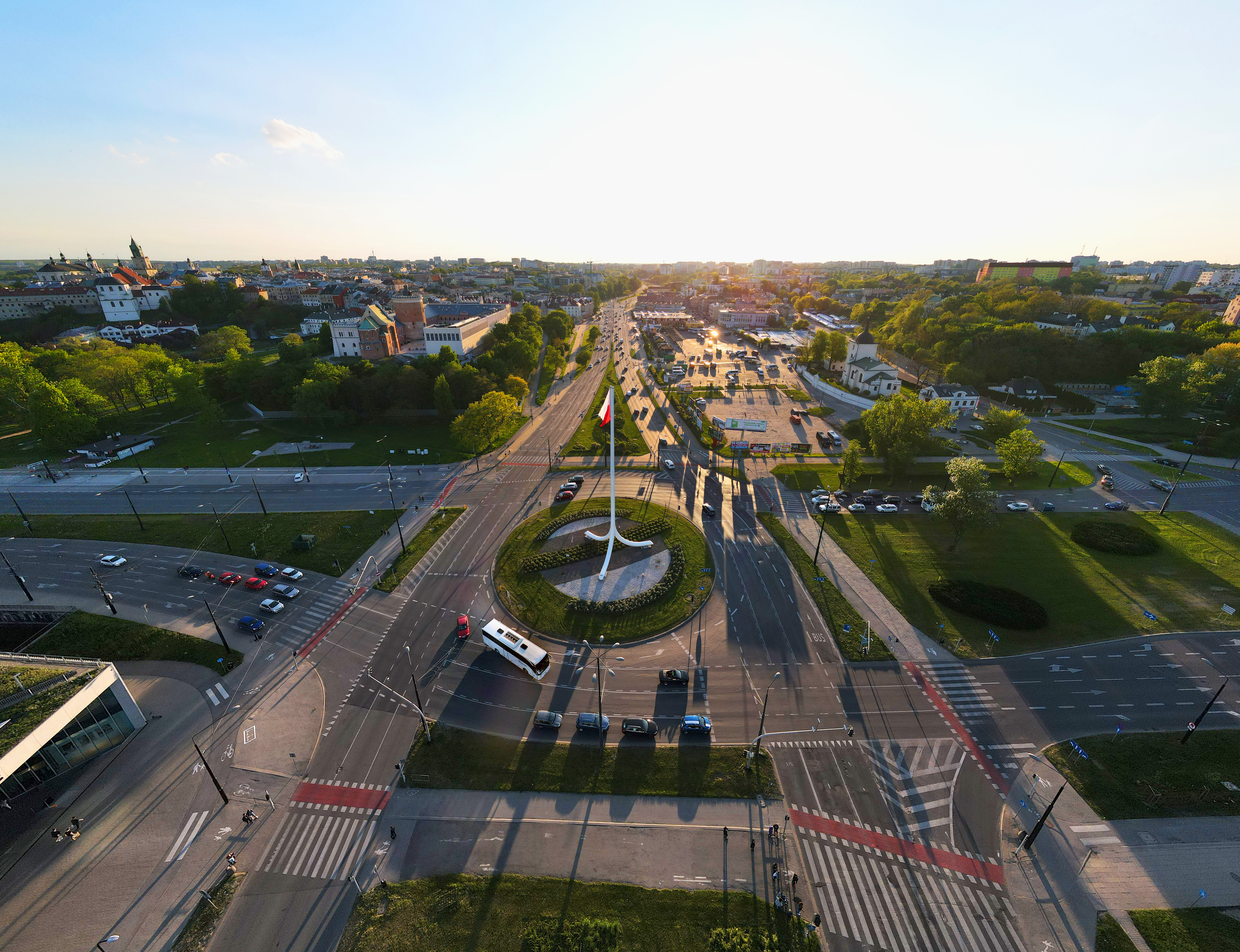
Rondo Romana Dmowskiego

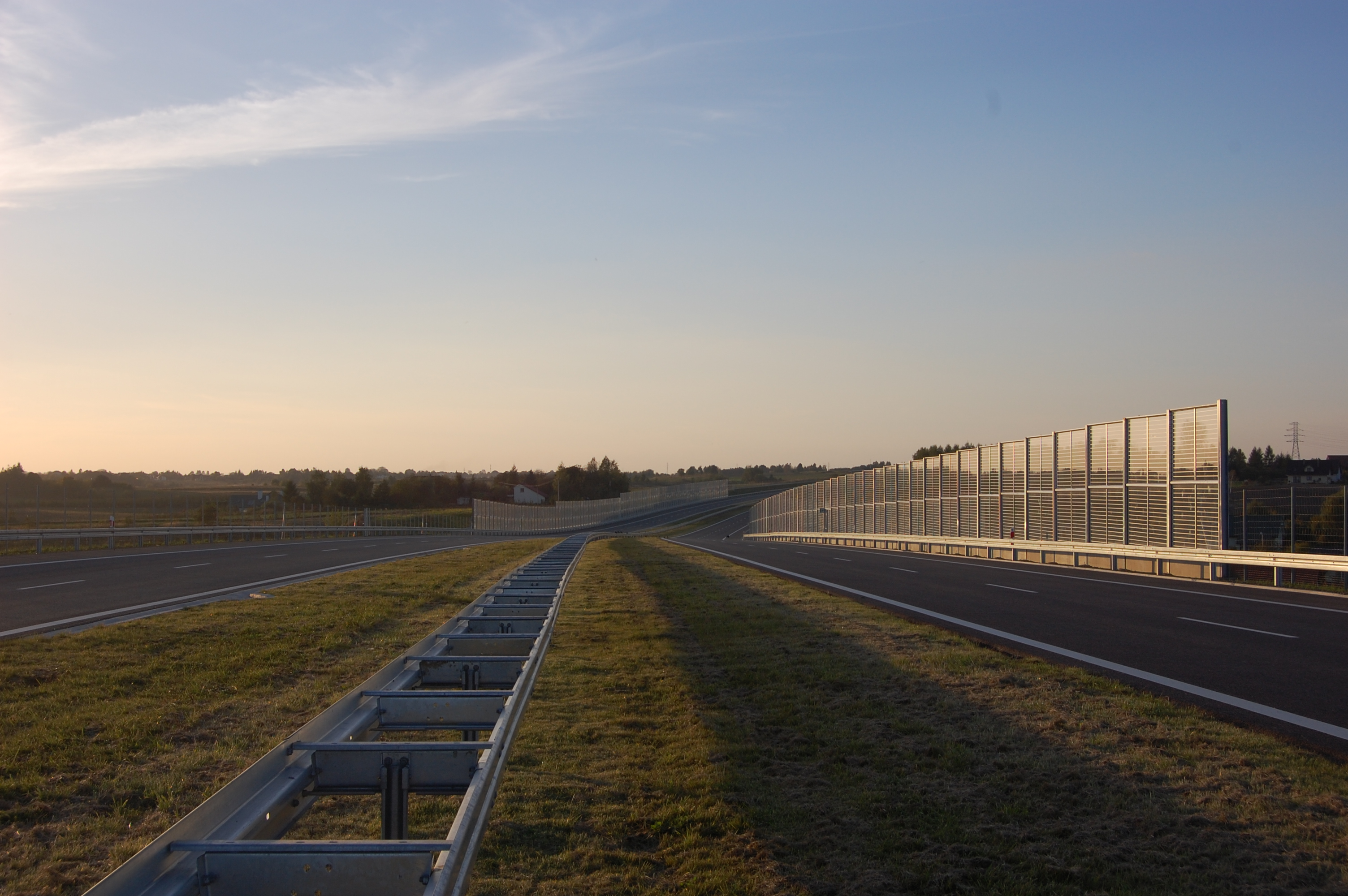
Obwodnica Lublina w ciągu drogi ekspresowej S17

Przez Lublin przebiegają trzy drogi ekspresowe i międzynarodowe:
- S12 (E373) z Puław (w planach z Piotrkowa Tryb) do Piask (planowane do Chełma i granicy z Ukrainą w Dorohusku),
- S17 (E372) z Warszawy do Piask (w planach do Zamościa i granicy z Ukrainą w Hrebennem i do Kijowa),
- S19 jako obwodnica zachodnia (w planach z Białegostoku do Rzeszowa).

W mieście zaczynają się drogi:
- droga krajowa nr 82 do Włodawy,
- droga wojewódzka nr 809 do Przytoczna,
- droga wojewódzka nr 822 do Świdnika,
- droga wojewódzka nr 830 do Nałęczowa,
- droga wojewódzka nr 835 do Biłgoraja i Przeworska.

Lublin posiada obwodnicę, której odcinek północny i wschodni (z Dąbrowicy do Felina) stanowi odcinek dróg ekspresowych S12, S17 i S19, a odcinek zachodni (z Dąbrowicy do Konopnicy) – odcinek drogi ekspresowej S19.
W Rankingu Miast Przyjaznych Kierowcom 2024, opracowanym przez portal Oponeo.pl we współpracy z aplikacją Yanosik, Lublin uplasował się na siódmym miejscu w kategorii miast powyżej 300 tysięcy mieszkańców. Ranking ocenia komfort i warunki jazdy samochodem w polskich miastach, biorąc pod uwagę takie czynniki jak płynność ruchu, dostępność miejsc parkingowych, koszty eksploatacji pojazdu oraz bezpieczeństwo na drogach. Twórcy zestawienia podkreślają, że w Lublinie szczególnie dobrze wypada infrastruktura drogowa, co miało istotny wpływ na wysoką lokatę w ogólnopolskim rankingu.

### Komunikacja miejska

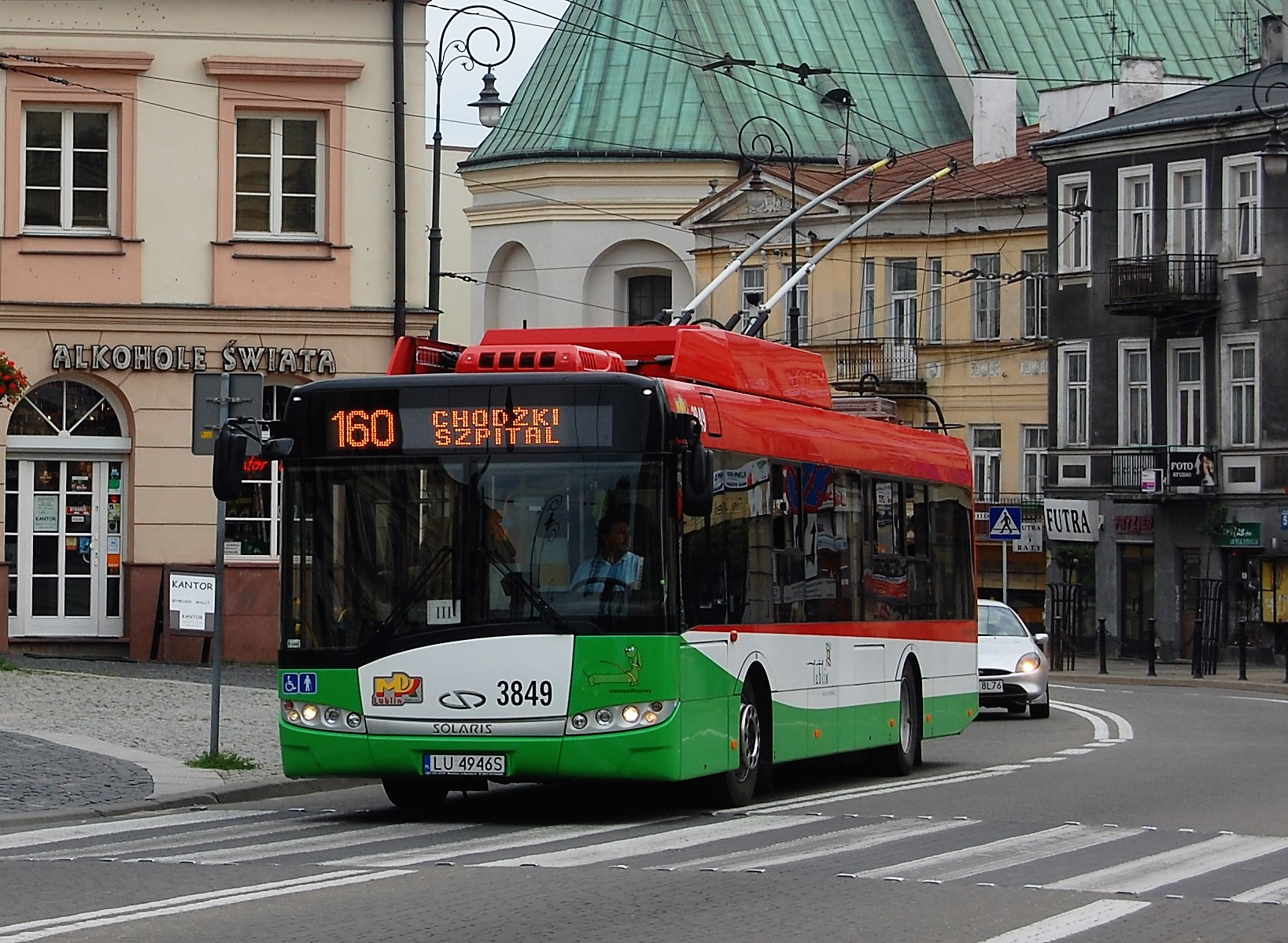
Trolejbus z logo promocyjnym miasta przejeżdżający przez plac Łokietka

Transport zbiorowy w Lublinie na zlecenie Zarządu Transportu Miejskiego obsługuje komunalne Miejskie Przedsiębiorstwo Komunikacyjne Lublin Sp. z o.o., podwykonawcy oraz podmioty zewnętrzne. Lublin jest jednym z 3 miast w Polsce (obok Gdyni i Tychów), w których jeżdżą trolejbusy. W mieście istnieje 55 linii autobusowych (w tym 3 nocne) i 12 linii trolejbusowych. Nośnikiem biletów okresowych w Lublinie jest Karta Biletu Elektronicznego.

### Transport kolejowy

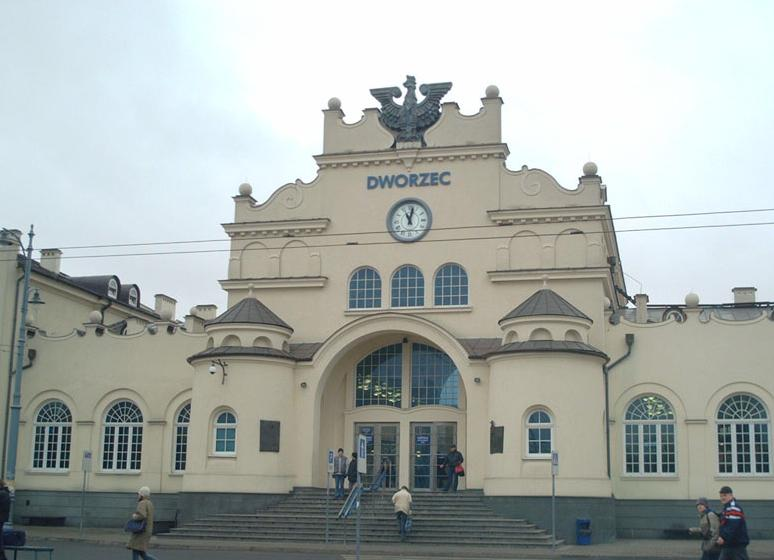
Zabytkowy dworzec główny PKP w Lublinie z 1877

Lublin jest węzłem kolejowym. Przez miasto przebiega linia kolejowa łącząca Warszawę z granicą państwa w Dorohusku, a dalej z Kijowem. Dwie inne linie wybiegają z Lublina w kierunkach: południowym (m.in. do Kraśnika i dalej – Przeworska) oraz północnym (do Łukowa). W 2012 został wybudowany tor łączący stację PKP Lublin Główny z Portem Lotniczym Lublin. Miasto posiada bezpośrednie połączenia kolejowe ze stolicą i większością większych miast w kraju, a także Kijowem.
W granicach administracyjnych miasta znajdują się stacje kolejowe: Lublin Główny, Lublin Północ, Lublin Zemborzyce, a także stacja towarowa Lublin Tatary. Podróżni mogą również korzystać z przystanków: Lublin Zadębie, Lublin Ponikwoda, Rudnik Przystanek, Lublin Zachodni. Do 2017 istniał nieużywany przystanek kolejowy Lublin Zalew. W zachodniej części miasta, na jego granicy funkcjonuje przystanek kolejowy Stasin Polny. Stacja węzłowa w Lublinie, znajdująca się przy placu Dworcowym, jest dworcem o największej liczbie odprawionych pasażerów we wschodniej Polsce. Zabytkowy dworzec wybudowany został w 1877.
W roku 2017 rozpoczął się remont linii kolejowej nr 7 w kierunku Warszawy. W roku 2018 rozpoczęto modernizację linii kolejowej nr 68 w kierunku Rzeszowa połączone z jej elektryfikacją.
Po zakończeniu remontów możliwe będzie zrealizowanie koncepcji Lubelskiej Kolei Aglomeracyjnej (Metropolitalnej), kolei aglomeracyjnej tworzonej we współpracy władz samorządowych. W październiku 2020 podpisano umowę dotyczącą utworzenia koncepcji LKA. Wykonawcą jest firma Schuessler-Plan Inżynierzy Sp. z o.o. Zgodnie z umową ma 495 dni na przygotowanie koncepcji.
W roku 2020 w dzielnicy Za Cukrownią rozpoczęła się budowa Zintegrowanego Intermodalnego Dworca Metropolitalnego w Lublinie. Obejmuje ona proces modernizacji Dworca Głównego PKP oraz budowy nowego Dworca PKS, który ma zostać przeniesiony z Alei Tysiąclecia na ulicę Młyńską sąsiadującą z dworcem kolejowym. Ruszyła także budowa zajezdni autobusowej, parkingu podziemnego, mostu oraz deptaku na ul. Gazowej. Dzięki tym działaniom, okolica ta ma stać się węzłem komunikacyjnym regionu. Zmiany mają objąć ulice: Młyńską, Gazową, Krochmalną, Dworcową, 1-go Maja oraz Pocztową.

### Transport lotniczy

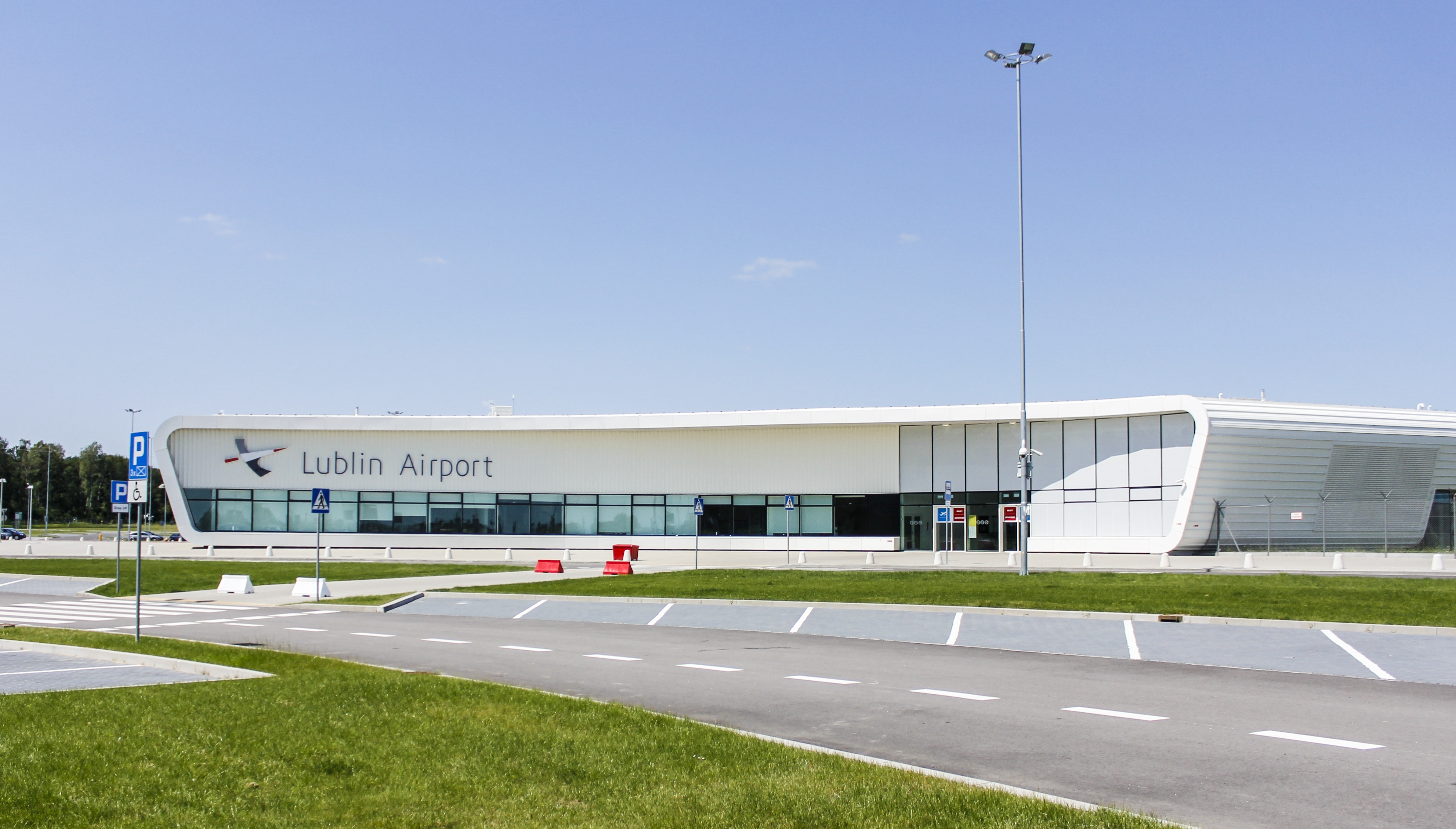
Port lotniczy Lublin

Decyzja o budowie pierwszego portu lotniczego pod Lublinem zapadła w 1934 roku. Znajdował się on w Świdniku. Jego otwarcie miało miejsce 4 czerwca 1939. W 1944 wycofujący się Niemcy zniszczyli lotnisko i od tej pory przez prawie 70 lat, do 2012, Lublin nie widniał na mapie połączeń lotniczych.
Obecnie działający port lotniczy Lublin jest także zlokalizowany w Świdniku, około 10 km od centrum Lublina. Jest on skomunikowany połączeniem kolejowym z dworcem PKP Lublin Główny. W 2018 roku lotnisko obsłużyło ponad 450 tys. pasażerów, co czyniło je dziesiątym najbardziej ruchliwym portem lotniczym w całej Polsce. Od początku istnienia do końca 2019 roku Lublin Airport obsłużył już ponad 2 693 000 pasażerów. Pandemia koronawirusa ograniczyła działalność lotniska. Jego władze podjęły decyzję o rozwoju usług cargo i prywatnego lotnictwa biznesowego.
Około 12 km na południowy zachód od miasta leży lotnisko Lublin-Radawiec w Radawcu Dużym. W 1999 otwarto sanitarne lądowisko przy Al. Kraśnickiej, a w 2013 przy ul. Grenadierów również sanitarne lądowisko Lublin-SPZOZ MSW. Czynne jest również od 1991 lądowisko przy SPSK nr 4 przy ul. Jaczewskiego.

## Bezpieczeństwo publiczne
W Lublinie działa kilka szpitali klinicznych, w tym klinika dziecięca i 1. Wojskowy Szpital Kliniczny z Polikliniką. Ponadto działają m.in. szpitale wojewódzkie (wojewódzki szpital specjalistyczny, szpital im. Jana Bożego (który pod koniec 2014 przejął dawny Szpital Kolejowy), Centrum Onkologii Ziemi Lubelskiej, szpital neuropsychiatryczny) i rządowe: szpital MSWiA oraz Instytut Medycyny Wsi.
W Lublinie znajduje się centrum powiadamiania ratunkowego, które obsługuje zgłoszenia alarmowe kierowane do numerów alarmowych 112, 997, 998 i 999.
Według raportu Europolis – Rankingu Miast Zielonych za rok 2021, Lublin jest najbardziej „zielonym” miastem na prawach powiatu w całej Polsce. Stolica Lubelszczyzny zwyciężyła w trzech z pięciu kategorii: transport publiczny, zdrowie publiczne oraz działania na rzecz poprawy jakości powietrza. Tuż za nim uplasowały się Katowice oraz Łódź.

## Edukacja
Pierwsza szkoła wyższa w Lublinie powstała w XVII wieku. Było nią założone przy klasztorze ojców dominikanów i istniejące w latach 1644–1686 Studium generale, mające prawo nadawania stopni lektora oraz bakałarza filozofii i teologii. Pierwszym rektorem (regensem) był o. Paweł Ruszel OP.
Pierwszą uczelnią założoną w XX wieku (1918) był Katolicki Uniwersytet Lubelski. Uruchomienie tej uczelni przez ks. Idziego Radziszewskiego spowodowało ożywienie naukowe miasta, napływ studentów oraz wybitnych naukowców (głównie ze Lwowa i Krakowa). Życie akademickie jeszcze bardziej dynamicznie zaczęło rozwijać się po II wojnie światowej, gdy jako przeciwwaga dla katolickiej uczelni – w 1944 powołany został do istnienia Uniwersytet Marii Curie-Skłodowskiej. To właśnie z tej uczelni państwowej wyodrębniły się później kolejne lubelskie szkoły wyższe (Uniwersytet Medyczny i Uniwersytet Przyrodniczy). Lata 90. XX wieku przyniosły bardzo dynamiczny rozwój uczelni prywatnych.
W Lublinie swoje siedziby mają uczelnie publiczne: Uniwersytet Marii Curie-Skłodowskiej, Uniwersytet Medyczny w Lublinie, Uniwersytet Przyrodniczy w Lublinie i Politechnika Lubelska oraz szereg niepublicznych, spośród których Katolicki Uniwersytet Lubelski Jana Pawła II funkcjonuje na prawach uczelni państwowej. W 2021 liczbę osób studiujących na lubelskich uczelniach szacowano na ok. 70 tys. Biorąc te dane pod uwagę, Lublin prawdopodobnie ma największy odsetek populacji studenckiej spośród wszystkich polskich miast.
Pod koniec drugiej dekady XXI w. Lublin odnotował wysoki, jak na polskie ośrodki, odsetek umiędzynarodowienia szkolnictwa wyższego. Prawie 10% studentów było cudzoziemcami. Dla porównania w Wielkiej Brytanii czy Szwajcarii wskaźnik ten przekracza 15%.
W Lublinie znajduje się co najmniej 60 publicznych i niepublicznych szkół podstawowych oraz 38 liceów ogólnokształcących. Największą pod względem liczby uczniów i pracowników szkołą podstawową jest Szkoła Podstawowa nr 51 im. Jana Pawła ll, która położona jest w dzielnicy Czuby Południowe. W roku szkolnym 2021/2022 uczęszczało do niej 1410 uczniów oraz pracowało w niej 240 osób, w tym 167 nauczycieli.

## Kultura

### Ośrodki kulturalne

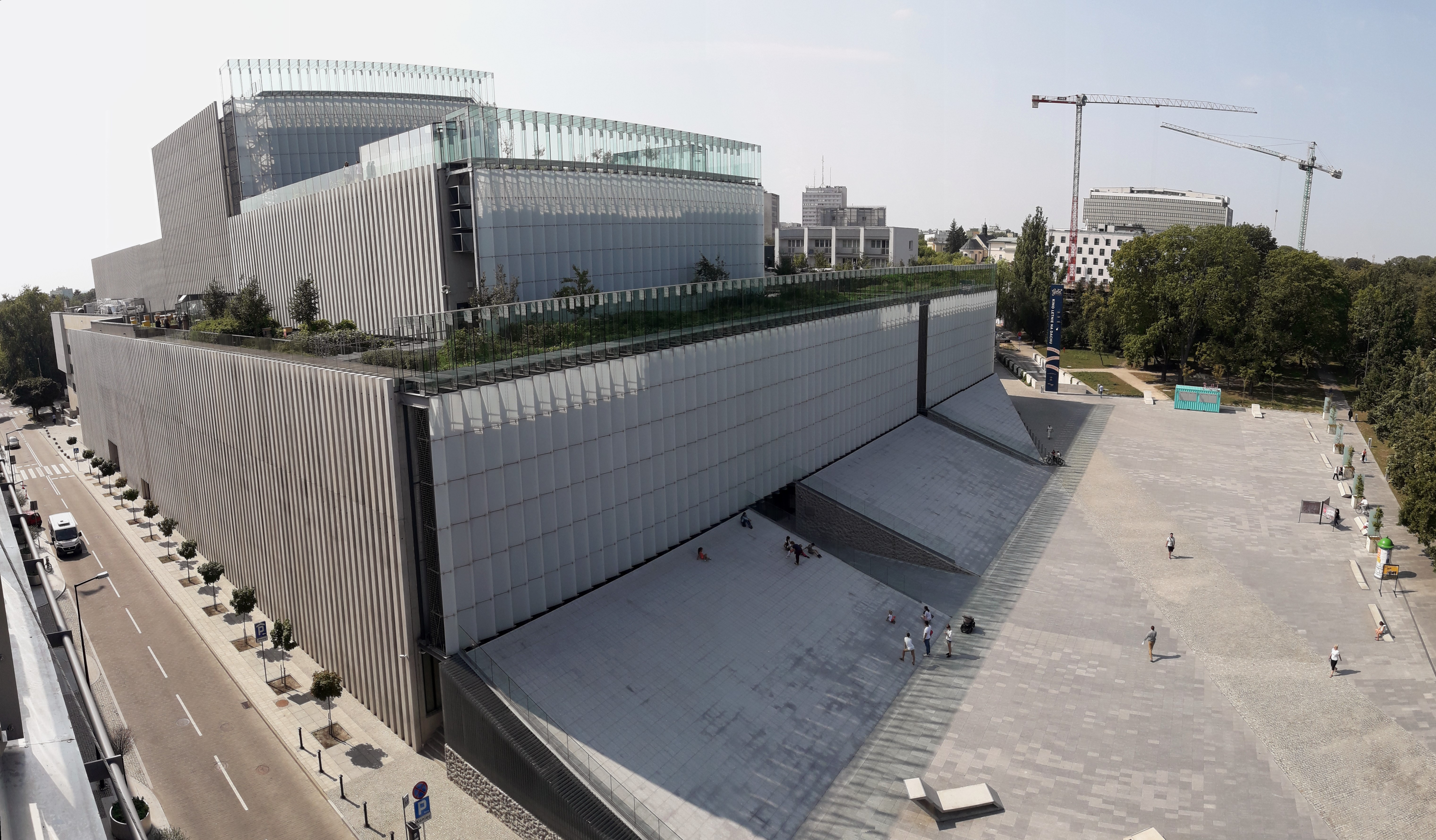
Centrum Spotkania Kultur, jego taras i plac Teatralny, widok z Lubelskiego Centrum Konferencyjnego

Lublin jest największym ośrodkiem naukowo-kulturalnym po wschodniej stronie Wisły, co przekłada się na liczne imprezy kulturalne organizowane przez społeczność studencką, a także władze samorządowe. Działa tam m.in. Akademickie Centrum Kultury i ośrodki samorządowe: Centrum Kultury, Centrum Spotkania Kultur, Ośrodek „Brama Grodzka – Teatr NN”, Warsztaty Kultury i Wojewódzki Ośrodek Kultury.
W mieście znajduje się wiele bibliotek, w tym Wojewódzka Biblioteka Publiczna im. Hieronima Łopacińskiego w Lublinie i Miejska Biblioteka Publiczna w Lublinie.
Istnieje szereg galerii i kilkanaście muzeów, w tym Muzeum Wsi Lubelskiej, Muzeum Lubelskie na Zamku, Muzeum Historii Miasta Lublina, Muzeum Martyrologii „Pod Zegarem”, Dworek Wincentego Pola, Muzeum Józefa Czechowicza, Izba Pamięci Drukarstwa Polskiego oraz Państwowe Muzeum na Majdanku.
Od 1822 istnieje Teatr Stary w Lublinie. Początkowo mieściły się w nim lubelska scena dramatyczna i operowa, a w XX wieku także kino. W mieście funkcjonuje jedyna scena operowo-operetkowa po prawej stronie Wisły – Teatr Muzyczny. Działają także Filharmonia Lubelska im. H. Wieniawskiego, Lubelska Orkiestra Kameralna oraz Sala Koncertowa w Szkole Muzycznej im. Karola Lipińskiego. Funkcje teatru operowego pełni Teatr Muzyczny. Siedzibą planowanej Opery Lubelskiej ma zostać Centrum Spotkania Kultur. W 2020 roku ma powstać w Pałacu Lubomirskich Muzeum Ziem Wschodnich.
Lublin jest ośrodkiem kultury alternatywnej. Lata 70. XX wieku przyniosły takie projekty jak Teatr Gong 2 czy Scena Plastyczna KUL i poetycka Grupa Samsara. W Lublinie rozwija się także sztuka performance. Elementem teatru alternatywnego jest Teatr Provisorium i Ośrodek Praktyk Teatralnych „Gardzienice”. W mieście działa „Przestrzeń działań twórczych TEKTURA”, odbywa się również Festiwal Open City, powstają squaty.
Lublin ubiegał się o tytuł Europejskiej Stolicy Kultury 2016. W 2010, wraz z Warszawą, Katowicami, Gdańskiem i Wrocławiem, znalazł się na tzw. krótkiej liście. W 2024 wywalczył tytuł Europejskiej Stolicy Kultury 2029, zwyciężywszy w konkurencji z Bielsko-Białą, Katowicami i Kołobrzegiem.

### Wydarzenia kulturalne
Lublin jest miejscem imprez kulturalnych, z których wiele nawiązuje do jego wielokulturowego dziedzictwa i odbywa się w otwartej przestrzeni Starego Miasta. Spośród największych wydarzeń, przyciągających tysiące uczestników i mających renomę międzynarodową wymienia się: Carnaval Sztukmistrzów – festiwal z pogranicza teatrów ulicznych i cyrku, którego nazwa została zainspirowana postacią Sztukmistrza z Lublina; Noc Kultury – odbywający się wieczorem i nocą festiwal spektakli teatralnych, koncertów muzycznych, wystaw, happeningów i innych wydarzeń kulturalnych; Wschód Kultury – Inne Brzmienia Art’n’Music Festival – prezentujący najciekawsze zjawiska muzyczne na styku gatunków, tradycji i wpływów kulturowych; Jarmark Jagielloński – nawiązujące do tradycji Rzeczypospolitej Obojga Narodów wydarzenie handlowo-kulturalne, w czasie którego tradycyjnemu jarmarkowi towarzyszą występy i pokazy artystów, rzemieślników i wytwórców tradycyjnego rękodzieła z krajów Europy Środkowo-Wschodniej; Europejski Festiwal Smaku – prezentujący bogactwo i dziedzictwo kulinarne Lubelszczyzny wpisane w szeroki kontekst kultury kulinarnej Europy i krajów Partnerstwa Wschodniego, podczas którego odbywają się koncerty, wystawy, pokazy i warsztaty.

### Media

#### Radio i telewizja
Pierwsze plany uruchomienia rozgłośni radiowej w Lublinie pojawiły się jeszcze przed II wojną światową. W 1927 Tygodnik Ilustrowany opublikował artykuł, w którym, powołując się na „Wielki plan rozbudowy sieci radiofonicznej w Polsce”, wskazał Lublin jako jedną z 12 siedzib rozgłośni radiowych. Wizji nie udało się jednak zrealizować przed 1939 rokiem.
10 sierpnia 1944 w Lublinie na bocznicy kolejowej z wagonowej radiostacji „Pszczółka” emisję rozpoczęło odrodzone Polskie Radio. 22 listopada 1944 dekretem PKWN powołane zostało Przedsiębiorstwo Państwowe „Polskie Radio”, które nadawało z Lublina program w językach: polskim, francuskim, rosyjskim i angielskim. 1 marca 1945 zdecydowano o przeniesieniu nadawania audycji radiowych do Warszawy. Od tego czasu Lublin nie miał swojej rozgłośni. W 1957 rozpoczęła nadawanie rozgłośnia lokalna Polskiego Radia – Polskie Radio Lublin. W latach 50. XX wieku powstały także liczne radiowęzły zakładowe i studenckie. W 1964 Polskie Radio Lublin przeniosło się do nowej siedziby przy ul. Obrońców Pokoju 2, do nowoczesnych pomieszczeń emisyjnych. W latach 1981–1982 rozgłośnia zawiesiła nadawanie programu z uwagi na stan wojenny w Polsce. W latach 80. XX wieku w Świdniku powstawały audycje opozycyjnego Radia Solidarność.
Przemiany ustrojowe 1989 przyniosły zmiany na lokalnym rynku radiowym. W grudniu 1992 powstały dwie komercyjne stacje radiowe – Radio Rytm i Radio Puls. W 1994 powstała również rozgłośnia Radio Top, kierowana głównie do kobiet, a także rozgłośnia archidiecezji lubelskiej – początkowo pod nazwą Katolickie Radio Lublin. W 1995 Uniwersytet Marii Curie-Skłodowskiej rozpoczął nadawanie programu Akademickiego Radia Centrum. Proces formatowania rozgłośni radiowych i konsolidacji grup radiowych sprawił, że pod koniec lat 90. XX wieku lokalne rozgłośnie zostały związane z koncernami medialnymi.
W Lublinie swoją siedzibę mają stacje telewizyjne: TVP3 Lublin i Lubelska TV.

#### Prasa
Ukazują się dzienniki: „Kurier Lubelski” i „Dziennik Wschodni”, tygodnik „Nowy Tydzień”, „Lubelski Sport Express”, czasopismo „Akcent”, prasa bezpłatna, informatory i lokalny dodatek „Gazety Wyborczej”.

### Religia
W Lublinie w czasach historycznych żyli katolicy, protestanci, żydzi, prawosławni i muzułmanie. W roku 1625 ukończono budowę archikatedry św. Jana Chrzciciela i św. Jana Ewangelisty. W 1930 powstała, założona przez rabina Majera Szapirę, Jeszywas Chachmej Lublin. Przed ll wojną światową Lublin cieszył się dużą różnorodnością religijną. W 1939 z 125 000 ówczesnych mieszkańców miasta, aż 40 tys. stanowili żydzi (mieszkali oni głównie na obecnej Wieniawie). Spory był również odsetek protestantów i prawosławnych. Obecnie Lublin jest zdominowany przez katolicyzm. Zaś w mieście nadal znajdują się świątynie większości popularnych religii, organizowane są także międzykulturowe festiwale o randze międzynarodowej.
Na terenie Lublina funkcjonują następujące parafie katolickie: łacińskie podległe archidiecezji lubelskiej, greckokatolicka, polskokatolicka, starokatolicka mariawitów oraz wspólnota Bractwa Kapłańskiego Świętego Piusa X; a także prawosławne: parafia katedralna (nowy styl) i parafia dla społeczności ukraińskiej (stary styl).
W Lublinie działają liczne kościoły protestanckie, m.in. parafia luterańska, zbór zielonoświątkowy „Oaza”, zbór adwentystów dnia siódmego, zbór baptystów, Kościół Nowego Przymierza, a także około dziesięciu innych, mniejszych wspólnot ewangelikalnych.
Nurt restoracjonistyczny reprezentuje w mieście: 18 zborów Świadków Jehowy (w tym zbór języka migowego oraz trzy zbory obcojęzyczne: angielski, rosyjski i ukraiński). Posiadają oni cztery Sale Królestwa oraz Salę Zgromadzeń, Świecki Ruch Misyjny „Epifania” (zbór Lublin), Zrzeszenie Wolnych Badaczy Pisma Świętego (zbór Lublin) oraz gmina mormonów.
W Lublinie funkcjonuje także filia gminy żydowskiej w Warszawie, centrum islamu oraz kilka ośrodków religii dharmicznych, m.in. buddyjski związek diamentowej drogi oraz Instytut Wiedzy o Tożsamości „Misja Czaitanii”.

### Zabytki

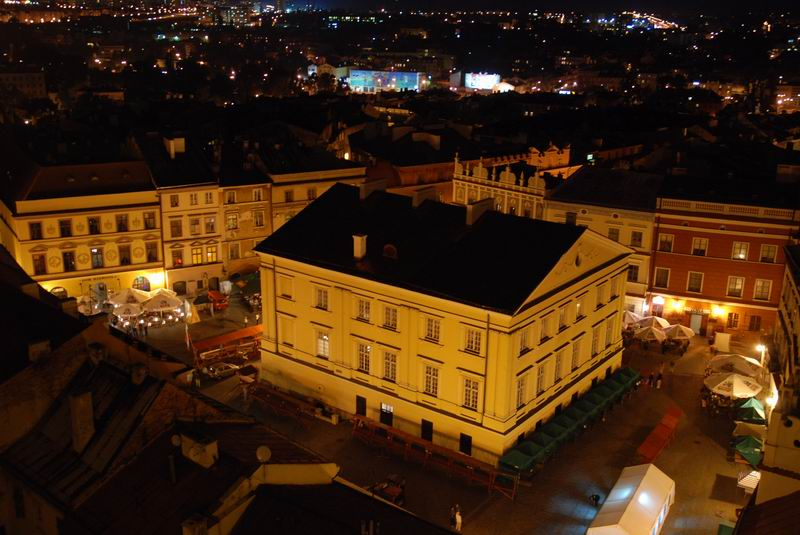
Rynek Starego Miasta widziany z Wieży Trynitarskiej. W centrum Rynku dawny Trybunał Koronny, 2007

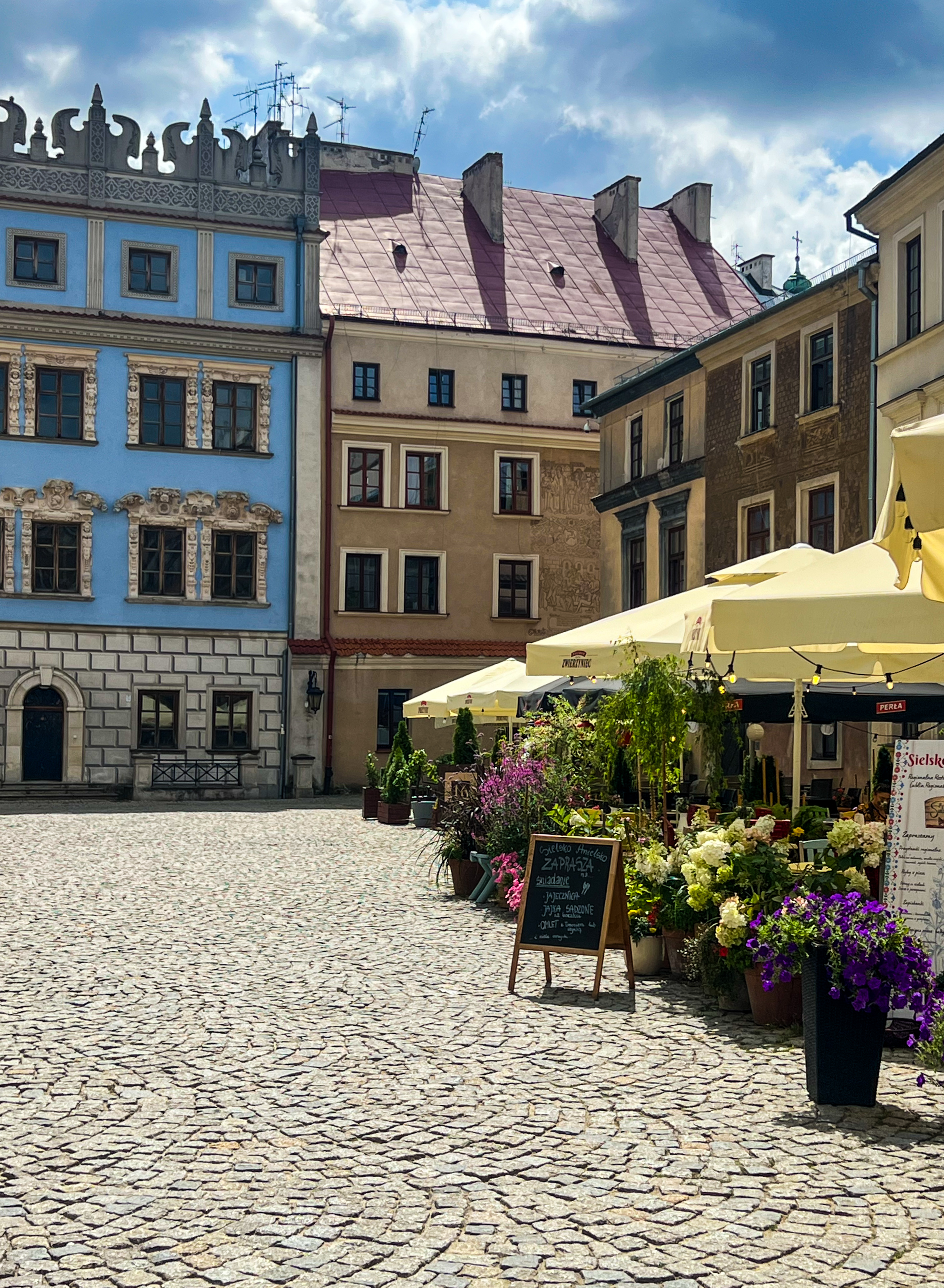
Lubelski rynek

W Lublinie znajdują się materialne pamiątki z różnych epok, począwszy od zarania polskiej państwowości, poprzez romanizm, gotyk, renesans (w okresie którego na szczególną uwagę zasługują zabytki w tzw. typie lubelskim) aż po barok, klasycyzm, modernizm. Pamiątki te uzupełniają zbiory muzeów, oferta kulturalna teatrów i kin. Z uwagi na historycznie odległy rodowód miasta w Lublinie znajduje się szereg zabytków wpisanych do rejestru zabytków nieruchomych.
Zabytkowa architektura Lublina skupia się na obszarze Starego Miasta i Śródmieścia. Budowle sakralne tego obszaru prezentują okresy stylowe od gotyku do baroku. Obok średniowiecznej Bramy Krakowskiej, neostylowy zamek lubelski stanowi drugi rozpoznawalny symbol architektoniczny miasta. Najstarszymi zachowanymi budowlami są: kaplica św. Trójcy oraz XIII-wieczny donżon. Z XIV wieku pochodzi również gotycka baszta obronna znajdująca się obok Bramy Krakowskiej. Inną atrakcją turystyczną są Lubelskie Podziemia. To około 300-metrowa trasa turystyczna biegnąca pod zabudową Starego Miasta w Lublinie. Przez Lublin przebiega Via Jagiellonica oraz Lubelska Droga św. Jakuba.

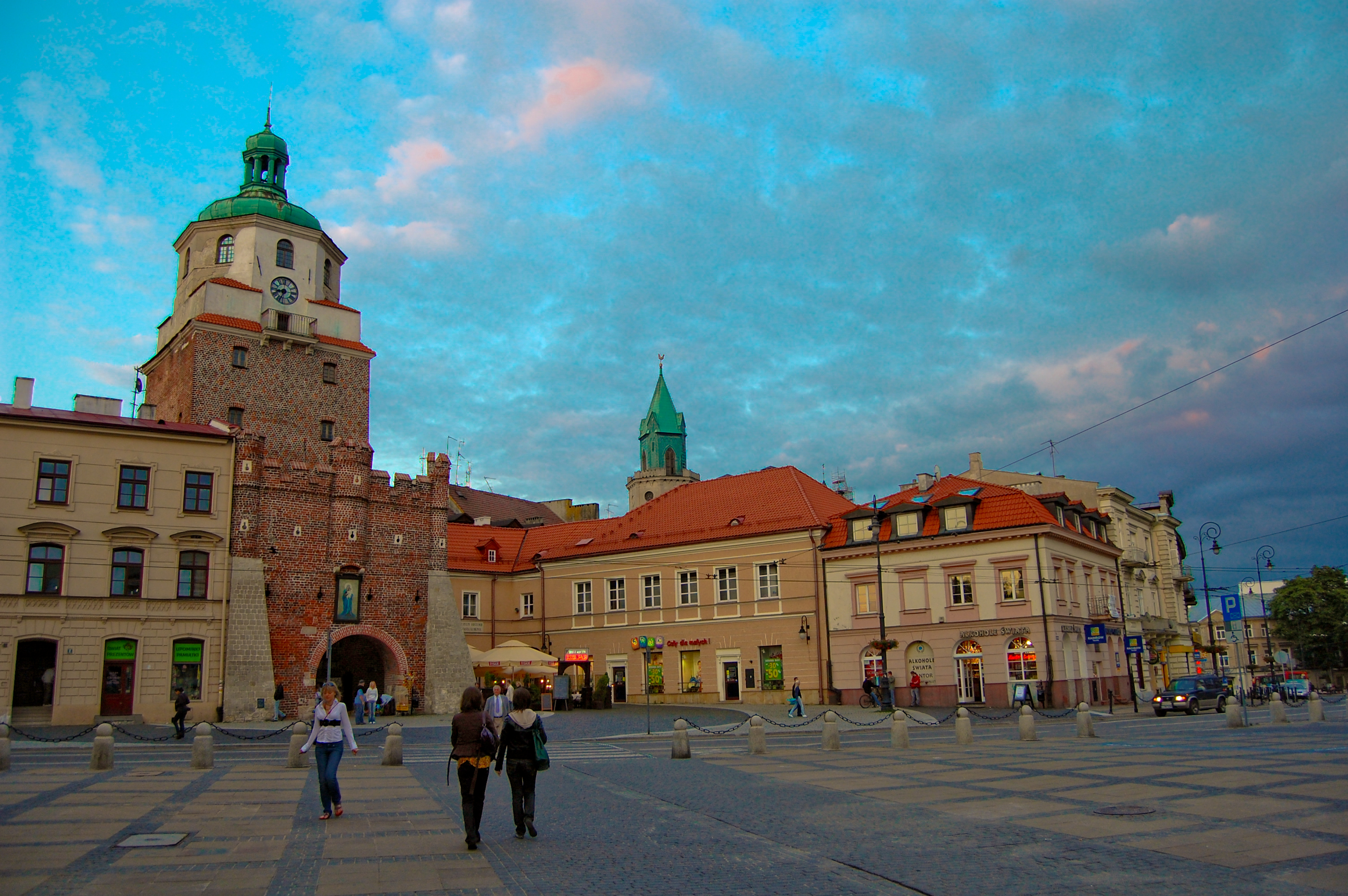
Brama Krakowska przy placu Łokietka
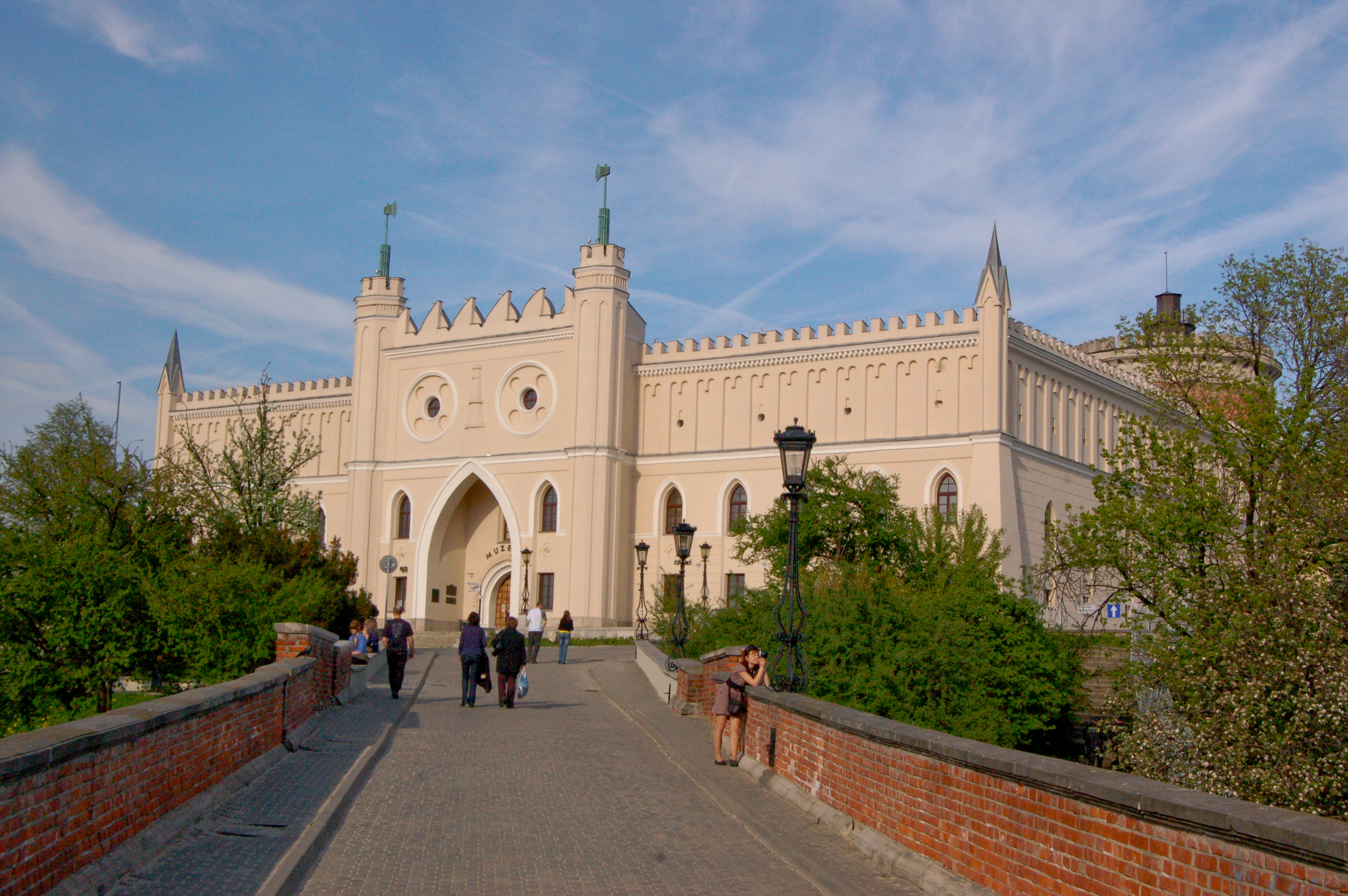
Zamek Lubelski
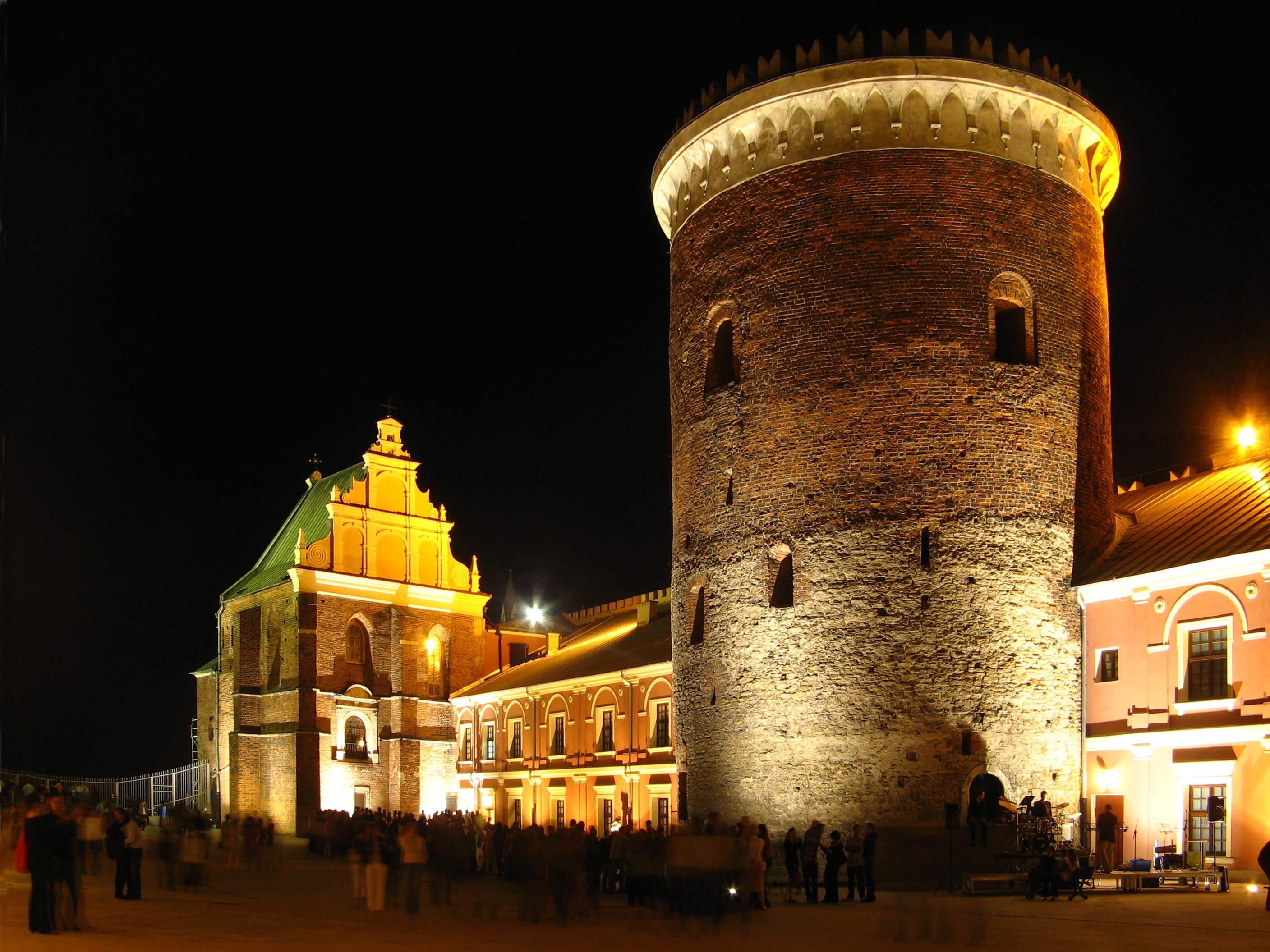
Kaplica św. Trójcy i XIII-wieczny donżon
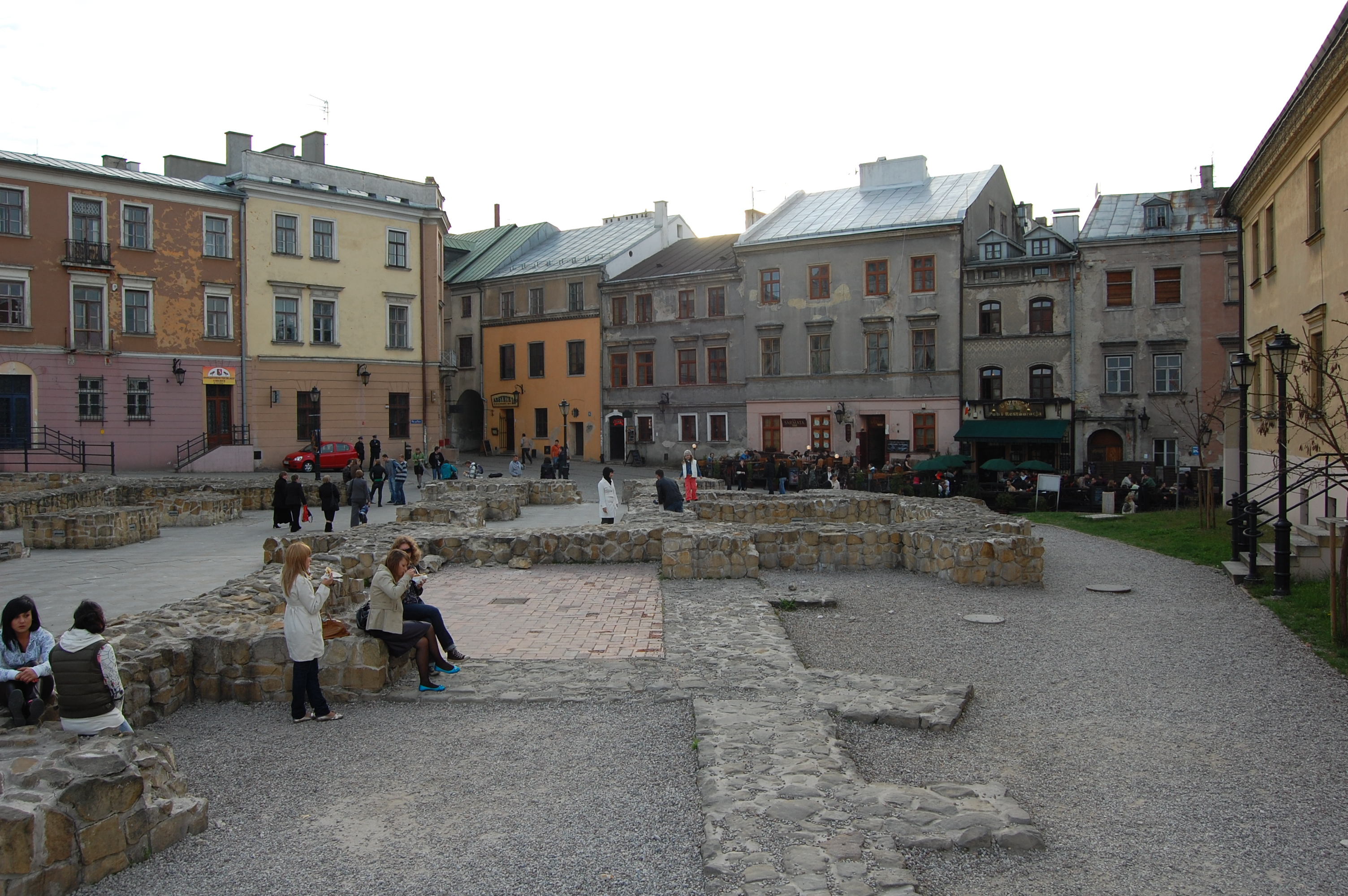
Plac Po Farze, 2009 r.
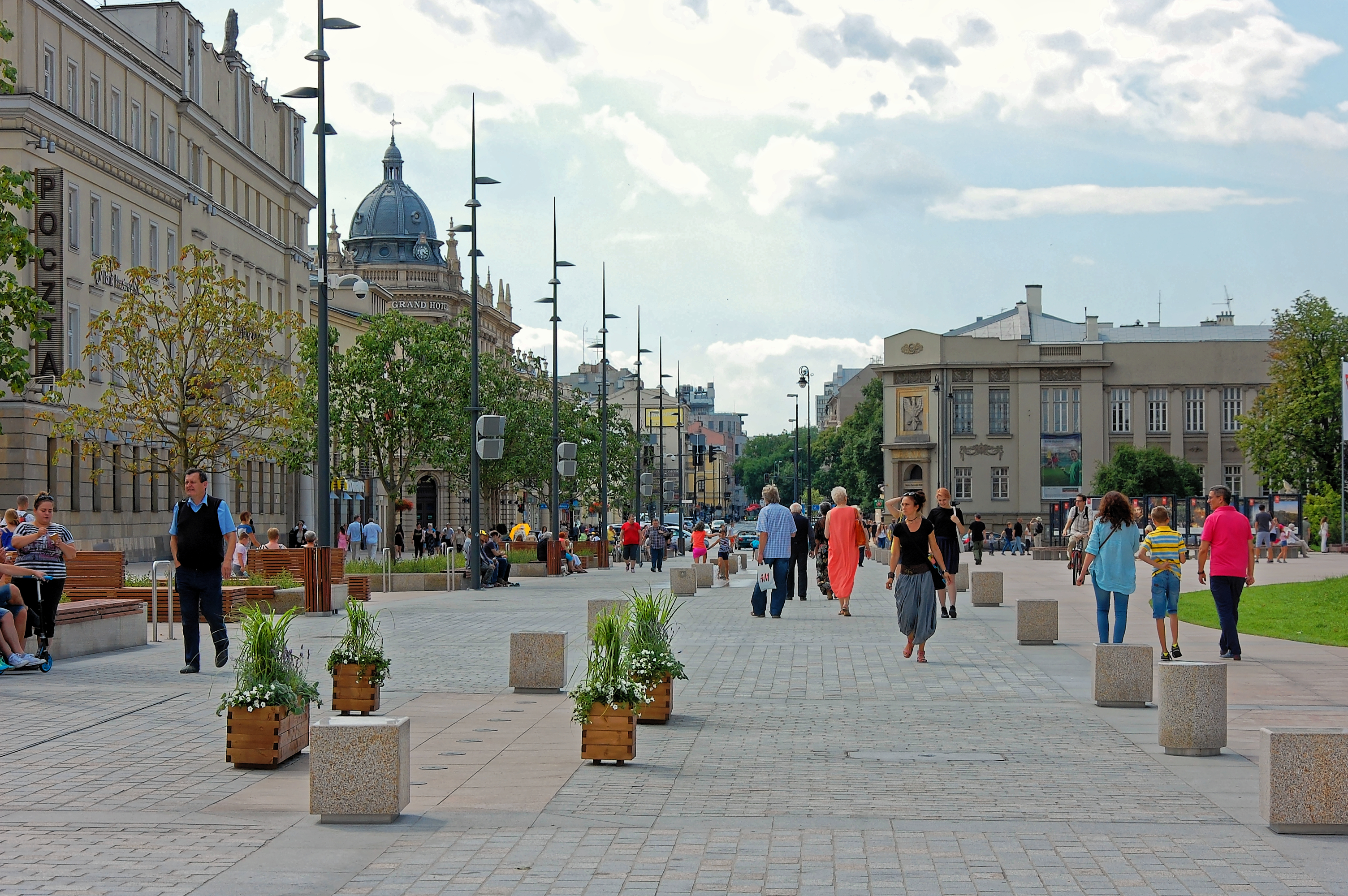
Plac Litewski, 2017 r.

### Lublin w kulturze
Wiersze poświęcone Lublinowi pisał Józef Czechowicz. Lubelski pisarz i redaktor, Marcin Wroński, ur. 1972 w Lublinie – absolwent KUL, autor m.in. kryminałów o komisarzu Maciejewskim, w których miejsce akcji stanowi przedwojenny Lublin. W powieści Sebastiana Bukaczewskiego „Onde estas?”, wydanej w 2012, której akcja toczy się współcześnie, jednym z narratorów i głównych bohaterów jest miasto Lublin.

## Administracja i ustrój miasta

### Administracja samorządowa

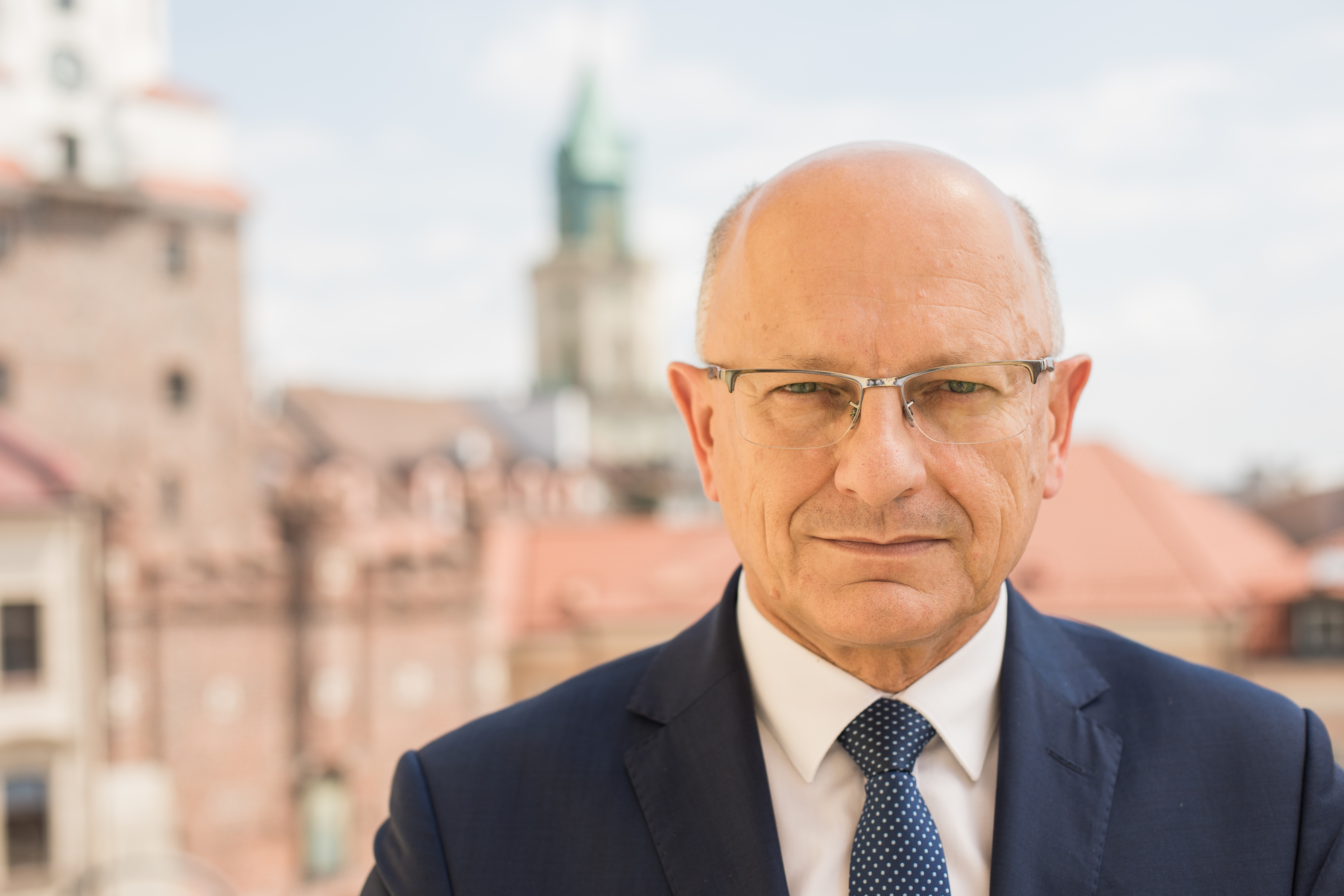
Prezydent Miasta Lublin, Krzysztof Żuk

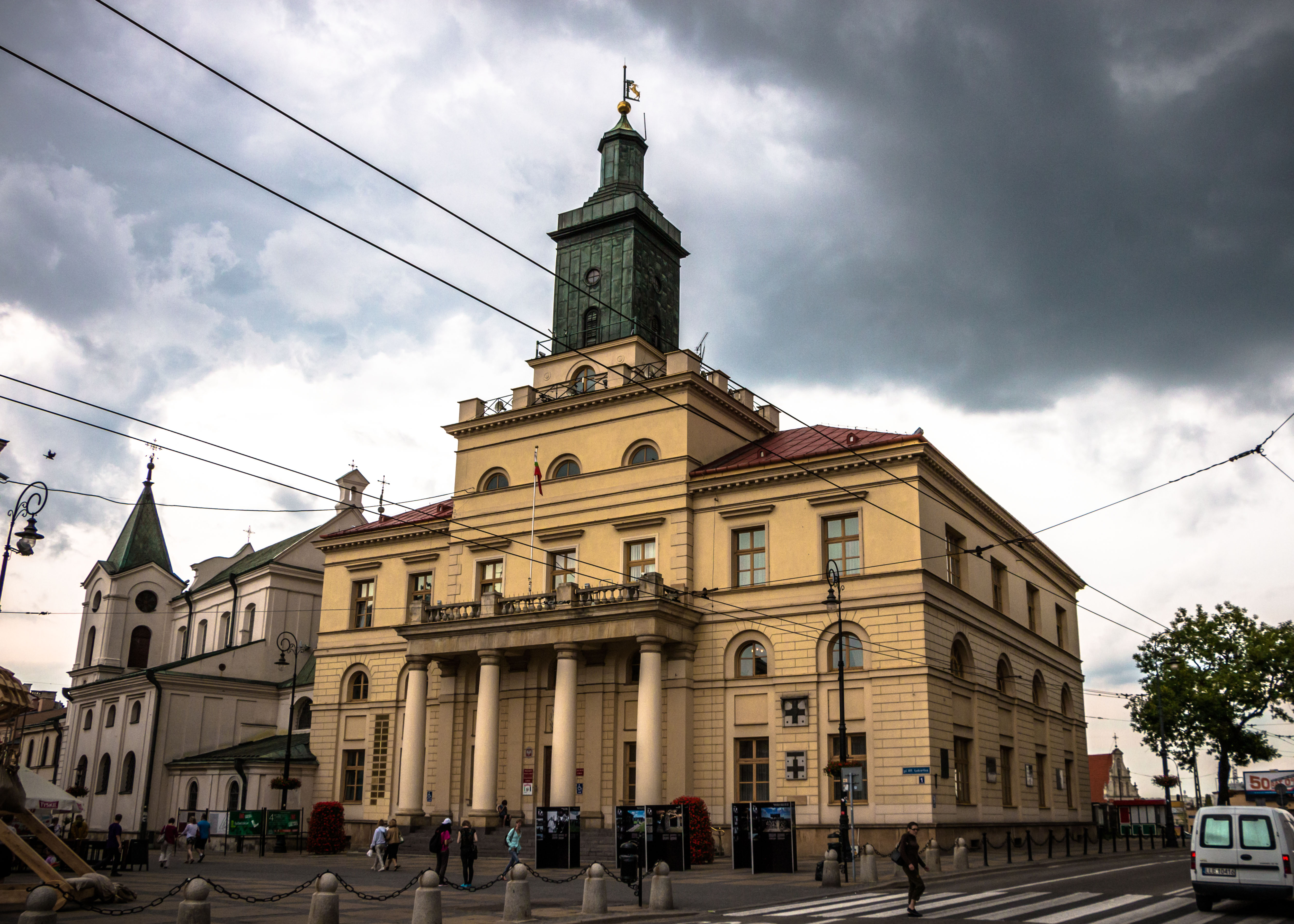
Nowy Ratusz – siedziba prezydenta i rady miasta

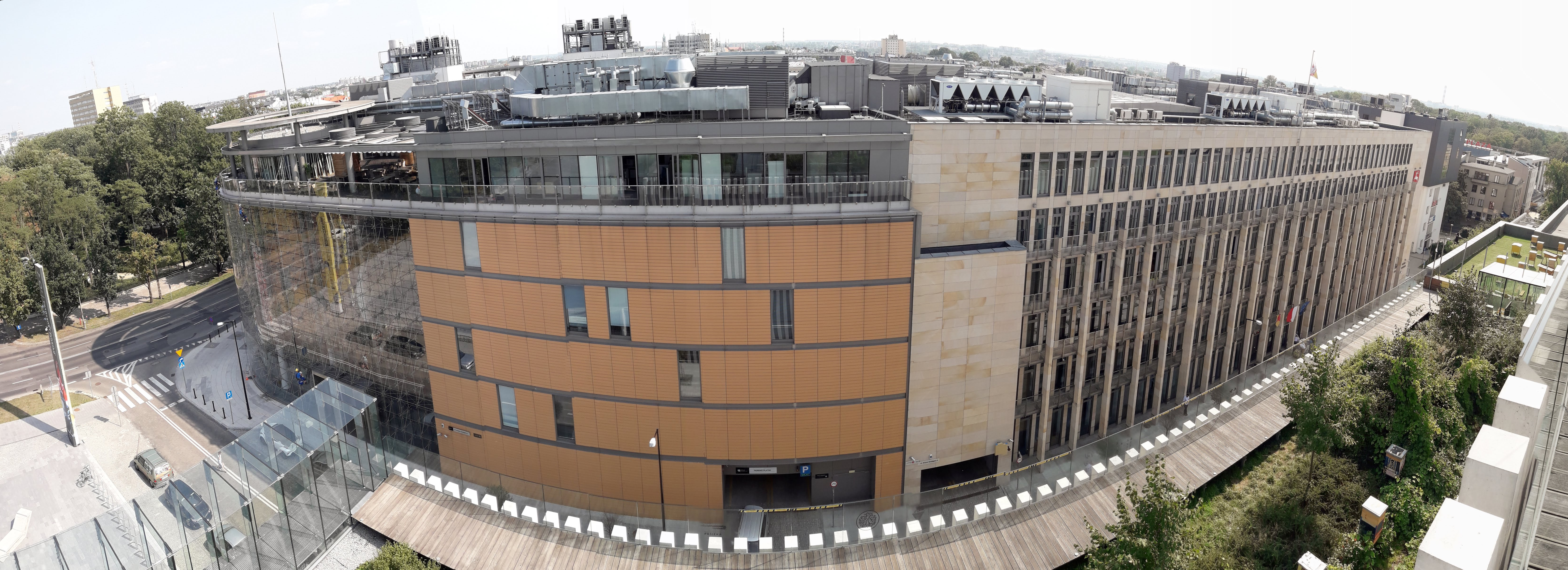
Lubelskie Centrum Konferencyjne i Urząd Marszałkowski Województwa Lubelskiego, widok z Centrum Spotkania Kultur

Lublin jest miastem na prawach powiatu. W skład Rady Miasta Lublin wchodzi 31 radnych wybieranych w 6 okręgach. Obecny skład Rady został wybrany w wyborach samorządowych w 2018. Przewodniczącym Rady Miasta Lublin jest Jarosław Pakuła.
Funkcję prezydenta od 13 grudnia 2010 (powtórnie wybrany w 2014 i 2018) sprawuje Krzysztof Żuk (PO). W II turze wyborów prezydenckich w 2010 uzyskał 54,65% poparcia wyborców, w I turze wyborów w 2014 – 51,71%, a w I turze wyborów w 2018 – 62%.
Siedziba prezydenta (organu wykonawczego) oraz rady miasta (organu uchwałodawczo-kontrolnego) znajduje się w Nowym Ratuszu.
Lublin jest członkiem Związku Miast Polskich i Unii Metropolii Polskich.

### Młodzieżowa Rada Miasta
Młodzieżowa Rada Miasta Lublin została powołana uchwałą Rady Miasta Lublin z 25 maja 2006 roku. Lubelski MRM działa na podobnych zasadach jak każda Młodzieżowa Rada Miasta, na podstawie art. 5b ust. 1, 2 i 3, art. 40 ust. 1, art. 41 ust. 1 i art. 42 ustawy z dnia 8 marca 1990 r. o samorządzie gminnym. Zadania MRML są bardzo rozbudowane i pozwalają na działanie na wielu obszarach. Rada bardzo aktywnie opiniuje działania Rady Miasta Lublin. Młodzieżowi radni wybierani są z okręgów wyborczych w szkołach ponadpodstawowych bądź zespołach szkół ponadpodstawowych. Rada ma własną stronę w BIP Urzędu Miasta Lublin.

### Podział administracyjny
Od 23 lutego 2006 Lublin dzieli się na 27 dzielnic administracyjnych, które skupiają również zwyczajowe dzielnice i osiedla:

- Abramowice
- Bronowice
- Czechów Południowy
- Czechów Północny
- Czuby Południowe
- Czuby Północne
- Dziesiąta
- Felin
- Głusk
- Hajdów-Zadębie
- Kalinowszczyzna
- Konstantynów
- Kośminek
- Ponikwoda
- Rury
- Sławin
- Sławinek
- Stare Miasto
- Szerokie
- Śródmieście
- Tatary
- Węglin Południowy
- Węglin Północny
- Wieniawa
- Wrotków
- Za Cukrownią
- Zemborzyce

Według spisu z grudnia 2017 roku najbardziej ludną dzielnicą są Rury położone w środkowo-zachodniej części miasta. Zaraz po nich pod tym względem są Czuby Północne. Najmniej zamieszkaną dzielnicą są Abramowice, położone w południowo-wschodniej części Lublina.

### Sąsiednie gminy
Lublin graniczy z następującymi gminami: Głusk, Jastków, Konopnica, Niedrzwica Duża, Niemce, Strzyżewice, Świdnik, Wólka.

### Symbole
Herb Lublina powstał wraz z nadaniem praw miejskich w 1317. Pierwotnie przedstawiał on kozła, od XVI w. posługiwano się inną wersją – kozła wspartego na krzewie winorośli. Według uchwały rady miasta z 8 lipca 2004 herbem Lublina jest „umieszczony w czerwonym polu zwrócony w prawo srebrny kozioł ze złotymi karbowanymi rogami i złotymi kopytami wspinający się z zielonej murawy na zielony krzak winny”.
Flaga Lublina jest prostokątem o proporcjach 5:8 podzielonym na trzy poziome pasy: biały (u góry, 2/5 wysokości), zielony (środkowy, 1/5 wysokości) i czerwony (u dołu, 2/5 wysokości). Flaga urzędowa zawiera umieszczony pośrodku herb Lublina.
Hejnał Lublina prawdopodobnie od XV wieku był grany z wieży Bramy Krakowskiej, następnie z balkonu Nowego Ratusza. Od 1991 hejnał w wersji z 1685 jest grany codziennie o godzinie 12:00.

### Współpraca międzynarodowa

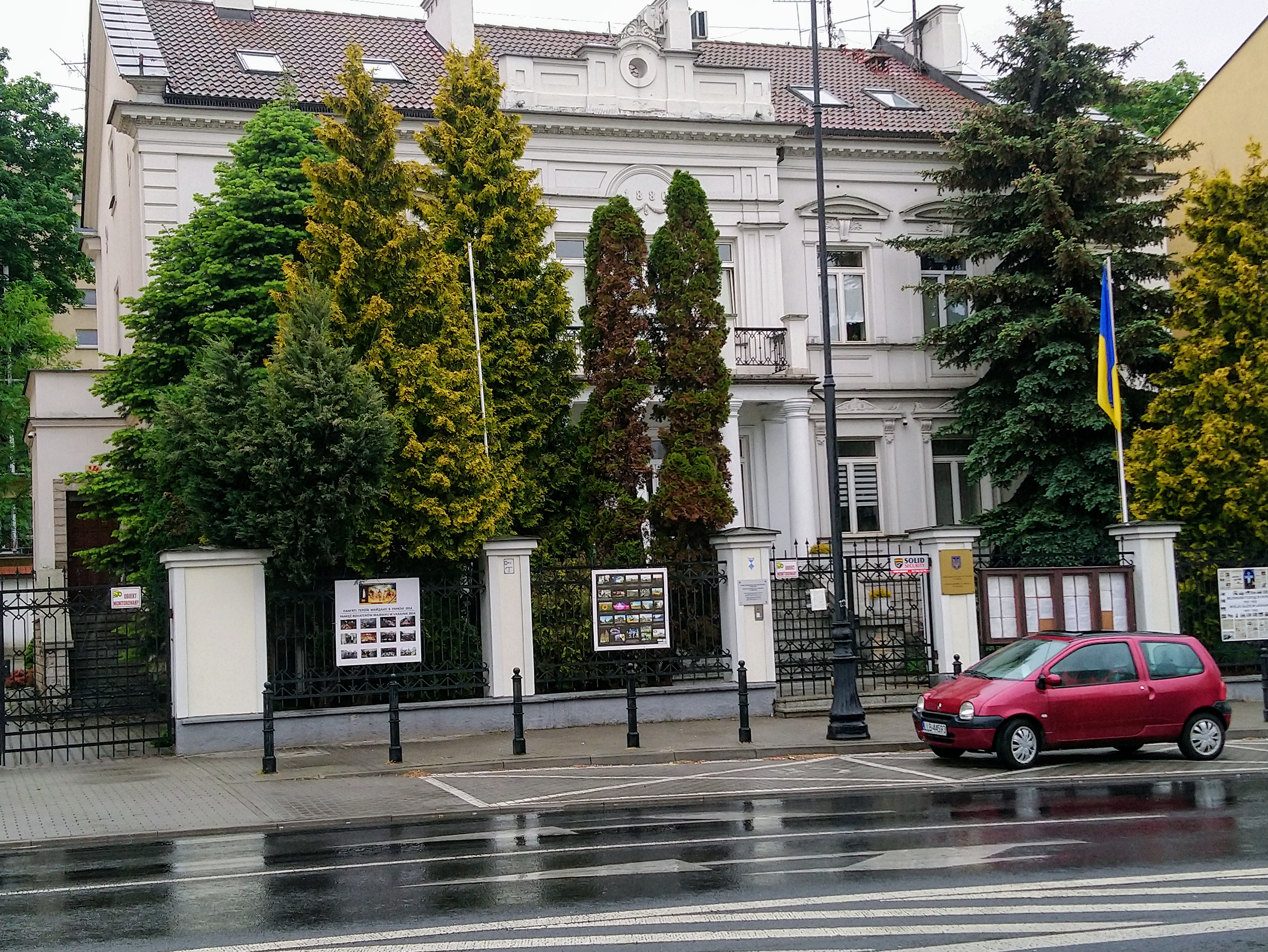
Konsulat Generalny Ukrainy w Lublinie

Miasto prowadzi współpracę międzynarodową z licznymi miastami partnerskimi i zaprzyjaźnionymi,
Miasta partnerskie
 Münster, 1991
 Delmenhorst, 1992
 Riszon le-Cijjon, 1992
 Lancaster, 1994
 Debreczyn, 1995
 Tilburg, 1996
 Łuck, 1996
 Ługańsk, 1996
 Starobielsk, 1996
 Viseu, 1998
 Erie, 1999
 Poniewież, 1999
 Windsor, 2000
 Pernik, 2001
 Alcalá de Henares, 2001
 Lwów, 2004
 Iwano-Frankiwsk, 2009
 Jiaozuo, 2010
 Równe, 2013
 Sumy, 2013
 Nilüfer, 2014
 Tbilisi, 2014
 Timișoara, 2016
 Charków, 2022
Miasta zaprzyjaźnione

 Jiading, district Shanghai, 2012
 Granada, 2012
 Nowy Sad, 2013
 Belgrad Stari Grad, 2013
 Winnica, 2013
 Xiangyang, 2015
 Poprad, 2015
 Nikšić, 2015
 Kamieniec Podolski, 2016
 Hjørring, 2017
 Dniepr, 2017
 Wanadzor, 2017
 Maribor, 2017
 Wilno, 2019
 Tirana, 2019
Od 2001 Lublin współpracuje także z miejscowością o tej samej nazwie w stanie Wisconsin w USA.

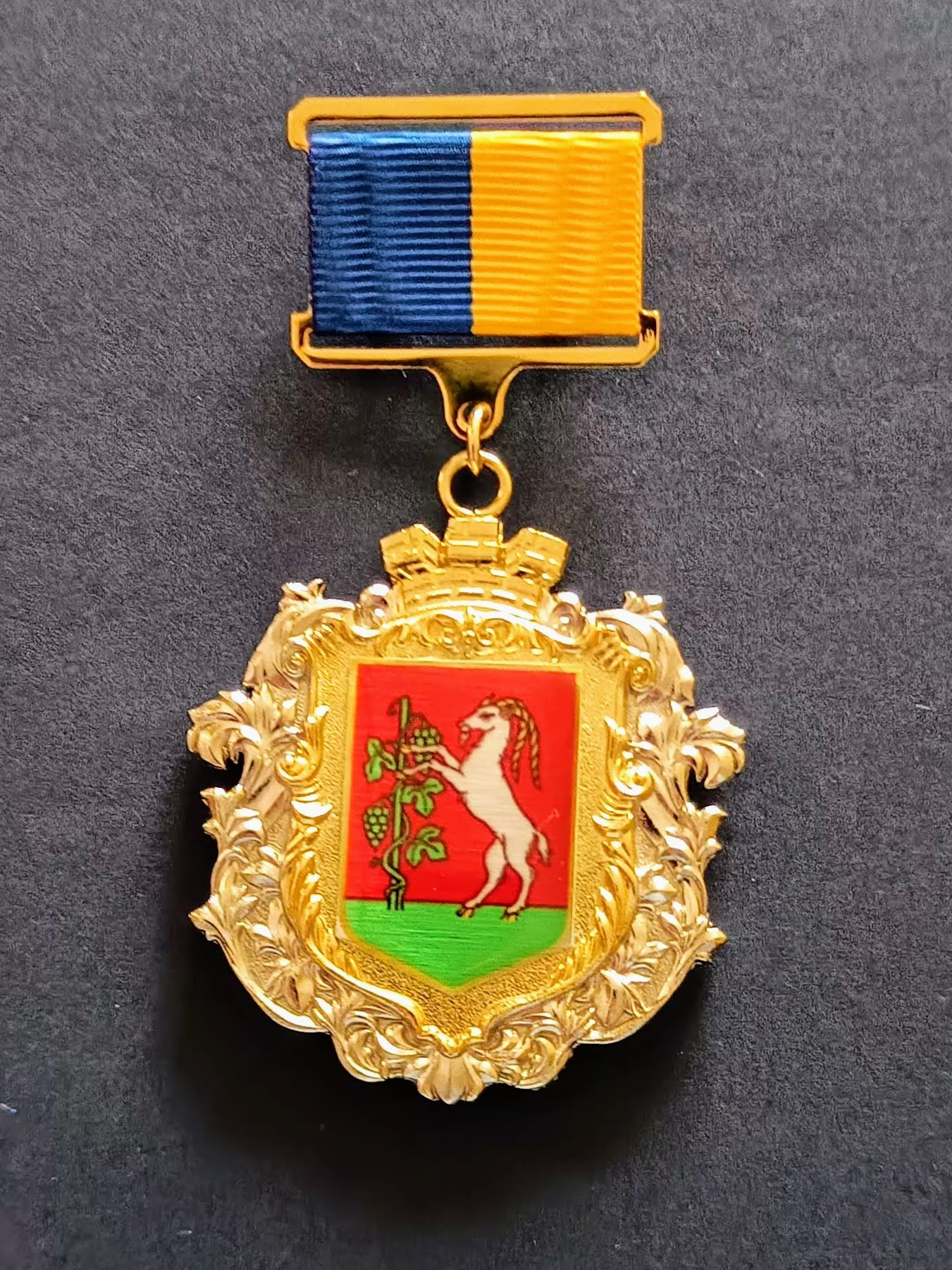
Honorowa odznaka "Miasto Ratownik" nadana przez Prezydenta Ukrainy Wołodymyra Zełenskiego

Współpraca międzynarodowa jest ważnym elementem strategii miasta. Każdego roku realizowane są dziesiątki transgranicznych projektów i inicjatyw wymiany doświadczeń między samorządami, wydarzeń kulturalnych, oświatowych, sportowych, pozwalających na realną współpracę przedstawicieli miast, w tym uczelni wyższych, placówek oświatowych, instytucji kultury, organizacji pozarządowych i biznesu. Organizowany od 2012 roku Kongres Współpracy Transgranicznej (wcześniej Kongres Inicjatyw Europy Wschodniej) jest miejscem dorocznych spotkań praktyków współpracy rozwojowej i transgranicznej oraz stanowi platformę dialogu środowisk nauki, kultury, edukacji, władz samorządowych i państwowych oraz liderów organizacji pozarządowych. Lublin jest członkiem międzynarodowych sieci Eurocities, EUniverCities oraz programu sieci miast międzykulturowych Rady Europy. Lublin jest sygnatariuszem Europejskiej karty równości kobiet i mężczyzn w życiu lokalnym.
W 2017 roku Lublin otrzymał Nagrodę Europy, najwyższe wyróżnienie Zgromadzenia Parlamentarnego Rady Europy. W 2023 roku Lublin objął przewodnictwo w Stowarzyszeniu Miast Laureatów Nagrody Europy. Lublin uzyskał tytuł Europejskiej Stolicy Młodzieży 2023. Tytuł nadawany jest przez Europejskie Forum Młodzieży. W 2023 roku Lublin został wyróżniony tytułem Miasta-Ratownika ustanowionym przez prezydenta Ukrainy Wołodymyra Zełenskiego, dla upamiętnienia aktów człowieczeństwa, miłosierdzia i solidarności z narodem ukraińskim, okazanych przez mieszkańców zagranicznych miast w obronie ideałów wolności, pokoju i demokracji, a także za wspieranie Ukrainy w obronie jej niepodległości i suwerenności w czasie odpierania zbrojnej agresji Federacji Rosyjskiej.
W Lublinie znajduje się 9 urzędów konsularnych. Większość z nich to instytucje honorowe. Jedyną regularną placówką jest Konsulat Generalny Ukrainy w Lublinie.

## Ludzie związani z Lublinem
Honorowymi obywatelami Lublina są (czerwiec 2024): Rocco Buttiglione, Marian Chojnowski, Wiesław Chrzanowski, Hubert Czuma, Norman Davies, Rita Gombrowicz, Julia Hartwig, Ryszard Kaczorowski, Andrzej Nikodemowicz, Grzegorz Pawłowski, Wanda Półtawska, Bolesław Pylak, Jan Paweł II, Ludwik Wiśniewski, Giuseppe Guarnaccia, Irena Hochman, Tadeusz Mysłowski, Tomasz Wójtowicz, ks. prof. Andrzej Szostek, Władysław Żmuda, Juliusz Machulski oraz Krzysztof Cugowski.
Ambasadorami kultury są m.in. muzycy: Marek Andrzejewski, Krzysztof Cugowski, Krzesimir Dębski, Urszula Kasprzak, Jan Kondrak, Beata Kozidrak, Romuald Lipko, Waldemar Malicki, Krzysztof Zalewski; dziennikarze: Ewa Dados, Jerzy Janiszewski; pisarze: Julia Hartwig, Jerzy Niemczuk, Henryk Pająk, Elżbieta Cichla-Czarniawska; aktorzy: Janusz Józefowicz, Ireneusz Krosny, Bohdan Łazuka, Monika Obara, Jerzy Rogalski, Elżbieta Skrętkowska; a także Anita Sokołowska, Tadeusz Wacław Budynkiewicz, Rita Gombrowicz, Andrzej Kot, Jarosław Koziara, Mariusz Maliszewski, Leszek Mądzik, Andrzej Mierzejewski, Paweł Szwajgier, Michał Kincel, Artur Popek i Marcin Wójcik.
Okręg wyborczy nr 6 do Sejmu RP obejmuje obszar Lublina i okolicznych powiatów. Wybiera się w nim 15 posłów. W wyborach do Senatu RP okręg wyborczy nr 16 pokrywa się z granicami Lublina, wybiera się w nim 1 senatora.
W Lublinie przez całe dorosłe życie mieszkała Jadwiga Szubartowicz, polska superstulatka i najstarsza Polka (1905–2017).

## Rekreacja

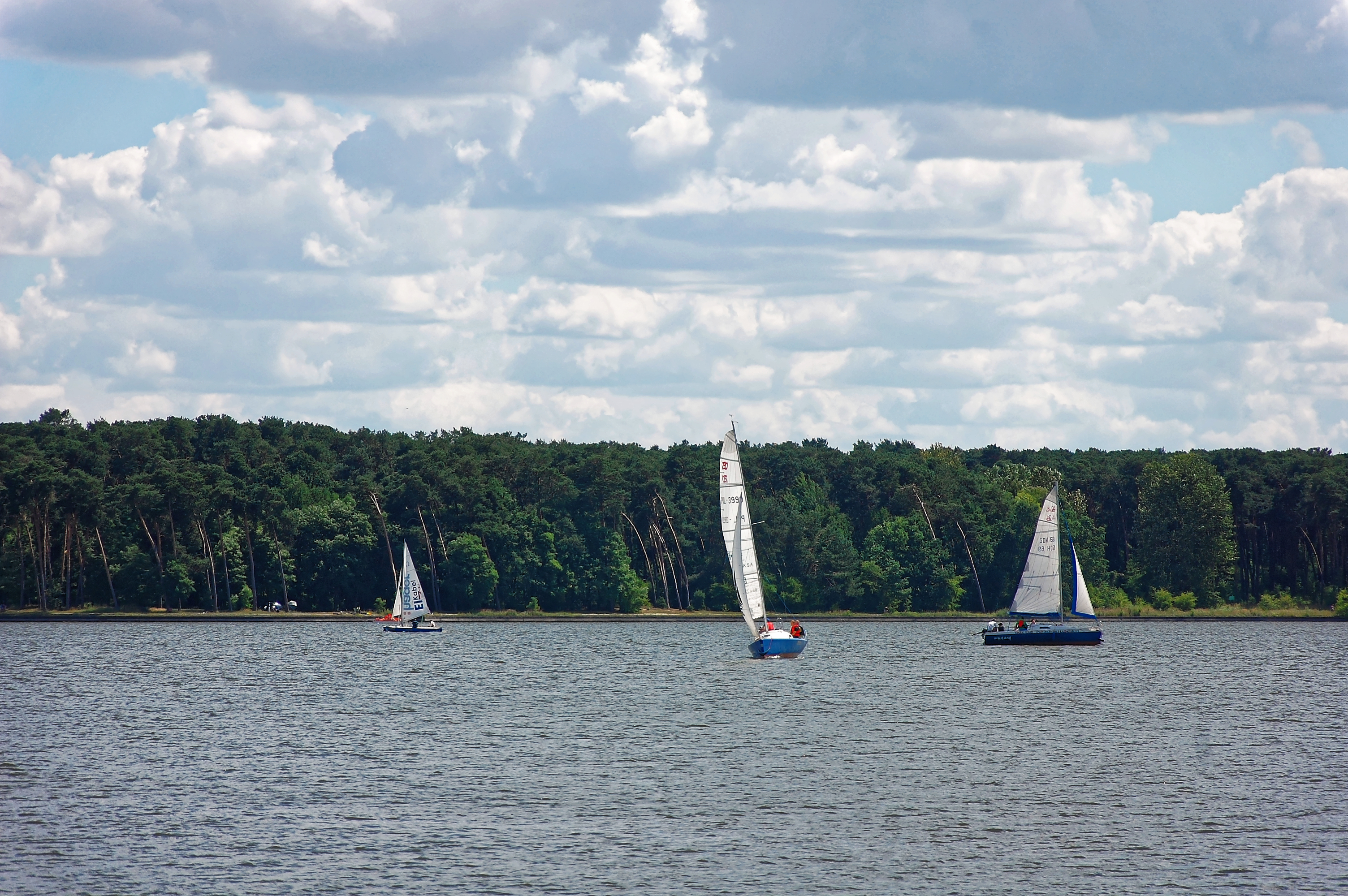
Żaglówki na położonym w granicach Lublina Zalewie Zemborzyckim

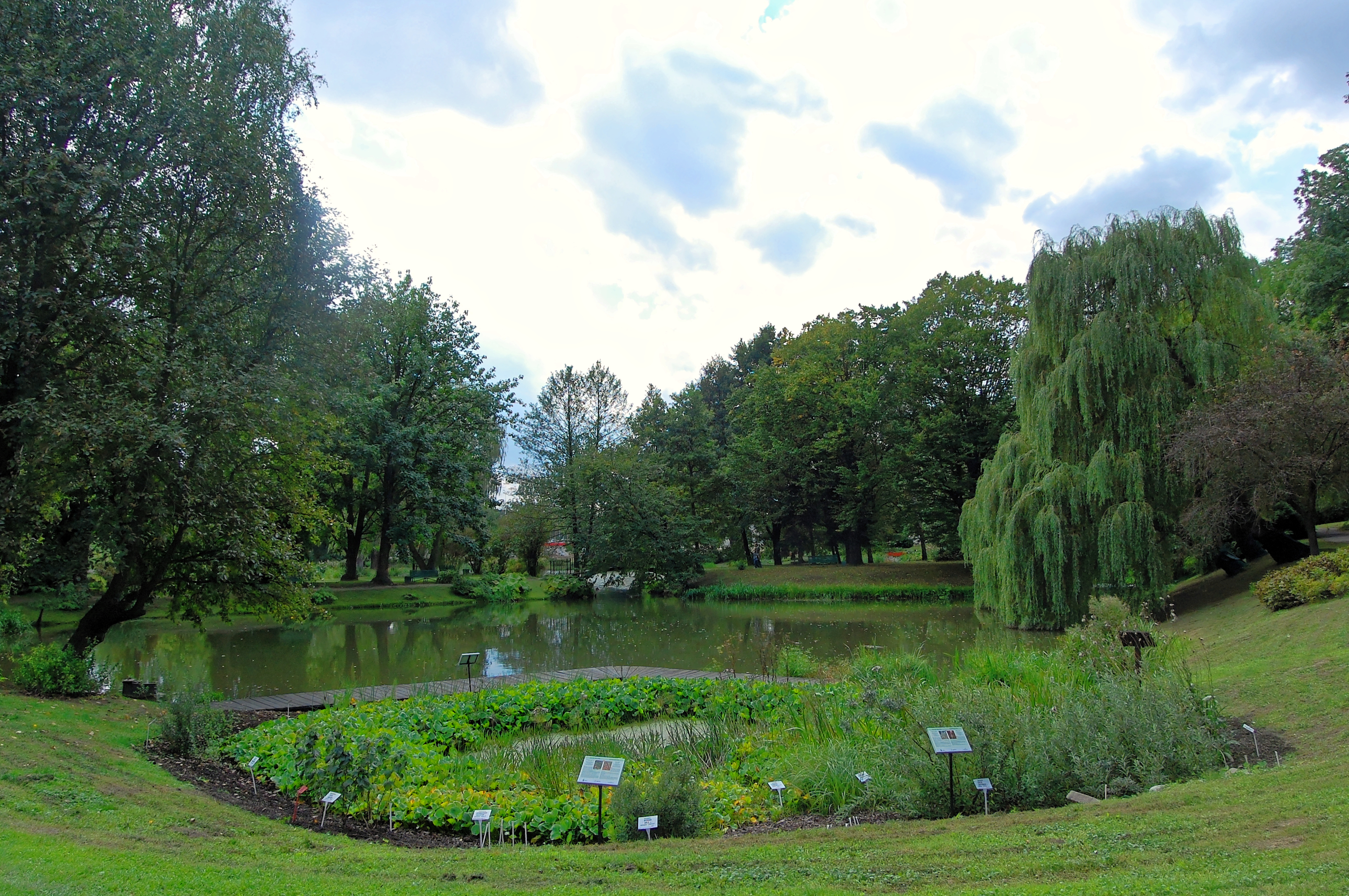
Ogród Botaniczny UMCS w dzielnicy Sławin

W 1999 w granicach Lublina znajdowało się 997,4 ha zieleni normowanej (kolejno według powierzchni: ogródki działkowe, zieleń osiedlowa, parki, skwery i in.) oraz 7183 ha zieleni nienormowanej (pola, lasy, łąki, sady i pastwiska). Wskaźnik zieleni normowanej na mieszkańca wynosił 28 m² (norma WHO dla Europy to 50 m²). Do lubelskich parków zalicza się m.in. Ogród Saski, Park Ludowy i Ogród Botaniczny UMCS. Parki są także zlokalizowane w lessowych wąwozach w zachodniej części miasta (m.in. Park Jana Pawła II (Czuby Południowe), Park w Wąwozie Rury (na granicy Rur i Czubów Północnych).
W Lublinie można znaleźć też wiele zielonych tarasów widokowych na dachach budynków. Są to m.in. Centrum Spotkania Kultur przy Alejach Racławickich (Śródmieście) i centrum handlowe Vivo! Lublin przy al. Unii Lubelskiej (Stare Miasto).
Lasy są skupione na południu miasta, pola i sady – na obrzeżach, a łąki i pastwiska – w dolinach. Na terenie miasta znajdują się trzy lasy: Dąbrowa – największy w granicach Lublina, położony przy zbudowanym w 1974 sztucznym zbiorniku zwanym Zalewem Zemborzyckim, Stary Gaj – położony na zachodzie miasta oraz Las Prawiedniki (Rudki) – wysunięty najdalej na południe. Ważnym miejscem z przyrodniczych powodów są również Górki Czechowskie, stanowiące zespół wąwozów i muraw kserotermicznych z rzadkimi gatunkami roślin.
W 2011 ochronie prawnej ze względu na szczególne walory przyrodnicze podlegało ok. 17% powierzchni miasta, w tym m.in. rezerwat przyrody Stasin chroniący fragment lasu liściastego z dużym udziałem brzozy czarnej, oraz 88 pomników przyrody.
Lubelski ratusz planuje zrewitalizować dolinę Bystrzycy. W skład inwestycji wchodzi m.in. rewitalizacja parków: Ludowego, Bronowice i Podzamcze oraz utworzenie Parku Zawilcowa. Ponadto rozważane do utworzenia są m.in. Park Rusałka (między ulicą Rusałka a Bernardyńską, gdzie dawniej już był park) i Park Centralny (na terenach ogródków działkowych „Podzamcze”, związany z projektem odtworzenia Wielkiego Stawu Królewskiego; byłby połączony z parkiem Podzamcze, zaś jego powierzchnia przekroczyłaby 100 ha).

## Sport

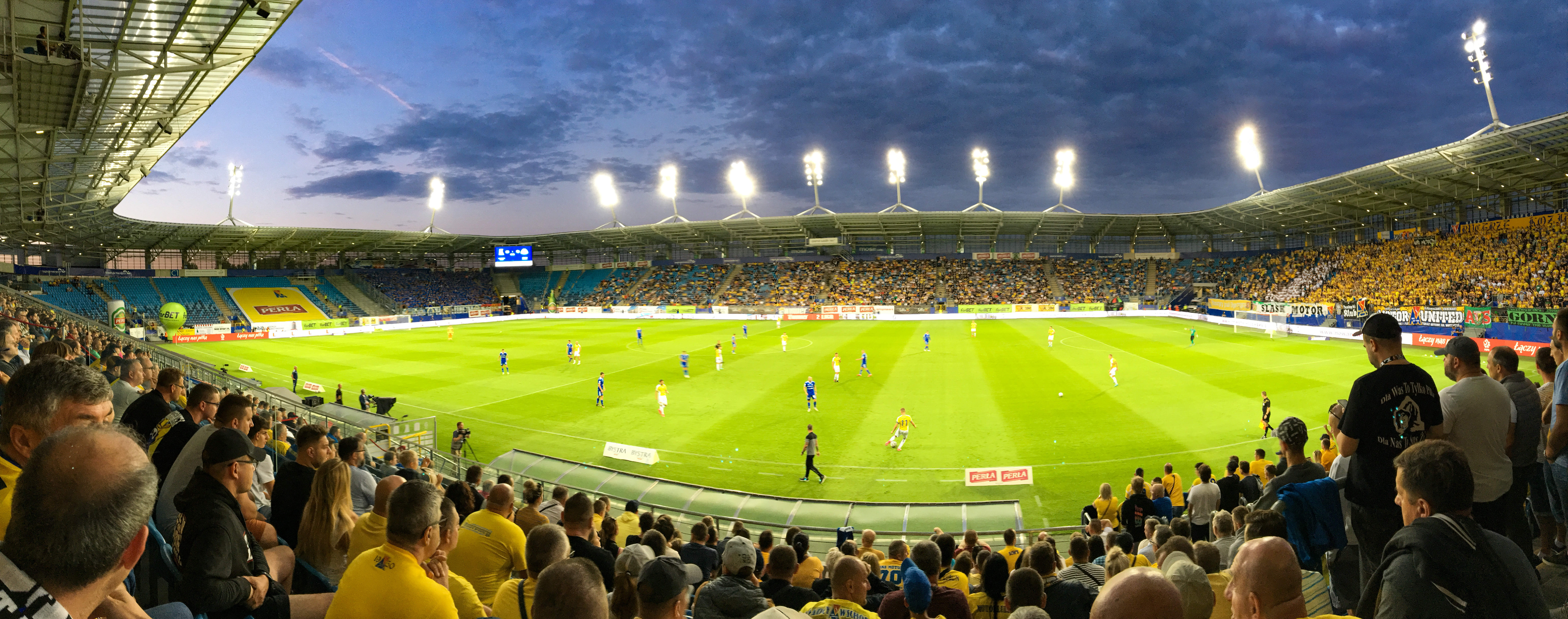
Mecz Motoru Lublin z Ruchem Chorzów na Arenie Lublin, 8 sierpnia 2021 r.

Wśród największych obiektów sportowych w Lublinie są wymieniane: stadion piłkarski Arena Lublin, stadion piłkarsko-żużlowy MOSiR-Bystrzyca, stadion piłkarski KS Lublinianki, stadion lekkoatletyczny Startu Lublin, Hala Sportowa MOSiR oraz Hala Sportowo-Widowiskowa „Globus”, a także oddany do użytku w 2015 kompleks basenów, wraz z basenem olimpijskim Aqua Lublin.
W Lublinie działa Aeroklub Lubelski, organizowane są Lubelskie Zimowe Zawody Samolotowe. Lubelskimi klubami piłkarskimi są m.in. Motor Lublin (występujący od sezonu 2024/2025 w Ekstraklasie), Lublinianka oraz Sygnał Lublin (klub założony w 1945 roku, reaktywowany w 2014). W mieście funkcjonują ponadto: kluby piłki ręcznej (MKS Lublin), tenisa stołowego (Start Lublin), koszykówki (Start Lublin, AZS UMCS Lublin mężczyzn i kobiet), futbolu amerykańskiego (Tytani Lublin), rugby (KS Budowlani), żużlowy (Speed Car Motor Lublin), kajakarski (Lubelskie Towarzystwo Kajakowe "Fala"), motorowe (m.in. KM Cross Lublin) i wiele innych.
W Lublinie znajduje się także siedziba Polskiego Związku Taekwondo oraz Ogólnoeuropejskiej Federacji Taekwondo. Lublin jest jedynym polskim miastem, w którym odbyła się olimpiada: szachowa kobiet w 1964. Lublin dwukrotnie gościł wyścig kolarski Tour de Pologne (2008 i 2009).
W mieście od 2013 roku odbywa się Maraton Lubelski, impreza opisywana przez większość lokalnych mediów.
W 2022 roku Lublin zajął czwarte miejsce w sportowym rankingu polskich miast. Rok później zajął miejsce trzecie.